# Linearbandkeramische Kultur

Verbreitung der regional jeweils frühesten archäologischen Kultur mit Töpferware (etwa 6000–4000 v. Chr., etwa 7,500-5,500 BP):
Westliche LBK
Alföld-Linearkeramik oder östliche LBK
Cardial- oder Impressokultur
Ertebølle-Kultur, mesolithische Kultur
Dnjepr-Donez-Kultur
Vinča-Kultur
La-Almagra-Kultur
Dimini-Kultur, vorher Sesklo-Kultur
Karanowo-Kultur
Kammkeramische Kultur, mesolithische Kultur
Hinweis: Die Karte ist ungenau und bedarf einer Überarbeitung; sie gibt nur die ungefähren territorialen Bedingungen einzelner Kulturen wieder. Einige Kulturen fehlen.

Die Linearbandkeramische Kultur, auch Linienbandkeramische Kultur oder Bandkeramische Kultur, Fachkürzel LBK, ist die älteste bäuerliche mitteleuropäische Kultur der Jungsteinzeit (fachsprachlich „Neolithikum“) mit permanenten Siedlungen. Diese Veränderung der Lebensgrundlagen wird als „Neolithisierung Europas“ bezeichnet und folgt der „Neolithische Revolution“ im Vorderen Orient. Die LBK fällt in das Frühneolithikum.
Die Träger der Linearbandkeramischen Kultur brachten eine Vielzahl technisch-instrumenteller und wirtschaftlicher Neuerungen mit, so eine Anpassung der Keramikproduktion, verbesserte Werkzeug- und Arbeitsmittelherstellung, Sesshaftigkeit und Dorf, Ackerbau und Viehhaltung, Haus- und Brunnenbau sowie den Bau von Grabenwerken. Es war eine Zeitspanne des wirtschaftlichen Wandels von der extraktiven Wirtschaft zur nahrungsproduzierenden Wirtschaftsweise, die mit dem Aufkommen immobilen Besitzes und der Vorratshaltung für die Gruppenmitglieder einherging.
Die Bezeichnung „Bandkeramik“ führte 1883 der Historiker Friedrich Klopfleisch in die wissenschaftliche Diskussion ein, abgeleitet von der charakteristischen Verzierung der keramischen Gefäße, die ein Bandmuster aus eckigen, spiral- oder wellenförmigen Linien aufweisen. In der angelsächsischen Literatur wird die Linearbandkeramik als englisch Linear Pottery culture oder Linear Band Ware, Linear Ware, Linear Ceramics oder als englisch Incised Ware culture bezeichnet. Weitere Bezeichnungen, wenn auch mehr vom allgemeineren Typus sind: „erste europäische Bauernpopulation/Landwirte“ auch als englisch European Neolithic farmers (ENFs) bzw. Early European Farmer (EEF) und, bezogen auf ihre ursprüngliche Herkunft auch als „anatolische neolithische Landwirte“, englisch Anatolian Neolithic farmers (ANFs).

## Ausbreitung der Bandkeramiker
Die letzte Phase der Ausbreitung der Linearbandkeramischen Kultur nach Mitteleuropa begann wahrscheinlich um 5700 v. Chr. – ausgehend von der Gegend um den Neusiedler See – und schuf innerhalb von etwa 200 Jahren einen kulturell ungewöhnlich einheitlichen und stabilen Siedlungs- und Kulturraum. Die Rekonstruktion dieser kulturellen Einheit beruht auf Bodenfunden in Gebieten der heutigen Länder Westungarn (Transdanubien), Rumänien, Ukraine, Österreich, Südwestslowakei, Mähren, Böhmen, Polen, Deutschland und Frankreich (hier unter der Bezeichnung französisch culture rubanée: Pariser Becken, Elsass und Lothringen). Entsprechend gilt die LBK als größte Flächenkultur der Jungsteinzeit.
Eine mögliche Periodisierung der LBK im Sinne einer absoluten Chronologie ist:
- um 5700/5500 bis um 5300 v. Chr.: älteste Linearbandkeramik;
- um 5300 bis 5200 v. Chr.: mittlere LBK;
- um 5200 bis 5000 v. Chr.: jüngere LBK;
- um 5100 bis 4900 v. Chr.: jüngste LBK (Überschneidungen mit jüngerer LBK).[9]

Mit dem Ende der LBK wird in einer synthetischen Chronologie für Mitteleuropa der Übergang vom Frühneolithikum zum Mittelneolithikum angesetzt. Zu den bandkeramischen Kulturen oder zur Bandkeramik im weiteren Sinn wird auch die Alföld-Linearkeramik gezählt (östliche Bandkeramik in Ungarn: 5500–4900 v. Chr.), im weitesten Sinn auch die Stichbandkeramik in Mitteleuropa (4900–4500 v. Chr.).
Die Bandkeramiker stehen wahrscheinlich in enger Beziehung zum Starčevo-Körös-Criş-Kulturkomplex, die auf den Zeitraum von 6200 bis 5600 v. Chr. datiert wird. Im Donauraum gilt jene als eine der bedeutendsten Kulturen der frühen Jungsteinzeit und wird als eine östliche Vorläuferkultur der LBK angesehen (vergleiche Pișcolt-Kultur). Dabei war die Starčevo-Kultur am westlichsten hin zur Adria gelegen und am nächsten zur späteren LBK im Norden, etwas östlicher lag die Körös-Kultur und dicht an diese angrenzend weiter nach Osten die Criş-Kultur.
Auch die Starčevo-Kultur wird als eine Vorläuferkultur angesehen (Starčevo-Körös-Criş-Kultur). So will die ungarische Prähistorikerin Eszter Bánffy die LBK allein aus der Starčevo-Kultur herleiten. 2014 durchgeführte paläogenetische Analysen einer Gruppe um den deutschen Anthropologen Kurt W. Alt unterstützen diese Hypothese.
Zum Vorgang der Neolithisierung wurden lange zwei Modelle diskutiert:
1. cultural diffusion: Aneignung der Kulturtechniken (Kulturtransfer, Akkulturation) durch die örtliche spätmesolithische Bevölkerung, englisch autochthonous Mesolithic European hunter gatherers (HGs) of central Europe (WHGs) (vergleiche Diffusionismus und Kulturelle Diffusion) – das Neolithikum entwickelte sich aus der lokalen mesolithischen Bevölkerung heraus und Kenntnisse über Ackerbau, Viehzucht und die zugehörigen Technologien wurden aus dem Nahen Osten von einer indigenen Gruppe an die nächste Gruppe weitergegeben, ohne grundlegende Wanderung von Menschengruppen (auch englisch indigenist model)
2. demic diffusion: Einwanderung von Gruppen aus dem Nahen Osten (Nordwestanatolien) – die Träger der bandkeramischen Kultur waren nur zu sehr geringen Teilen Angehörige oder Abkömmlinge der nacheiszeitlichen, mesolithischen einheimischen Jäger und Sammler; die Ausbreitung des Neolithikums gründete in einem Wachstum der Bevölkerung mit räumlicher Ausdehnung landwirtschaftlicher Gemeinschaften oder ganzer Gesellschaften (auch englisch integrationist model) und dem Ausweichen der Mesolithiker in für landwirtschaftliche Nutzung ungünstige Gebiete.

Zwischen beiden Extremen bestehen integrative Modelle, die einen gewissen Grad der Mischung indigener mesolithischer, englisch autochthonous Mesolithic European hunter gatherers (HGs) of central Europe (WHGs) und zugewanderter neolithischer Bevölkerungsgruppen, englisch Anatolian Neolithic farmers (ANFs) vertreten. Dies könnte durch dominante Eliten, Einsickerung, sprunghafte Koloniegründungen (englisch leapfrog colonization) oder flexible Grenzen verursacht worden sein. Dabei sprangen die expandierenden Bauern von einem Besiedlungspunkt zu einem weiter entfernten nächsten und besiedelten anschließend die dazwischenliegenden Flächen.
Aufgrund von DNA-Analysen nach der Jahrtausendwende hat sich die Einwanderungstheorie durchgesetzt und wurde in Studien mehrfach bestätigt. Ob zunehmende Bevölkerungsdichte und das Knappwerden von Ressourcen neben anderen Faktoren die alleinigen Beweggründe für die Einwanderungen waren, ist nicht mit Belegen entscheidbar (Push-Pull-Modell der Migration). Die Immigration bzw. „Besiedlung“ vollzog sich generationsübergreifend und über einen längeren Zeitraum, geografisch häufig entlang von Flüssen und Flusssystemen.
Auch konnte der Austausch materieller Güter zwischen den immigrierten Bauern (ANFs) und den autochthonen Jägern und Sammlern (HGs) dokumentiert werden.

## Ursprung der Bandkeramik

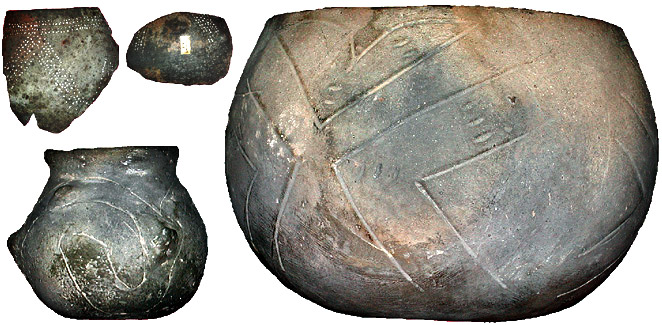
Bandkeramische Gefäße aus Mitteldeutschland im Bestand der ur- und frühgeschichtlichen Sammlung der Universität Jena, die Friedrich Klopfleisch 1882 zur Definition der bandkeramischen Kultur benutzte

Die Bandkeramik erreichte die nördlichen Lössgrenzen in Mitteleuropa ab 5600 bis 5500 v. Chr. Nach einigen gängigen Lehrmeinungen ging sie aus dem Starčevo-Körös-Kulturkomplex hervor. So werden besonders die frühesten bandkeramischen Siedlungen in Transdanubien interpretiert. Die Gefäße der ältesten Bandkeramik zeichnen sich durch Flachbodigkeit und organische Magerung aus, sie ähneln stark der späten ungarischen Starčevo-Keramik. Etwa um 5200 v. Chr. setzt sich ein anderer Stil durch, die Keramiken sind nun rundbodig und anorganisch gemagert. Siedlungen dieser Übergangsstufe wurden zum Beispiel in Szentgyörgyvölgy-Pityerdomb (Kleingebiet Lenti), Vörs-Máriaasszonysziget (Balaton) und Andráshida-Gébarti-tó (bei Zalaegerszeg) gefunden.
Die Forschungsgruppe um Barbara Bramanti (Johannes Gutenberg-Universität Mainz) untersuchte alte DNA aus bandkeramischen Skeletten. Die Befunde legen nah, dass die Träger der Bandkeramik vor ungefähr 7500 Jahren aus dem Karpatenbecken nach Mitteleuropa einwanderten. Von dort aus, so wird inzwischen allgemein anerkannt, breiteten sich die Bandkeramiker in zwei Richtungen aus, zum einen über Böhmen und Mähren entlang der Elbe bis nach Mitteldeutschland, zum anderen über Niederösterreich entlang der Donau bis nach Südwestdeutschland und weiter den Rhein entlang.

Ursprünge und Verbreitung des neolithischen Ackerbaus in der Zeit

Nach dieser Immigrationshypothese besteht keine anthropologische Kontinuität von Europäern des späten Mesolithikums zu den Bandkeramikern. Auch sind dann weder jene noch die Bandkeramiker als Vorfahren der heutigen Bevölkerung Mitteleuropas zu sehen (siehe den Abschnitt #Populationsgenetik der Bandkeramiker). Eine Studie aus dem Jahre 2010 fand sogar Übereinstimmungen der DNA bandkeramischer Gräber aus Derenburg (Sachsen-Anhalt) mit der heutigen Bevölkerung des Vorderen Orients. Dort, am Ort der Neolithischen Revolution, wären also die Vorfahren der Bandkeramiker zu suchen.
Die Immigrationshypothese blieb zunächst nicht unwidersprochen: Claus-Joachim Kind führte 1998 aus, dass es sich bei den Bandkeramikern um eine autochthone Entwicklung im europäischen Neolithikum handeln könne. So deuteten in der ältesten Bandkeramik Silexartefakte auf mesolithische Traditionen hin. Auch seien die Ähnlichkeiten zwischen Keramiken aus der ältesten Bandkeramik und solchen aus dem Starčevo-Körös-Kulturkomplex gering; dies schließe eine Immigration aus jenen Kulturen aus.
Eine autochthone, dann wohl zum Teil multilokal entstandene bandkeramische Kultur könne durch vertikalen Kulturtransfer (also ein gewisses Verhältnis von Tradition und Innovation) am jeweiligen Ort etabliert worden sein; das aber passe kaum zur auffallenden Einheitlichkeit der Kultur in ihrem Verbreitungsgebiet. Diese Einheitlichkeit legt einen horizontalen Kulturtransfer durch Transmigration nahe, das heißt, einheimische mesolithische Bevölkerungsgruppen könnten die neolithische Lebensweise von durchwandernden Gruppen übernommen haben (ohne deswegen untergegangen zu sein). Eine entsprechende weitere Lehrmeinung weist besonders auf die Kontinuität einiger Elemente der materiellen Kultur hin. So wiesen die Feuersteingeräte ältestbandkeramischer Siedlungen mesolithische Züge auf, was sich bei „facettierten Schlagflächenresten“ sowohl in bestimmten Formen (Querschneider, Trapeze etc.) als auch in der Präparation der Schlagflächen zeige. Auch löst sich die Bandkeramik aus einem anders gestalteten religiösen Hintergrund, wie Clemens Lichter (2010) feststellt. Beispielsweise gab es die neu auftretenden Kreisgrabenanlagen im Starčevo-Körös-Komplex nicht.
Unklar ist, welchen Anteil die sogenannte La-Hoguette-Gruppe hatte, die von der Normandie (in der der eponyme Fundort liegt) bis ins Main-Neckar-Gebiet verbreitet war. Man erwies für diese Kultur eine pastorale Lebensgrundlage, also nicht sesshafte Schaf- oder Ziegen-Hirten, die seit dem Kontakt mit den Linearbandkeramikern wirtschaftliche Beziehungen zu beider Vorteil unterhielten. Die La-Hoguette-Gruppe lässt sich aus der Cardial- oder Impresso-Kultur herleiten, einer frühneolithischen Kultur, die chronologisch vor dem Starčevo-Körös-Komplex einzuordnen ist und an den Küsten des westlichen Mittelmeeres verbreitet war. Von der Mündung der Rhone aus verbreitete sie sich um etwa 6500 v. Chr. nach Norden und erreichte etwa 300 Jahre vor der Bandkeramik den Rhein und seine Nebenflüsse bis zur Lippe. Der Anteil von Haustierknochen ist in den Funden der La-Hoguette-Kultur bedeutend größer als bei den Bandkeramikern, diese betrieben umgekehrt deutlich mehr Feldbau.
Beim weitgehenden Verschwinden der Mesolithiker in den Siedlungsgebieten der Linearbandkeramiker wird heute Zoonosen eine bedeutende Rolle zugewiesen. Dabei waren die Viehhalter an Tierkrankheiten gewöhnt, die für Mesolithiker in höchstem Maße tödlich waren. Dies entspricht Erfahrungen in historischer Zeit, wie etwa in Amerika.
Dennoch lebten die Mesolithiker in Rückzugsgebieten, die für den Landbau ungünstig waren, fort, so dass von „Parallelgesellschaften“ die Rede war. Pioniersiedlungen der Neolithiker wie Minden-Dankersen weisen dementsprechend häufiger Elemente mesolithischer Kulturen auf.

## Ökologische Rahmenbedingungen und Wirtschaftsweise

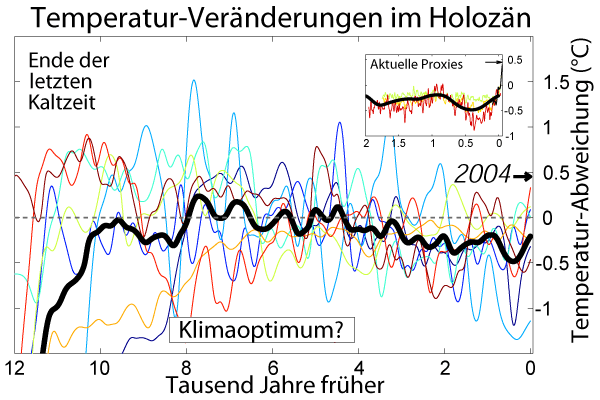
Rekonstruktion des Temperaturverlaufs der Erde am Ende der letzten Kaltzeit und in den darauffolgenden 12.000 Jahren. Die Blütezeit der bandkeramischen Kultur lag zwischen 5500 und 4500 v. Chr.

Für die Zeit der linearbandkeramischen Kultur wird für Mitteleuropa ein warmes, maritimes Klima mit relativ hohen Niederschlagsmengen angenommen.
Deren Interpretationen wurde anhand der dendrochronologischen Befunde von Hans J. Holm (2011) einer Revision unterzogen.
Das Wärmeoptimum namens Atlantikum, auch „Holozänes Optimum“ genannt, währte in Nordeuropa etwa von 8000 bis 4000 v. Chr. Das Atlantikum war die wärmste und feuchteste Periode der Blytt-Sernander-Sequenz, nach einer anderen Deutung auch die wärmste Epoche der letzten 75.000 Jahre. Sowohl die durchschnittlichen Sommer- als auch die Wintertemperaturen lagen 1–2 °C höher als im 20. Jahrhundert; insbesondere die Winter waren sehr mild.
In Europa zeigte das Atlantikum regionale und zeitliche Unterschiede, es kam auch zu kurzzeitigen Unterbrechungen. Eine solche zeitlich scharf abgegrenzte Klimaveränderung ist die Misox-Schwankung rund 6200 Jahre v. Chr. Während dieser wurde es im mittelsteinzeitlichen Mitteleuropa innerhalb weniger Jahrzehnte um etwa 2 °C kälter. Die Misox-Schwankung fällt mit dem letzten Abfluss des Agassizsees in die Hudson Bay zusammen. Dieser enorme Süßwassereintrag in den Nordatlantik unterband weitgehend die Entstehung höhersalinaren Wassers, das wegen seiner höheren Dichte absinkt. Die resultierende Beeinträchtigung der thermohalinen Zirkulation (Konvektion) im Nordatlantik schwächte vor allem den Nordatlantikstrom als nördlichen Zweig des Golfstroms. Der nach Norden gerichtete Wärmetransport nahm ab, und in Nordeuropa setzte eine regional unterschiedliche, aber erhebliche Abkühlung und Austrocknung ein. Vergleichbares war gleichzeitig für den Vorderen Orient zu beobachten, insbesondere im Fruchtbaren Halbmond (siehe auch Präkeramisches Neolithikum). Die klimatischen Folgen der Misox-Schwankung sind in der Vegetationsentwicklung Europas für gut hundert Jahre nachweisbar.
Eine Hydroklima-Rekonstruktion von Joachim Pechtl und Alexander Land (2019) zeigte eine außerordentlich hohe Häufigkeit schwerer Trocken- und Nassfrühlingssommersaisonen während der gesamten Epoche der Linearbandkeramik. Ferner konnte die Untersuchung einen besonders hohen jährlichen Schwankungsgrad in dem Zeitraum von 5400 bis 5101 v. Chr. und geringeren Schwankungen bis 4801 v. Chr. belegen. Die Autoren interpretierten dennoch zurückhaltend den signifikanten Einfluss des regionalen Klimas auf die Bevölkerungsdynamik, der etwa um das Jahr 4960 v. Chr. eingesetzt habe.
Mit der Ausprägung einer feucht-warmen Periode und einem Anstieg der Durchschnittstemperaturen breiteten sich dichte Eichen-Mischwälder mit anspruchsvollen Laubholzarten aus. Neben Eichen und Linden kamen nun Ulmen, verschiedene Ahorne, Weiden, Haseln sowie Waldgräser und -kräuter vor. Hainbuchen und Tannen besiedelten diese Gebiete erst vor nicht allzu langer Zeit erneut.
Es handelte sich nicht um einen undurchdringlichen Wald mit starkem Unterwuchs, sondern um einen Wald, der nur einen geringen Unterwuchs aufwies. Ulme und Linde, die neben der Eiche die Zusammenstellung des Baumbestandes bestimmten, zeichnen sich durch eine typische dichte, verzweigte Baumkrone aus, so dass sich nur am Anfang des Frühlings etwas Unterwuchs entwickeln konnte. Hingegen hat die Eiche eine viel offenere Baumkrone, so dass man sich unter ihr vermehrt halbschattenliebende Pflanzen vorzustellen hat.

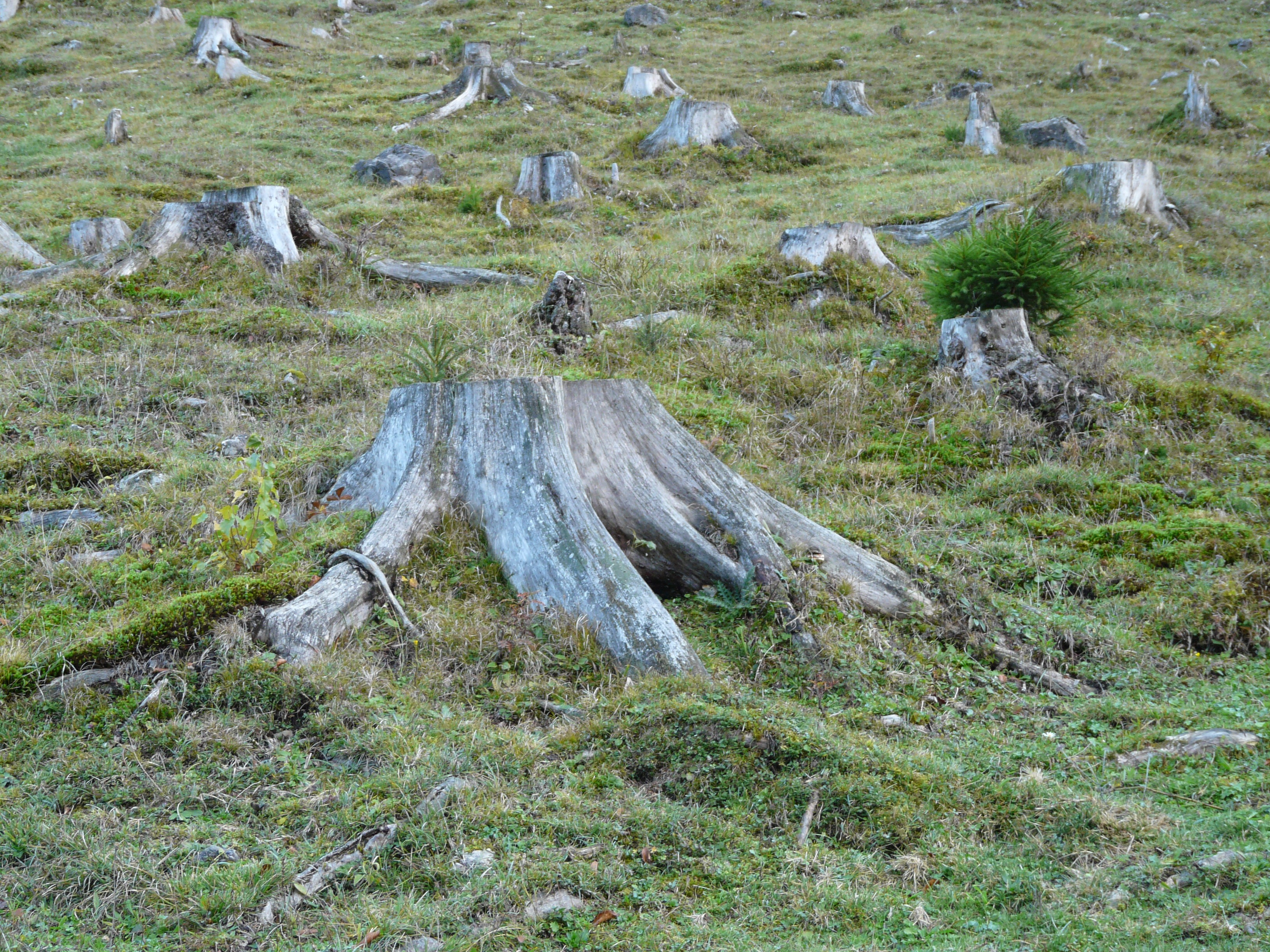
Beim Schwenden blieben Stümpfe und Wurzelwerk übrig (neuzeitliche Abbildung, wie an der glatten Bruchkante und -stufe erkennbar ist); die Folge war eine anthropogene Lichtung der Wälder

Die Pollenanalyse von Bodenproben zeigt die mit der Bandkeramik verbundenen Veränderungen des Anteils der verschiedenen Gehölze im nördlichen Mitteleuropa. Die Eichen-Urwälder boten den Bandkeramikern günstige Voraussetzungen zur Siedlung und Waldweide. Sie gewannen Siedlungs- und Ackerflächen durch (partielle) Rodung und fällten Eichen, um Holz für Häuser oder Palisaden zu gewinnen. Sie bedienten sich anscheinend bereits der Ringelung und betrieben Schwendbau. Im Zeitverlauf sank die Zahl der Eichen- und Lindenpollen, während Birken-, Haselnuss- und Eschenpollen häufiger wurden; es wird angenommen, dass die genannten Rodungen zu diesem Wandel im Vegetationsbild beitrugen. Vor allem der Ulme kommt als Ernährungsquelle für das Vieh (Waldweide) eine große Bedeutung zu. Denn sie muss in den Tälern der Lössgebiete eine der führenden Holzarten gewesen sein, weil der höhere Feuchtigkeitsgrad des Bodens dieser Baumart dort noch etwas zuträglicher ist als der in den Lössebenen.

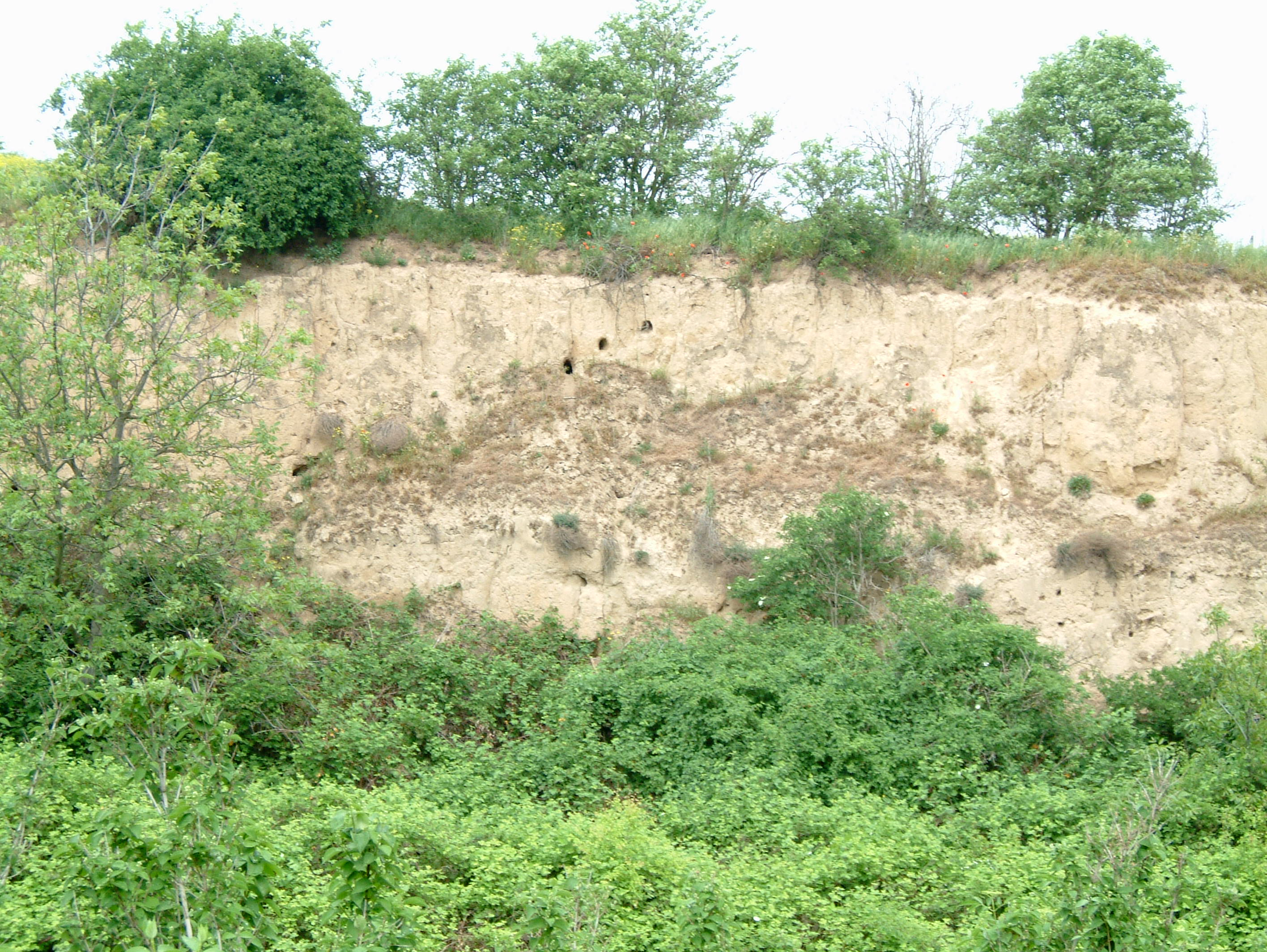
Dirmsteiner Lösswand

Multiple Analysen reliktischer Böden (Paläoboden) sowie der in diesen enthaltenen Ablagerungen ergeben Aussagen über paläoökologische Verhältnisse. Solche Untersuchungen zeigten, dass in vielen Fällen der neolithischen oder bandkeramischen Siedlung ein Steppenklima mit Schwarzerdenbildung (Tschernosem) vorausgegangen war. Besonders wichtig für eine ausreichende Pflanzenernährung sind in Schwarzerden enthaltene Huminsäuren und Humine, die die Grundlage der Ton-Humus-Komplexe des Bodens bilden, denn Huminstoffe können Ione sehr gut aufnehmen und speichern. Grau- und braunhuminsäurereiche Böden waren in Verbindung mit den kaltzeitlichen Lössablagerungen oder Schwarzerden ein wesentlicher Grund für den dauerhaften Ernteertrag. Das milde, sommerwarme Klima des Atlantikums mit seinen verlässlichen Witterungsverläufen war eine weitere Voraussetzung für die hohe agrarische Produktivität und die erfolgreiche Behauptung der jungsteinzeitlichen Kulturen in Mitteleuropa. Aber auch Parabraunerden wurden angetroffen.
Während dieses allgemeinen Klimawandels wurden durch neolithische Kulturen zunächst die tief liegenden Lössflächen besiedelt. Die bäuerlichen Siedlungsplätze der Bandkeramiker breiteten sich vor allem entlang der kleineren bis mittleren, verzweigten und mäandrierten Flussläufe aus, bei den kleineren Flussläufen oder Bächen wurden deren Oberlauf und Quellbereich bevorzugt. Bei den größeren Wasserläufen suchten die Bandkeramiker die Ränder der Niederterrassen auf, also Hanglagen (Reliefenergie) im Übergangsbereich zwischen Auenlandschaften und dem überschwemmungsgeschützten Hinterland; sie lebten dort in Langhäusern, zumeist in Gruppensiedlungen von fünf bis zu zehn Hofplätzen. Bevorzugt wurden anbaugünstige Lössböden, ebenso wie Gebiete oder Mikroklimata mit moderatem Niederschlag und größtmöglicher Wärme. Es gibt Hinweise darauf, dass es nicht die Wasserläufe an sich waren, die sich siedlungsfördernd auswirkten, sondern andere, in den betreffenden Bereichen auftretende Faktoren wie eben der Lössboden, welche die Ansiedlung beeinflussten, denn umgekehrt wirkten sich die weitgehend mit Sandböden bedeckten Landschaften beiderseits des Flusses eher siedlungshemmend aus.
Der Hauptstrom der Flüsse wird im Flachland, bedingt durch die niedrige Fließgeschwindigkeit, in der Regel von vielen Nebenströmen begleitet und die umgebende Landschaft bis zu den natürlichen Hochufern der Talränder durch die Dynamik des Wasserstroms ständig verändert. In diesen Flussniederungen entstehen Überflutungsräume, die Flussauen, die durch den ständigen Wechsel von Überflutung und Trockenfallen geprägt sind.
Diese Präferenzen lassen sich auch gut mit den klimatischen Veränderungen während der Siedlungsgeschichte der Bandkeramiker in Zusammenhang bringen: In großen Teilen ihres Siedlungsraumes traten mikroklimatische Umschwünge von eher trocken-warmen zu feuchteren Verhältnissen auf. Nach solchen Veränderungen wählten die Menschen andere Siedlungsorte, denn vermehrte Regenfälle führten zu heftigeren und in kürzeren Zeiträumen auftretenden Überschwemmungen, vor denen die Siedlungen im oberen Drittel eines Hanges besser geschützt waren.
Typischerweise fanden sich auf den fruchtbaren Lössstandorten auch differenziertere Vegetationsgesellschaften wie etwa der Winterlinden-Eichen-Hainbuchen-Wald und der Waldmeister-Buchenwald. Hier wurden je nach Jahreszeit Waldweide (Hute) und Laubheugewinnung (Schneitelwirtschaft) betrieben. Die Viehweide im Wald war dabei vorwiegend der sommerlichen Futterwirtschaft vorbehalten, während die Laubheuproduktion nach Ulrich Willerding (1996) zur winterlichen Vorratshaltung diente. Insoweit sind bandkeramische Waldrodung und -weide zur Acker- und Viehwirtschaft der Beginn der anthropogenen Veränderung des dominierenden Ökosystems, der Waldgeschichte jener Epoche.
Zur Fauna gehörten waldtypische Säugetiere wie Wildschwein, Reh, Wisente, Elche und Rothirsch. Typische Raubtiere waren etwa Dachse, Luchse, Füchse, Wölfe und Braunbären. Der Anteil der Knochen von Wildtieren schwankt in den einzelnen Siedlungen stark, nimmt aber von den frühen agrarischen Kulturen zu den späteren ab.

### Ackerbau oder Kulturpflanzenproduktion

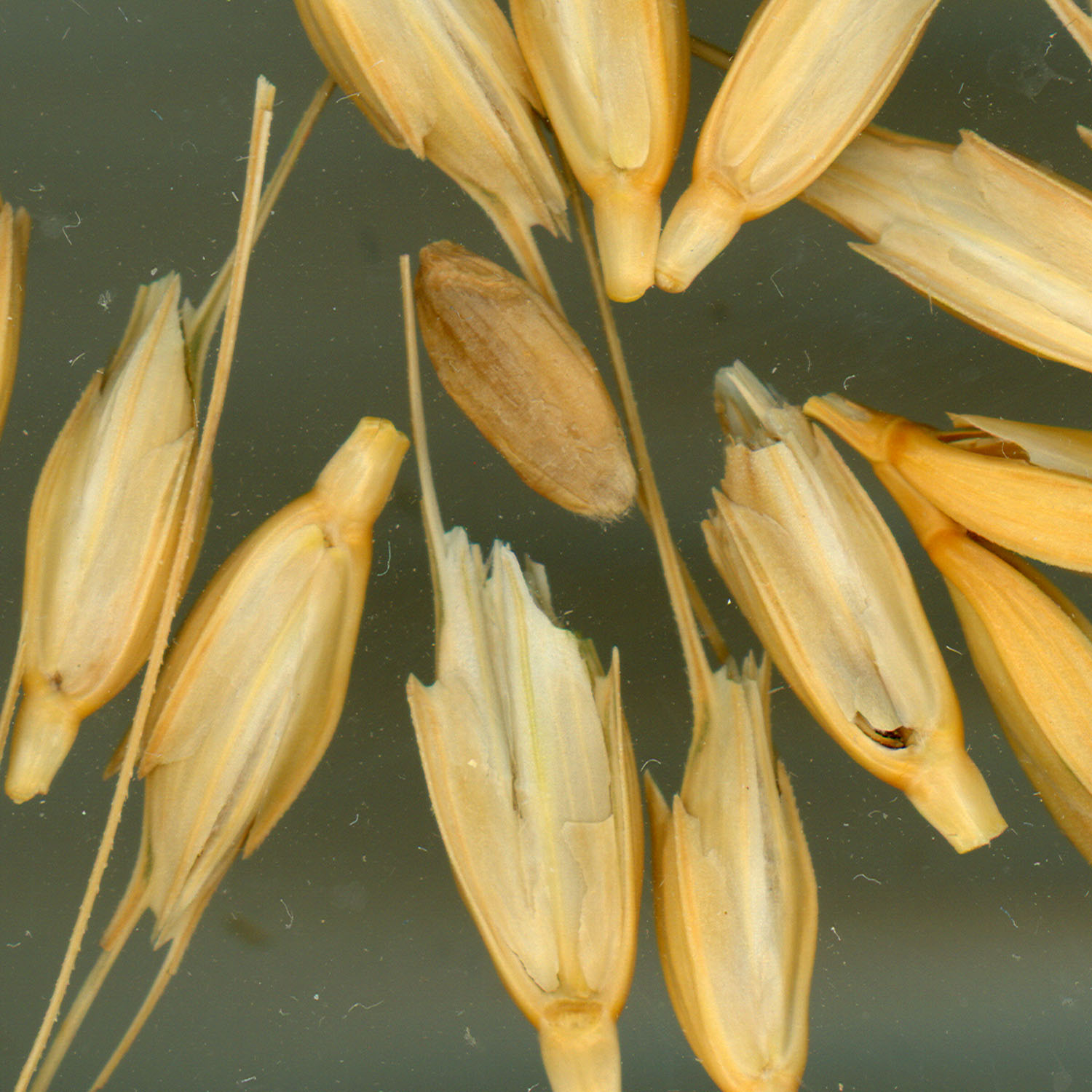
Kultiviertes Einkorn mit Spelzen (Triticum monococcum)
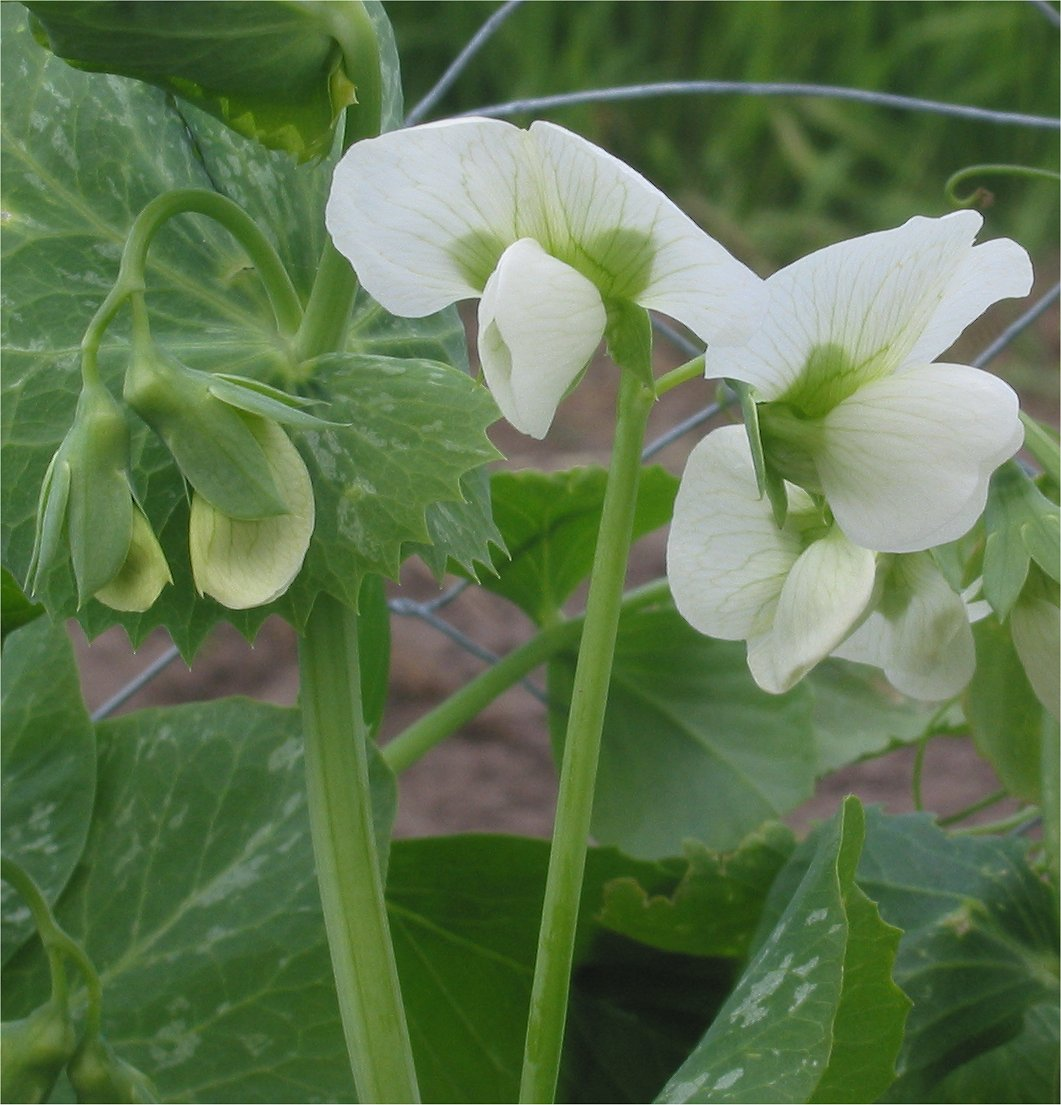
Erbsenpflanze (Pisum sativum)
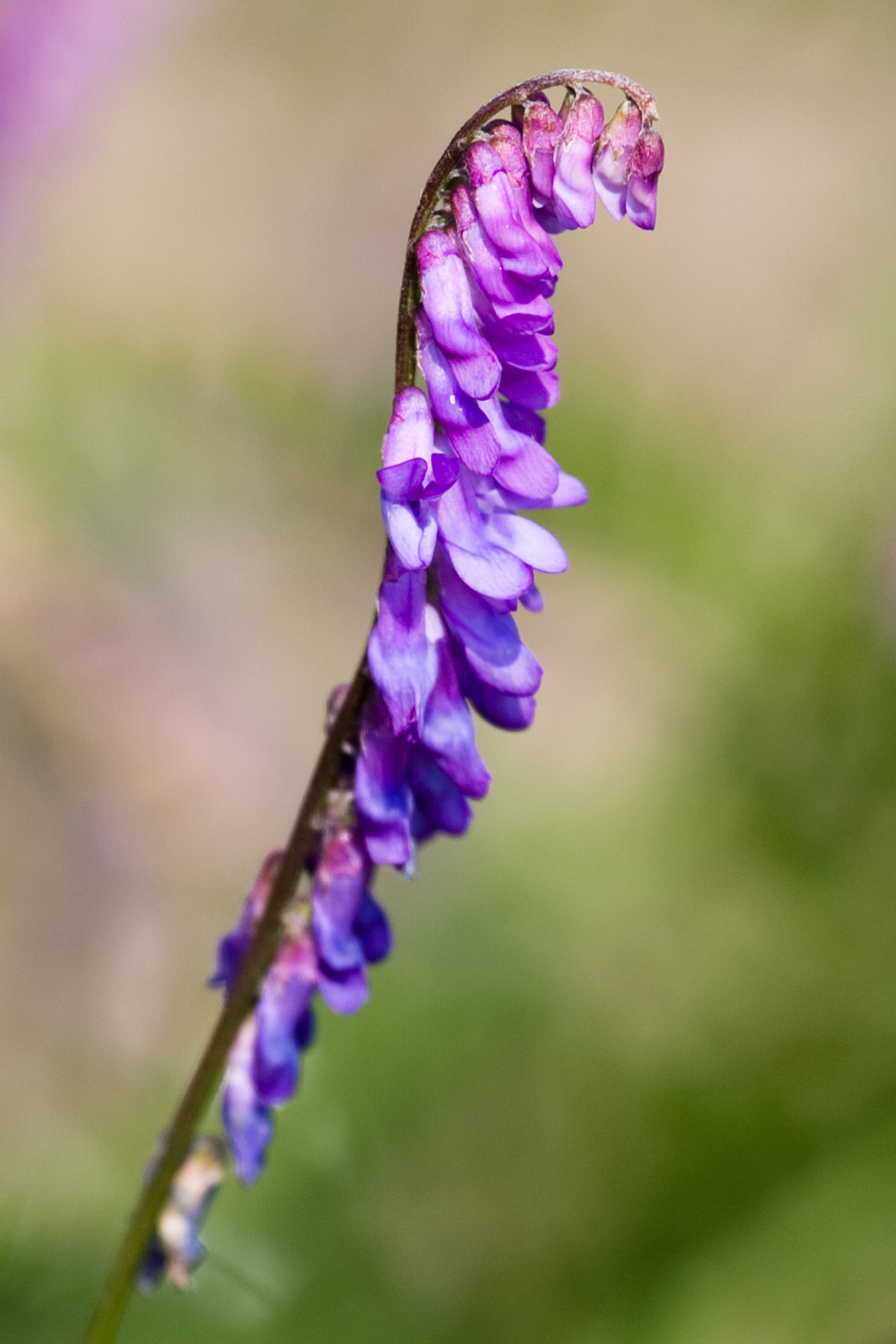
Linsen-Wicke (Vicia ervilia)
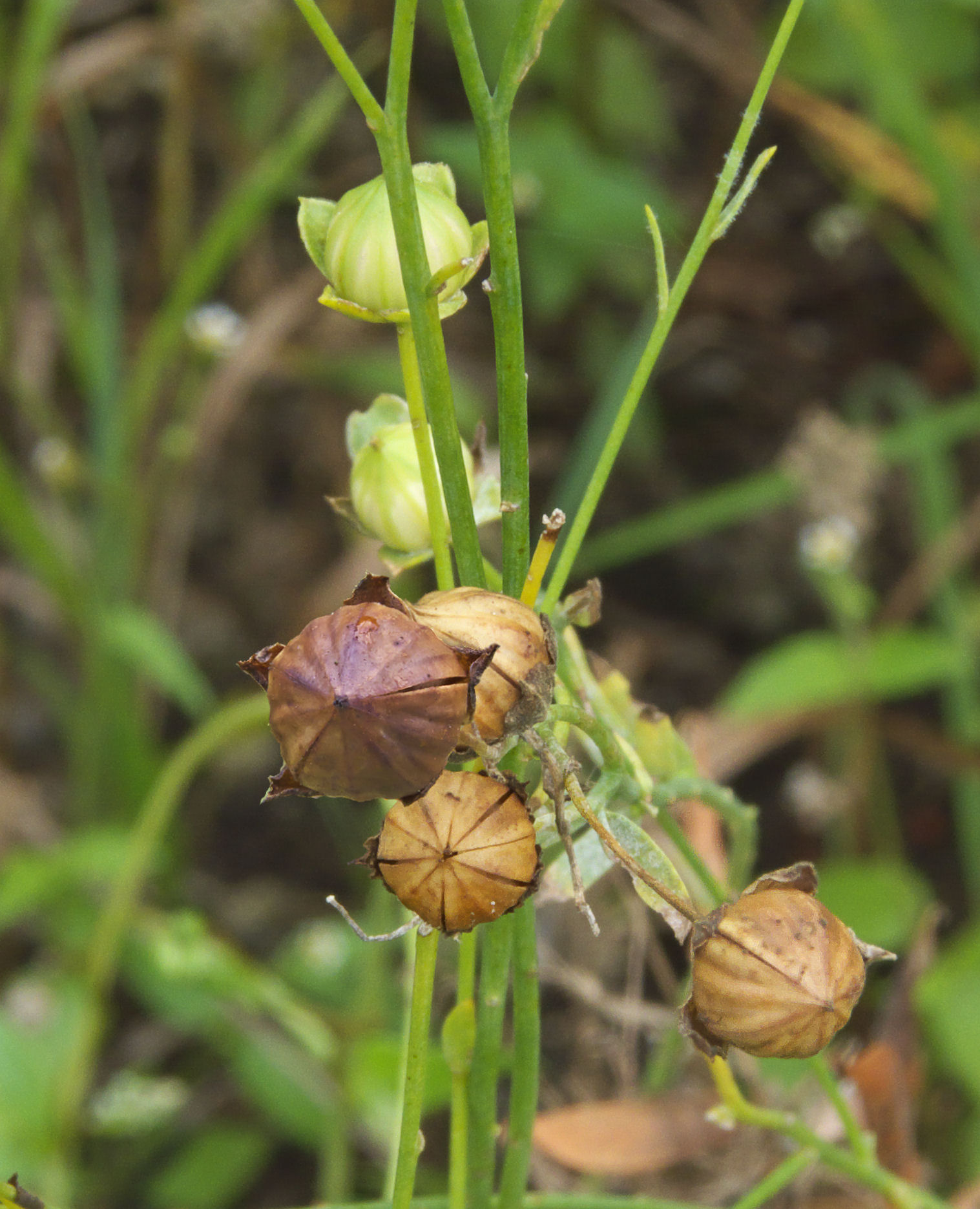
Samenkapseln des Gemeinen Leins

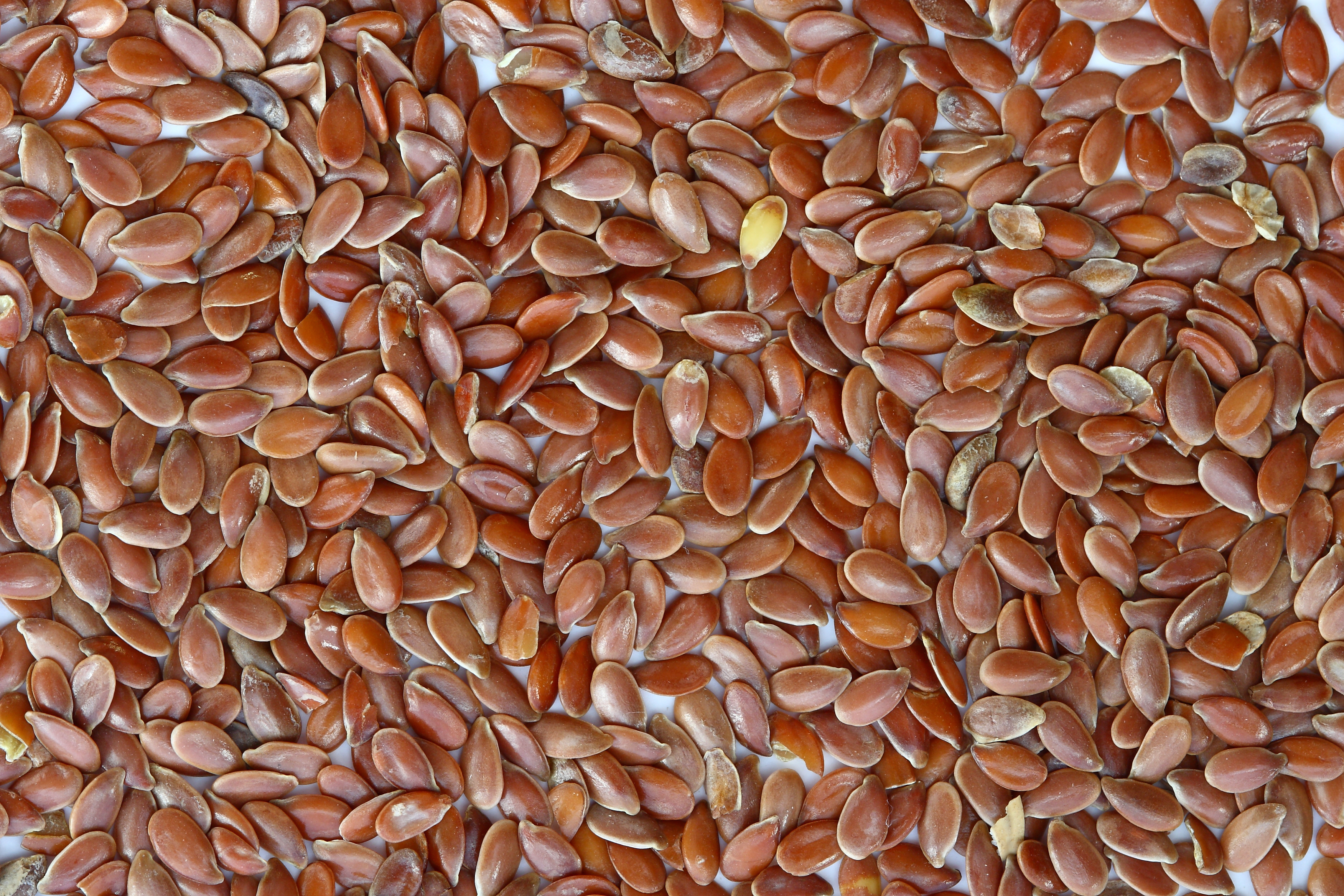
Leinsamen (Linum usitatissimum)

Mit paläo-botanischen Auswertungen der Bodenproben konnten die angebauten Pflanzen bestimmt werden. Nachgewiesen wurde:
- Emmer (Triticum dicoccum) und Einkorn (Triticum monococcum)
- Nackt- und Spelzgerste (Hordeum vulgare)
- Trespen-Arten wie die von Karl-Heinz Knörzer 1971 als Bromo lapsanetum praehistoricum bezeichnete Grasart,[70] waren typische Begleiter von Emmer und Einkorn; die Trespe ist eine Süßgrasart, ihre Samen machten in vielen Proben neben Einkorn und Emmer etwa ein Drittel der großkörnigen Grasfrüchte aus, so dass sich vermuten lässt, dass die Trespe als Nutzpflanze verzehrt wurde
- Erbsen (Pisum sativum)
- Linsen-Wicke (Vicia ervilia)[71]
- in geringer Anzahl Linsen (Lens spec.) und Lein (Linum spec.)[72] Bekannt waren des Weiteren Echter Sellerie (Apium graveolens), Senfkörner (Sinapis arvensis), Fenchel (Foeniculum vulgare) und Oregano (Origanum vulgare).

Andere Autoren nennen darüber hinaus Dinkel (Triticum aestivum subsp. spelta) und beschränkt den Lein-Anbau auf die Spezies Linum usitatissimum (Gemeiner Lein). Vereinzelte Funde belegen die Nutzung von Rauweizen (synonym: Nacktweizen; Triticum turgidum L.), Rispenhirse (Panicum miliaceum) und Hafer (Avena spec.).
Alle aufgeführten Getreidearten können als Wintergetreide im Herbst oder als Sommergetreide im Frühling ausgesät werden. Die Ernte erfolgte dann zeitlich versetzt im Sommer. Nach Art der Kornhülle sind Spelz- (Emmer, Einkorn, Spelzgerste, Dinkel) und Nacktgetreide (Nacktweizen) zu unterscheiden. Beim Spelzgetreide sind die das Korn umschließenden Spelze mehr oder weniger fest mit diesem verwachsen. Beim Nacktgetreide dagegen liegen sie lose an und fallen beim Dreschen ab. Der Vorteil des Spelzgetreides liegt darin, dass es eine primitive Lagerung besser verträgt, der Nachteil ist, dass die Körner vor dem Mahlen entspelzt werden müssen; hierzu müssen sie aber völlig trocken sein.
Zusammenfassend und semiquantifizierend bauten die Bandkeramiker in den Lössböden am häufigsten die Spelzweizenarten Emmer und Einkorn an. Weniger verbreitet war die Kultivierung von Nackt- und Spelzgerste. Weitere Getreidearten wie etwa Dinkel, Hafer, Roggen und Hirse konnten nur vereinzelt nachgewiesen werden.
Die Bandkeramiker kultivierten andere Pflanzen als die Cardial- oder Impressokultur (siehe oben den Abschnitt Ursprung der Bandkeramik). Erst als sich beide Strömungen später im Main-Neckar-Rhein-Raum trafen, erreichte der Mohnanbau die Linearkeramiker. Dies kann etwa seit der Älteren Bandkeramik angenommen werden. Erst in der späten Bandkeramik wird auch Dinkelweizen (Triticum compactum) bedeutsam. Als Wildfrucht wurde die Haselnuss (Corylus avellana) gesammelt.
Die Kenntnisse über die Nahrungsversorgung sind für die Rekonstruktion der Lebensumstände von zentraler Bedeutung; so wurden unter anderem der Schwarze Holunder (Sambucus nigra), der Holzapfel (Malus sylvestris), die Brombeeren (Rubus fruticosus), Wald-Erdbeeren (Fragaria vesca), Bucheckern also Früchte der Rotbuche (Fagus sylvatica), Schlehdorn (Prunus spinosa), Kornelkirschen (Cornus mas), oder auch Mohn (Papaver somniferum) verkonsumiert.

### Anbautechniken und Böden
Wahrscheinlich waren die Bandkeramiker Hackbauern im Sinne Eduard Hahns (1914), wohingegen Jens Lüning die Verwendung des Pfluges vermutet. In Hackbau betreibenden Kulturen ist der Grabstock wichtigstes Werkzeug; dieser ist aber bisher lediglich für die spätere Egolzwiler Kultur belegt, also eine mehr als tausend Jahre spätere Phase. Mangels direkter Nachweise wurde die Zusammensetzung der Pollen untersucht, um indirekte Belege zu finden. Dabei erwiesen Pollendiagramme für das Frühneolithikum einen hohen Anteil von Nichtbaumpollen. Dies könnte damit zusammenhängen, dass insbesondere Ausdauernde Gräser und auch einjährige Unkräuter wie Gänsefußgewächse, ohne Pflug nicht effektiv beseitigt werden konnten.
Manfred Rösch konnte 1998 durch botanische Analyse von Bodenproben in verschiedenen süddeutschen Siedlungsplätzen eine Zunahme sowohl der Dichte als auch des Artenreichtums spontaner Begleitvegetation in den Kulturpflanzenbeständen (sogenannter „Unkräuter“) nachweisen. Diese Daten stehen in Einklang mit reinem Sommerfeldbau (Bezeichnung für eine jahreszeitlich gebundenen Feldbauweise der gemäßigten Zonen). Ob aber die Zunahme der Begleitvegetation für Brachen oder vielleicht nur für eine Beweidung sprechen, ist aus der Befundlage nicht auszumachen.
Das massenhafte Auftreten einiger Unkräuter und die Hinweise auf eine schlechtere Stickstoffversorgung der Böden lassen vermuten, dass sich die landwirtschaftlichen Produktionsbedingungen im Lauf der bandkeramischen Kultur verschlechterten.
In Vráble wurde ein System mit starker räumlicher Vernetzung von Viehhaltung und Ackerbau rekonstruiert. Die Ackerflächen wurden intensiv als Weiden genutzt, sodass der anfallende Dung die Erträge verbesserte. Dieses räumlich konzentrierte Subsistenzsystem in Vráble steht im Gegensatz zum Rest des oberen Žitava-Tals. Die höhere Produktivität der Felder in Vráble, die wahrscheinlich zum Teil eine Folge dieses spezifischen Subsistenzregimes war, könnte ein wichtiger Pull-Faktor gewesen sein, der das Phänomen der Siedlungskonzentration in Vráble erklärt. Diese Konzentration könnte wiederum die Ernteerträge erhöht haben.

### Ackerbau und frühe Kalendersysteme
Für den Ackerbau, mehr noch als zur Viehhaltung, war es wichtig, eine von den konkreten Wetterbedingungen unabhängige Bestimmung der Zeitpunkte für Aussaat und Ernte vornehmen zu können. Frühe Kalendersysteme beruhen im Allgemeinen auf Natur- und Wetterbeobachtungen.
Der Jahreslauf wird in sich wiederholende entsprechende Phänomene eingeteilt, ohne diese zu zählen. Ein Beobachtungkalender nimmt natürliche, meist astronomische Ereignisse zur Grundlage (etwa Sonnenstand, Mondphasen, Aufgang oder Stand bestimmter Sterne). Mit dem Eintritt eines bestimmten definierten Himmelsereignisses (etwa des Neumonds oder der Tag-und-Nacht-Gleiche im mitteleuropäischen Frühling) wird ein neuer Zyklus eingeleitet.
In Kulturen wie der bandkeramischen, die Ackerbau betreiben, wird die kalendarische Erfassung der Jahreszeiten notwendig. Daher wird parallel zum Übergang von einer mesolithischen zu einer neolithischen Gesellschaft oder von einer Jäger- und Sammlergesellschaft zu einer sesshaften Lebensweise ein Übergang vom Mond- zum Sonnenkalender vermutet (siehe hierzu die Stichbandkeramik und die Kreisgrabenanlage von Goseck).

### Wild- oder Jagdtiere, Haustiere

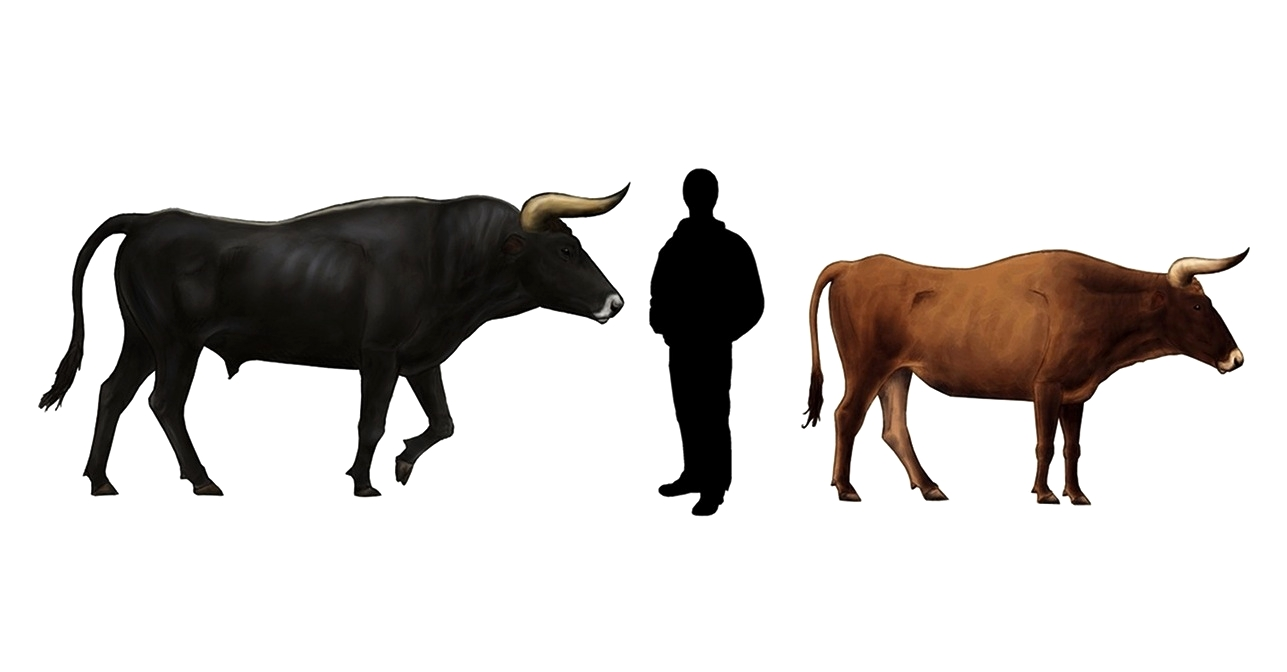
Lebendrekonstruktion und Größenverhältnisse eines Auerochsen (Bos primigenius), der wilden Stammform des Hausrindes (Bos taurus):
links ein Stier: 170–185 cm
mittig ein Bandkeramiker: 170 cm
rechts eine Kuh: etwa 165 cm

#### Wildtiere, Wildtiernutzung
Das Verhältnis von Haus- zu gejagten Wildtieren in den Ansiedlungen war regional sehr unterschiedlich. Alle diese Nutztiere lieferten in unterschiedlicher Weise als Schlachttiere neben Fleisch auch Haut, Horn, Felle, Sehnen und Knochen als begehrte Rohstoffe.
In den ältesten bandkeramischen Siedlungen, etwa 5700/5500 bis um 5300, legte die Auswertung der Tierknochen, etwa durch Elisabeth Stephan (2003) nahe, dass die bandkeramischen Siedler in gewissen Bereichen durchaus auf den technologischen Traditionen der mesolithischen Jäger, Fischer und Sammler aufbauten. Bei Grabungen in einer frühbandkeramischen Siedlung in Rottenburg-Fröbelweg wurden die Tierknochen qualitativ und quantitativ erfasst. Neben den Haus- und Nutztieren, die den ab der Bandkeramik üblichen Artenbestand repräsentieren, so Rind, Schaf, Ziege, Schwein und Hund, zeigte sich jedoch, dass sie nur in geringen Häufigkeiten vertreten waren. Damit scheinen sie keinen großen Beitrag zur Fleischversorgung der Siedlungsbewohner geleistet zu haben. Auffallend große Bedeutung hatte dagegen die Jagd auf die damals häufig vorkommenden Wildsäuger Rothirsch, Reh und Wildschwein. Nach Stephan (2003) wurden hohe Wildtieranteile auch in anderen, wenn auch nicht in allen zeitgleichen Fundorten in Süddeutschland beobachtet. Knochen von vier Arten Rothirsch, Reh, Wildschwein und Auerochse, machten laut Schmitzberger (2009) zusammen allein 89 % aller bisher tierartlich bestimmten Wildtierfunde aus. Hingegen waren Wildpferd, europäischer Wildesel, Elch und Wisent sicherlich ebenfalls begehrte Beutetiere, aufgrund der Seltenheit ihrer Knochen im Fundmaterial für die LBK-Jäger im untersuchten Terrain offenbar schwieriger zu erreichen.

#### Bandkeramische Haustiere
Die Zusammensetzung der Knochenfunde von Haustieren in den frühen linearbandkeramischen Weilern gliederte sich im Durchschnitt relativ gleichförmig; etwa 55 % Hausrinder (Bos taurus), 33 % Schafe / Ziegen (Capra aegagrus hircus) und 12 % Hausschweine (Sus scrofa).
Die Immigrationshypothese zum Ursprung der Bandkeramiker legt nahe, dass die Nutztiere (und Saatpflanzen) nicht durch Domestikation oder Züchtung aus dem mitteleuropäischen Wildvorrat geschaffen, sondern mitgebracht wurden. Analysen mitochondrialer DNA zeigen, dass die Schweine in Mitteleuropa aus den Gebieten der heutigen Türkei und des Irans kamen. Auch kann als bestätigt gelten, dass alle europäischen Rinder von der eurasischen Subspezies des Auerochsen (Bos primigenius taurus) abstammen, dessen Urheimat in Anatolien und dem Nahen Osten liegt; sie stammen also nicht etwa von gezähmten europäischen Auerochsen ab.
Es gibt Hinweise darauf, dass auch die Falbkatze (Felis silvestris lybica) als Vorfahre der Hauskatze von den frühen Bandkeramikern mitgebracht wurde.

##### Hausrinder
Die Domestizierung zum Hausrind erfolgte bereits vor dem 9. Jahrtausend v. Chr., also im Epipaläolithikum. Als Beleg gilt, dass ab 8300 v. Chr. Rinder zusammen mit Ackerbauern auf das bis dahin rinderlose Zypern gelangten; auch zeigen Untersuchungen der mitochondrialen DNA rezenter Hausrinder, dass die aktuellen Haplotypen mitteleuropäischer Hausrindrassen denjenigen von anatolischen Rinderrassen gleichen.
Allerdings ist bislang ungewiss, ob das heutige Verbreitungsmuster der Hausrinder in Europa bis in die frühneolithische Epoche zurückreicht. Es besteht nachweislich ein Genfluss zwischen den nahöstlich-anatolischen Populationen in der Frühphase des europäischen Neolithikums, doch ist dieser auf die Zeit nach 5000 v. Chr. begrenzt. Dies wird als Hinweis auf weiträumigen Handel gedeutet. Demnach erreichten die ab Mitte des 9. Jahrtausends v. Chr. domestizierten östlichen Populationen Westanatolien und den Ägäisraum vor 7000 v. Chr., nach 6400 v. Chr. ging die genetische Diversität mit der Westwanderung zurück. Die neolithischen Siedler erreichten also den südlichen Mittelmeerraum, aber auch Südfrankreich, per Boot, allerdings zunächst nur mit sehr wenig (weiblichem) Vieh. Ohne nennenswerten Genfluss seitens der einheimischen Rinderartigen erreichten deren Nachkommen um 5500 v. Chr. Mitteleuropa, um 4100 v. Chr. Nordeuropa. Besonders bei der Einwanderung nach Mitteleuropa ging abermals genetische Diversität verloren.
Ferner ist belegt, dass Bandkeramiker ihre Stiere oftmals kastrierten. Ochsen sind weniger aggressiv und daher lenkbarer als Stiere, auch weniger muskulös als jene, aber muskulöser als Kühe. Da sich bei kastrierten Säugetieren die Wachstumsfugen später schließen, wachsen Ochsen deutlich länger als Stiere und werden größer als jene. Der verspätete Schluss der Wachstumsfuge betrifft auch die knöcherne Grundlage des Horns, den Hornzapfen (Processus cornualis), den das Stirnbein bei horntragenden Wiederkäuern bildet. Daher lassen sich Ochsen von Stieren an den Hornzapfen unterscheiden.
Die Bandkeramiker nutzten anscheinend die verkäste Milch ihrer Rinder. Allerdings unterschied sich die Höhe der Milchproduktion neolithischer Kühe deutlich von der neuzeitlicher Rinder. So tauchten an Fundplätzen kleine, trichterförmige Gefäße mit durchlochten Wandungen auf, die neuzeitlichen Geräten zur Käseherstellung stark ähneln. Auch konnte eine Arbeitsgruppe um Mélanie Salque (2013) Milchfett in Keramikscherben aus bandkeramischer Produktion nachweisen. Ebenso wird die Entstehung der Laktasepersistenz (die Fähigkeit Erwachsener, Milch zu verdauen) mit der bandkeramischen Kultur verbunden.
Der Unterwuchs der zeitgenössischen Eichen-Mischwälder bot Hausrindern eher spärliche Nahrung, so dass größere Waldflächen erforderlich waren, wenn die Tiere ihren laufenden Energiebedarf durch Beweidung decken sollten. Hieraus resultierte für die einzelnen bandkeramischen Siedlungen eine kritische Größe der gehaltenen Herden. Diese variierte mit dem Standort, aber auch mit der Wirtschaftsform wie etwa Fernweide mit winterlicher Laubfutternutzung oder aber siedlungsnahe, durch verbesserten Ackerbau ermöglichte Tierhaltung.

##### Bandkeramische Schafe
Wahrscheinlich, so Jens Lüning et al, erbrachten die „bandkeramischen Schafe“ keinen ausreichenden Wollertrag als Sekundärprodukt. Denn die Entwicklung des schafenen Haarkleides von den Wildschafen hin zu einem wolligeren Fell mit weniger Stichelhaaren vollzog sich in über einen länger andauernden Zeitraum (gegen Ende des Neolithikums). Möglicherweise nutzten die Menschen des Neolithikums aber nach und nach die abgestoßenen Fellhaare, die beim saisonalen Fellwechsel anfielen, um Garn und Gewebe daraus herzustellen.

##### Bandkeramische Hausschweine
Obgleich die Haltung von Schweinen, in einem Vergleich der bandkeramischen Haushöfen, eine geringere Bedeutung zu haben scheint, lassen die Funde (Knochen, Plastiken, Idole) in einigen Weilern auf eine höhere Nutzungsrate dieser Haustiere schließen.

##### Bandkeramische Hunde
Bereits in den Siedlungen der bandkeramischen Kulturen Mitteleuropas gab es Hunde, die in Gräbern und Siedlungen, wie zum Beispiel im schwäbischen Vaihingen an der Enz, gefunden wurden. Bei bisherigen Funden waren diese Hunde nicht wolfsähnlich, sondern eher mittelgroß. Zum Beispiel wurde in der bandkeramischen Siedlung von Zschernitz in Sachsen im Jahre 2003 ein separat bestatteter Torfhund (Canis palustris) gefunden. Er hatte eine Schulterhöhe von etwa 45 cm, also etwa Spitz-Größe. Es ist zu vermuten, dass die Hunderassen der Bandkeramiker schon zwischen zu schützenden Haus- und Nutztieren einerseits und dem jagdbaren Wild zu unterscheiden gelernt hatten. Auch vermutet die Autorin, dass bereits weitere Unterschiede zum Wolf herausgezüchtet waren, zum Beispiel der Verlust des (wölfischen) Fluchtverhaltens bei drohenden Gefahren und fehlendes Aggressionsverhalten trotz Räuber-Beute-Beziehung in den menschlichen Gemeinschaften. Seit der Mittelsteinzeit war der Hund domestiziert, so Raetzel-Fabian (2000).

#### Mögliche Viehseuchen und gesundheitliche Beeinträchtigungen
Für Fragen der Hygiene erscheint bedeutsam, dass die Nutztierhaltung das Spektrum möglicher Krankheitserreger erweiterte. Eine Änderung des die Menschen umgebenden Mikrobioms setzte ein; infolge des engeren Zusammenlebens von LBK und ihren Nutztieren oder den entsprechenden Kulturfolgern. Die sogenannte Zoonose kann also vom Menschen auf ein Tier (Anthropozoonose) oder vom Tier auf den Menschen (Zooanthroponose) übertragen werden. So sind Rinder für bakterielle Zoonosen wie Tuberkulose, Salmonellose, Brucellose oder Milzbrand empfänglich und daher mögliche Überträger dieser Krankheiten. Der Fadenwurm (Trichinella spiralis) kann Rinder, andere Säugetiere und auch Menschen besiedeln. Weitere Parasiten wie der Große Leberegel (Fasciola hepatica) befallen ebenfalls neben Rindern auch Menschen; gleiches gilt für eukaryotische Einzeller wie etwa Kryptosporidien. Rinder sind sogar Zwischenwirte eines menschlichen Parasiten, des Rinderbandwurms (Taenia saginata). Die Rinderbrucellose ist eine sogenannte Deckseuche. Sie wird vom Bakterium Brucella abortus aus der Gattung Brucella verursacht, wenn es das Hausrind infiziert. Das Rind stellt den Hauptwirt, während fast alle Säugetiere inklusive des Menschen und Geflügel die Nebenwirte bilden. Die Hämorrhagische Septikämie des Rindes verursacht durch den Erreger Pasteurella multocida kann ebenfalls den Menschen, wenn auch unspezifisch betreffen. Hingegen kann die Leptospirose der Rinder, als Weil-Krankheit für den Menschen durchaus gefährlich sein.
Zu anderen gesundheitlichen Beeinträchtigungen fand eine Untersuchung von Susan Klingner (2016) an insgesamt 112 erwachsenen Individuen der LBK aus Wandersleben (Thüringen) skeletale Hinweise, die auf Erkrankungen im Zusammenhang mit der häuslichen Rauchgasentwicklung an den Feuerstellen hinwiesen; chronische Exposition mit Rauchgas. Aber auch für Fälle von Tuberkulose gab es in den Funden starke Anhaltspunkte.
Bestimmte Anteile der vegetarischen Ernährung begünstigten die Veränderung des Mikrobiom der Mundhöhle oder des dentalen Biofilms und waren mit dem gehäuften Auftreten von Zahnkaries verbunden.

## Siedlungswesen
Die bandkeramische Produktion beruhte auf Ackerbau und Viehhaltung. Das legte nahe, Siedlungen dort zu errichten, wo Wasser leicht zugänglich sowie Landschaft und Bodenverhältnisse zur bäuerlichen Arbeit und Lebensweise geeignet waren. Tatsächlich finden sich bandkeramische Siedlungen bevorzugt in den Niederungen größerer Flüsse mit Schwarzerde-Böden, allerdings nicht im Zentrum, sondern im (bis zu 300 m über dem Meeresspiegel gelegenen) Randbereich solcher Landschaften, etwa dem Rand einer Hochterrasse oder dem oberen Drittel einer zum Fluss hin abfallenden Hanglage. Siedlungen lagen oft in unmittelbarer Nähe zu Oberflächengewässern, aber auch bis zu einem Kilometer entfernt davon, wie beispielsweise in Kückhoven oder Arnoldsweiler. Die Wasserversorgung durch Brunnen erfolgte in allen Siedlungslagen und belegt den hohen Stellenwert, der einer Trinkwasserquelle unmittelbar in der Siedlung zukam. Die Entfernung zu einem fließenden Gewässer hätte in einigen Fällen nur wenige Hundert Meter betragen.
Wichtige Siedlungen sind Bylany, Olszanica, Hienheim, Langweiler 8, Köln-Lindenthal, Elsloo, Sittard, Wetzlar-Dalheim oder Vráble. In der frühen Bandkeramik fand sich in einer solchen Siedlung oft ein einziges Langhaus, in der späteren waren es auch drei bis zu zehn Langhäuser. Charakteristische Langhäuser der Bandkeramischen Kultur wurden bei Ausgrabungen der Bandkeramische Siedlung (Mühlengrund in Rosdorf) gefunden. In älteren Publikationen wurden größere Siedlungen angenommen; eng beieinanderliegende Funde von Hausgrundrissen scheinen jedoch zu unterschiedlichen Perioden zu gehören, und es ist zu vermuten, dass unbrauchbar gewordene Häuser in unmittelbarer Nähe neu aufgebaut wurden. Ein Forscherteam aus Kiel hat herausgefunden, dass die Orientierung neuerer Häuser häufig um wenige Grad von den alten Häusern abweicht. Dieses Phänomen wird in der Psychologie als Pseudoneglect bezeichnet. Auf die Dauer der Besiedlung in Vráble liegt die Abweichung zwischen den ersten oder letzten Häusern bei über 20°.  Wahrscheinlich lebten Großfamilien in den Langhäusern.
Die zentralen (neolithischen) Neuerungen in einer mesolithischen Umgebung waren die Sesshaftigkeit und die unbeweglichen Besitztümer. Während sich (mesolithische) Wildbeuterkulturen eher durch eine weitgehend egalitäre Sozialstruktur ausgezeichnet haben dürften, wo der individuell zuzuordnende Besitz eine weniger dominierende Bedeutung einnahm, gewann dieser bei den sesshaften Kulturen durch Ungleichverteilung zunehmend an Bedeutung. Eine Ungleichverteilung spiegelt sich in den bandkeramischen Grabbeigaben wider. Für Gronenborn (1999) weisen die unterschiedlichen Grabbeigaben, so etwa Schmuck aus Spondylusmuscheln auf Beerdigungsstätten von privilegierten Individuen hin.

### Der Weiler als typische Siedlungsform

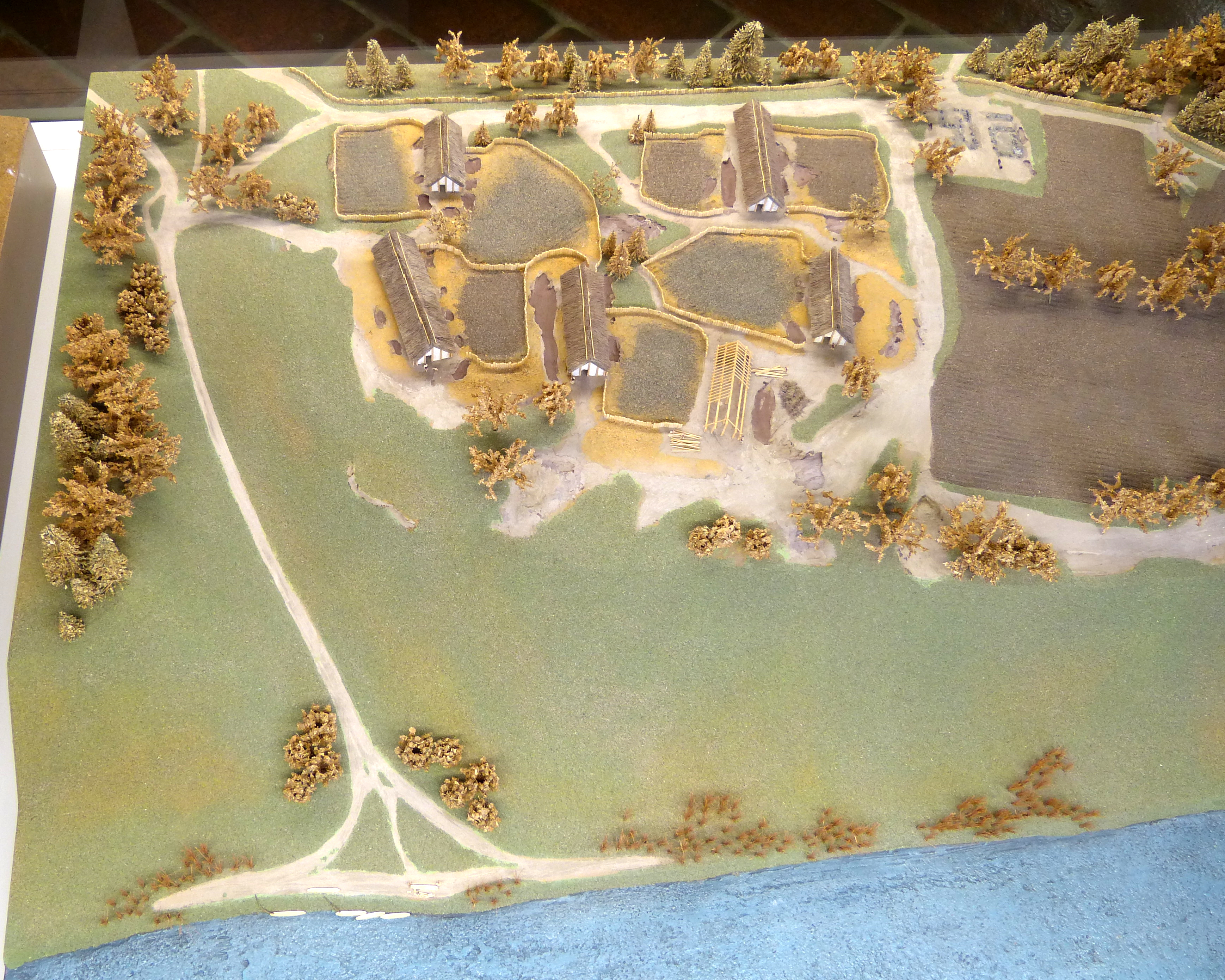
Rekonstruktion einer Siedlung der LBK aus Hienheim mit typischer Nähe zu einem Gewässer (Archäologisches Museum der Stadt Kelheim)

Siedlungen aus mehreren Langhäusern werden als Weiler bezeichnet; solche lagen um 3 km voneinander entfernt. Gelegentlich umgaben Gräben und Erdwälle die Weiler. Solche in den ältesten bandkeramischen Siedlungen nachgewiesenen Anlagen waren bis auf wenige Durchgänge geschlossen und stellten ein Annäherungshindernis sowohl für Tiere als auch andere Menschen dar. Sie sind daher als Befestigungen anzusehen, müssen aber nicht militärisch-taktischen Aufgaben gedient haben. Das Territorialgebiet eines Weilers umfasste ungefähr 700 ha. Zu jedem Langhaus gehörte eine Schwendbau-Ackerfläche von ungefähr 2,5 ha.
Langhäuser eines Weilers lagen etwa zwanzig Meter voneinander entfernt. Auf der Fläche zwischen ihnen finden sich Vorratsgruben, Schlitzgruben und Gruben mit Einbauten wie Grubenöfen. Nach Pechtl (2008) unterscheidet man konstruktionstechnisch zwischen Herden und Öfen. Herde als offene Feuerstellen können mit einer speziell hergerichteten Grundplatte versehen sein, weisen aber zur Seite allenfalls eine niedrige Begrenzung auf; Öfen hingegen verfügen über Wände. Grubenöfen sind durch Grabung ins Erdreich angelegte Öfen, deren Feuerraum durch die Wände der entstehenden Mulde begrenzt wird.
Zur Interpretation der Grabungen von Langweiler 8 schlug Ulrich Boelicke 1982 das „Hofplatzmodell“ vor. Dieses weist einem Langhaus alle Gruben zu, die in einem willkürlichen Radius von 25 m um seinen Grundriss liegen. Die Sprechweise vom Hofplatz als Wirtschaftsbereich eines bandkeramischen Hauses findet sich auch bei Jens Lüning. Das Modell wird jedoch nicht durch weitere Untersuchungen unterstützt.

### Aufbau und Nutzung des Langhauses

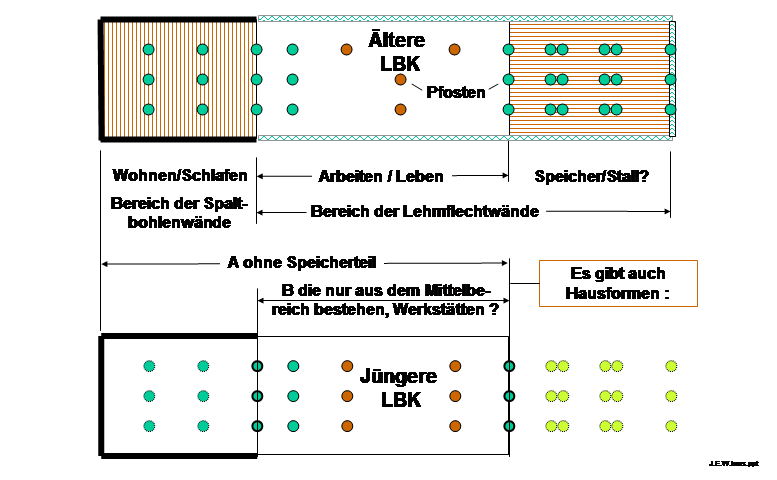
Gegenüberstellung verschiedener Haustypen der älteren und der jüngeren Bandkeramik. Die rechteckigen, 5–8 m breiten und bis zu 40 m langen Bauten enthielten drei innere Pfostenreihen, die den Raum zwischen den Längswänden in vier Schiffe teilte. Parallel zur kurzen Wand bildeten die Pfosten ebenfalls Reihen, die den Raum in drei Module gliederten.

Laut Modderman können die LBK-Gebäude in Typen unterschiedlicher Größe eingeteilt werden.
Der Standardgrundriss eines LBK-Hauses ist rechteckig. Es besteht aus Pfosten und verschiedenen Arten von Dachbalken. Hin und wieder können an den Außenseiten doppelte Pfostenreihen auftreten. Fußböden oder Bodenbeläge konnten bisher nicht nachgewiesen werden, da die Bodenerosion der Lößflächen den Begehungshorizont abgetragen hat.
Für den Hausbau kann als eine erste eindeutig zu identifizierende Struktur im konstruktiven Aufbau der bandkeramischen Anwesen, ab deren frühen bis mittleren Phase, die zumeist fünf dachtragenden, parallel angeordneten Pfostenreihen ausgemacht werden. Sie dienten wahrscheinlich der Auflage von Pfetten. Dabei fand sich aber in vielen freigelegten Siedlungen dieses Zeitraumes nicht immer eine maßgleiche parallele Anordnung der Pfosten. Eine Pfettendachkonstruktion kann vermutet werden, deren parallel verlaufende Pfostenreihen Hinweise darauf geben, dass die Häuser vom Erdboden abgehobene, gleichförmig geneigte Dachflächen gehabt haben. Eine Y-Pfostenstellung, gibt einen Hinweis auf den Standort eines seitlichen Einganges bzw. einer möglichen Dachgaube für Licht und Lüftung.

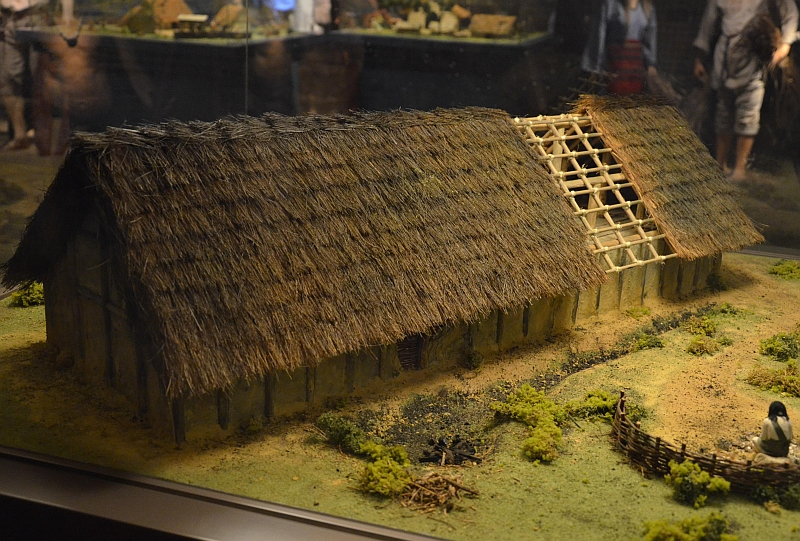
Rekonstruktion eines Langhauses, Krakau um 5300 v. Chr.; aus drei Reihen hölzerner Pfosten mit Wänden aus Lehm-Flechtwerk.

Die Längsachse eines Langhauses lag in der Regel in Nord-Süd- bis Nordwest-Südost-Richtung. Die Häuser standen auf einer Grundfläche von 20 × 5 m bis 40 × 8 m; für Siedlungen im Rheinland wurden auch bis zu 255 m² berechnet. Tragende Elemente waren in 5 Reihen angeordnete Pfosten, auf der nordöstlichen Seite oft auch Holzpfähle. Die Anordnung der Pfosten ließ eine Aufgliederung des vierschiffigen Hauses in ein nördliches, ein zentrales und ein südliches Modul erkennen (siehe nebenstehende Schemazeichnung „Haustypen“). Es gab auch Langhäuser, die nur aus dem zentralen Modul oder nur aus diesem und dem nördlichen bestanden. Im zentralen Modul waren die Abstände zwischen den Pfosten größer. Eine besondere Pfostenanordnung, die sogenannte Y-Stellung, kam ausschließlich in einer früheren Form des zentralen Moduls vor. Im südlichen Modul enthielten die Pfosten zusätzliche Löcher.

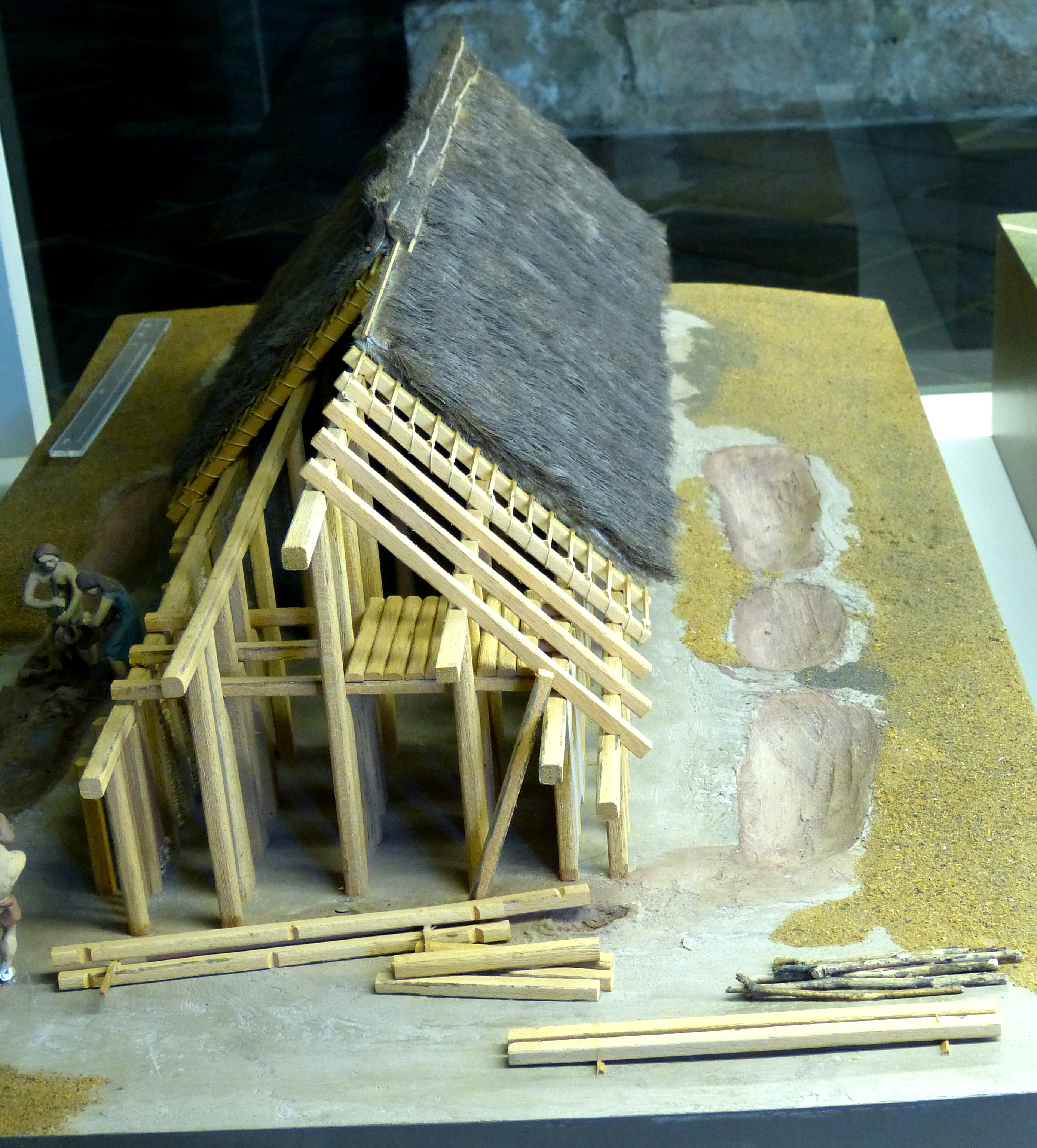
Rekonstruktion eines Hienheimer Hauses der Linearkeramik-Kultur

Die äußeren Pfostenreihen waren mit lehmverputzten Rutengeflechten zu Wänden ergänzt, wobei die Erbauer längs der Seitenwände tiefe Entnahmegruben aushoben; im Pariser Becken wurde eine solche Grube sogar als Brunnen gedeutet. Der Holzverbrauch zum Bau von Langhäusern wie der bandkeramische Brunnenbau in Blockbohlenbauweise zeigt den hohen Aufwand bei der Holzbearbeitung. Im nördlichen Modul ging das Flechtwerk in eine geschlossene Spaltbohlenwand über. Das auf die Pfosten gestützte Satteldach war vermutlich mit Stroh, Schilf oder Rinde gedeckt. Angenommen wird, dass Schnüre das Dach zusammenhielten (siehe Kapitel zu Schnüren), obgleich die Werkzeuge der Bandkeramiker die Fertigung einfacher Steck- oder Zapfverbindungen ermöglicht hätten. Wegen der zusätzlichen Pfostenlöcher wird im südlichen Modul eine Zwischendecke vermutet.
Zur Nutzung des Langhauses lassen sich nur Spekulationen anstellen. Die Bohlenwand im nördlichen Modul könnte einer stärkeren Einwirkung der Witterung auf diese Hauswand geschuldet sein. Auch könnte das nördliche Modul der Schlafplatz gewesen sein. Für das zentrale Modul lassen zusätzliche Funde und der Nachweis von Feuerstätten an einen Wohn- und Arbeitsbereich denken. Im südlichen Modul wird wegen der möglichen Zwischendecke ein Speicher vermutet; demzufolge diente das Langhaus nicht nur als Unterkunft, sondern auch zur Vorratshaltung (etwa nach Jens Lüning). Dass das Langhaus außer Wohnung auch Stallung war, ist eher unwahrscheinlich; zumindest sind durch den Abbau von Tiermist erwartbare Phosphate nicht im Boden nachweisbar. Die während des Hausbaus bei der Lehmentnahme entstandenen Gruben wurden wahrscheinlich als Keller oder Mülldeponie genutzt. Die frühe Forschung bezeichnete sie als „Kurvenkomplexbauten“ und deutete sie fälschlich als eigentliche Behausungen der Bandkeramiker. Eine Nutzung als Wohnstallhaus kann also ausgeschlossen werden. Das Vieh wurde in angrenzenden Wäldern und Auen, kleinere Tiere wurden möglicherweise innerhalb von Umzäunungen (Pferche) nahe der Häuser gehalten.
Die Häuser wurden zumeist auf lössbedeckten Hochterrassen errichtet, das heißt auf dem oberen Drittel eines zum Wasserverlauf, Fluss, Bach hin abfallenden Geländerückens. Der Grund lag wahrscheinlich in den klimatischen Umständen des Frühneolithikums, so waren überdurchschnittliche Niederschläge häufig. Dafür sprechen folgende Indizien:
- Mächtige Kalkablagerungen im Atlantikum und vor allem im Subboreal;[172]
- In Mittel- und Nordeuropa ist für die bandkeramische Zeit die Europäische Sumpfschildkröte, Emys orbicularis (LINNAEUS, 1758)[173] nachgewiesen worden, die bevorzugt in einem sehr feuchten Klima lebt;
- Zweikörniger Einkorn dominiert in der Landwirtschaft. Dieser Einkorn zeichnet sich durch seine Resistenz gegen starke Regenfälle aus.

Weiter zeigten bodenkundliche Analysen, dass durch die starke Bodenerosion in den Jahrtausenden bis heute das Landschaftsprofil im frühen Neolithikum eine markantere Gliederung aufwies, also die Täler tiefer einschnitten und die Hochterrassen darüber erhöhter lagen. Die Flussverläufe im Neolithikum, gestaltet durch die klimatischen und geologischen Bedingungen des frühen Holozäns, führten zu einem Mäandrieren der Flüsse und Gewässerbetten und zu vielfältigen Stromverlagerungen mit den spezifischen Ausformungen des damaligen Landschaftsbildes.
Oliver Rück schlug 2007 ein Langhausmodell mit einer teilweise vom Boden abgehobenen Wohnfläche vor. So könnte, anhand von Grabungen belegbar, der nordwestliche Teil der Gebäude vermutlich noch direkt auf dem abfallenden Gelände aufgelegen haben. Mit dem zunehmenden Gefälle der Hanglage und in Abhängigkeit von der Hauslänge selbst erhöhte sich der Abstand zum Boden im südöstlichen Hausteil kontinuierlich. Im Südwestteil der Langhäuser gab es zusätzliche Pfosten (Doppelpfostenstellungen), um die Statik der Holzkonstruktion aufrechterhalten zu können. Wenn der Abstand zum Laufhorizont zu groß und damit die Last auf den Pfosten erhöht wurde, mussten zusätzliche Pfosten eingebaut werden. Im Nordwestteil der Gebäude fand sich immer ein kleiner Wandgraben. Angesichts der hohen saisonalen Niederschläge, könnte dieser eine Schutzfunktion für den Gebäudeteil gehabt haben, um so das Oberflächenwasser abzuleiten.
Nach Jens Lüning beherbergte ein Langhaus eine Familie von sechs bis acht Personen, seine Größe sei durch zusätzliche Speicherfunktionen bedingt. In einer jüngeren Publikation betrachtet Eric Biermann den außerordentlich hohen, kollektiven Arbeitsaufwand zu seiner Errichtung und folgert, dass es eher zwischen 20 und 40 Personen bewohnten. Auch könnten die unterschiedliche Größe und Gestaltung der Langhäuser unterschiedliche Herkunft oder den sozialen Rang ihrer Bewohner widerspiegeln.
Die Dauer einer Hausnutzung wurde nach dendrochronologischen Berechnungen auf circa 60 Jahre veranschlagt.

### Erd- und Palisadenwerke
Obgleich der bauliche Höhepunkt der Kreisgrabenanlagen auf die Zeit des Mittelneolithikums (4900–4500 v. Chr.) zu verlegen ist, waren solche ringförmigen Graben- und Wallkonstruktionen und vergleichbare Kreisgrabenanlagen schon in die Zeit des Frühneolithikums (5500–4900 v. Chr.) einzuordnen. Sie sind den Kulturen der Linienbandkeramik sowie der späteren Trichterbecherkultur (etwa 4200–2800 v. Chr.) zugerechnet worden. Die ältesten Anlagen waren als annähernd kreisförmige, elliptische oder rechteckige Gruben-Wall-Kombinationen angelegt, kombinierten ausgehobene Gräben mit aufgeworfenen Wällen, und stammen aus dem Kontext der LBK im Frühneolithikum. Seit dieser Zeit wurden tiefe und breite Gräben ausgehoben, deren Ausmaße als eine organisierte, gemeinschaftliche Arbeitsleistung gedeutet werden. Erdwerke dieser Art werden insgesamt in die Zeit zwischen 5500 und 3500 v. Chr. datiert.
Die archäologische Erkundung und Erfassung weist zusammenhängende Systeme von Gruben, Gräben, Wällen und Palisaden nach, die erstmals in der Bandkeramik auftreten und als Erdwerke bezeichnet werden. Diese können eine Siedlung umschließen oder nicht. Einen Überblick bieten die Liste der Erd- und Palisadenwerke der Bandkeramischen Kultur sowie Meyer/Raetzel-Fabian. Erdwerke sind schon für die älteste Linearbandkeramik nachgewiesen, in der jüngeren jedoch häufiger.
Ein Erdwerk kann eine runde geschlossene Linie bilden, seine Längsachse nach den Haupthimmelsrichtungen orientiert sein. Olaf Höckmann wies 1990 darauf hin, dass sich bei den eindeutig definierten Graben- oder Palisadenstrecken eine auffällige Vorliebe für die Ausrichtung der Bauwerke in Nord-Ost nach Süd-West und Nord-Süd abzeichne, während die im Hausbau dominierende Nordwest-Südost-Achse hier keine Rolle spiele. Er interpretierte diese Ausrichtungen im Zusammenhang mit astronomischen Bezügen etwa von Sonnenbeobachtungen zur Kalenderregelung.
Der Begriff war zunächst auf Anlagen mit kontinuierlich angelegtem Grabenzug beschränkt, schließt inzwischen aber aufgrund der Beobachtungen in Herxheim und Rosheim im Elsass auch andere Anlagen ein. Bei letzteren kann wegen ihrer sukzessiven Entstehung und ihrer Bauweise als einzelne, einander überlagernde Langgruben eine Verteidigungsfunktion ausgeschlossen werden. Bisweilen finden sich in den Langgruben Skelette (Vráble) oder Teile von ihnen, ebenso wie Keramiken, Tierknochen, Feuerstein; sie könnten eine kultische Bedeutung gehabt haben.
In Esbeck wurde eine Befestigungs- und Siedlungsanlage (Erdwerk von Esbeck) freigelegt. Heege und Maier (1991) und andere konnten einen doppelten Graben nachweisen, der die neolithische Siedlung teilweise umschloss. Ein gleicher Graben und ein Flechtwerkzaun umgaben die Siedlungen von Eilsleben und Köln-Lindenthal. Ähnlich wie bei der Errichtung der Langhäuser waren diese Befestigungen auch nur in Gemeinschaftsarbeit wahrscheinlich.

### Brunnenbau

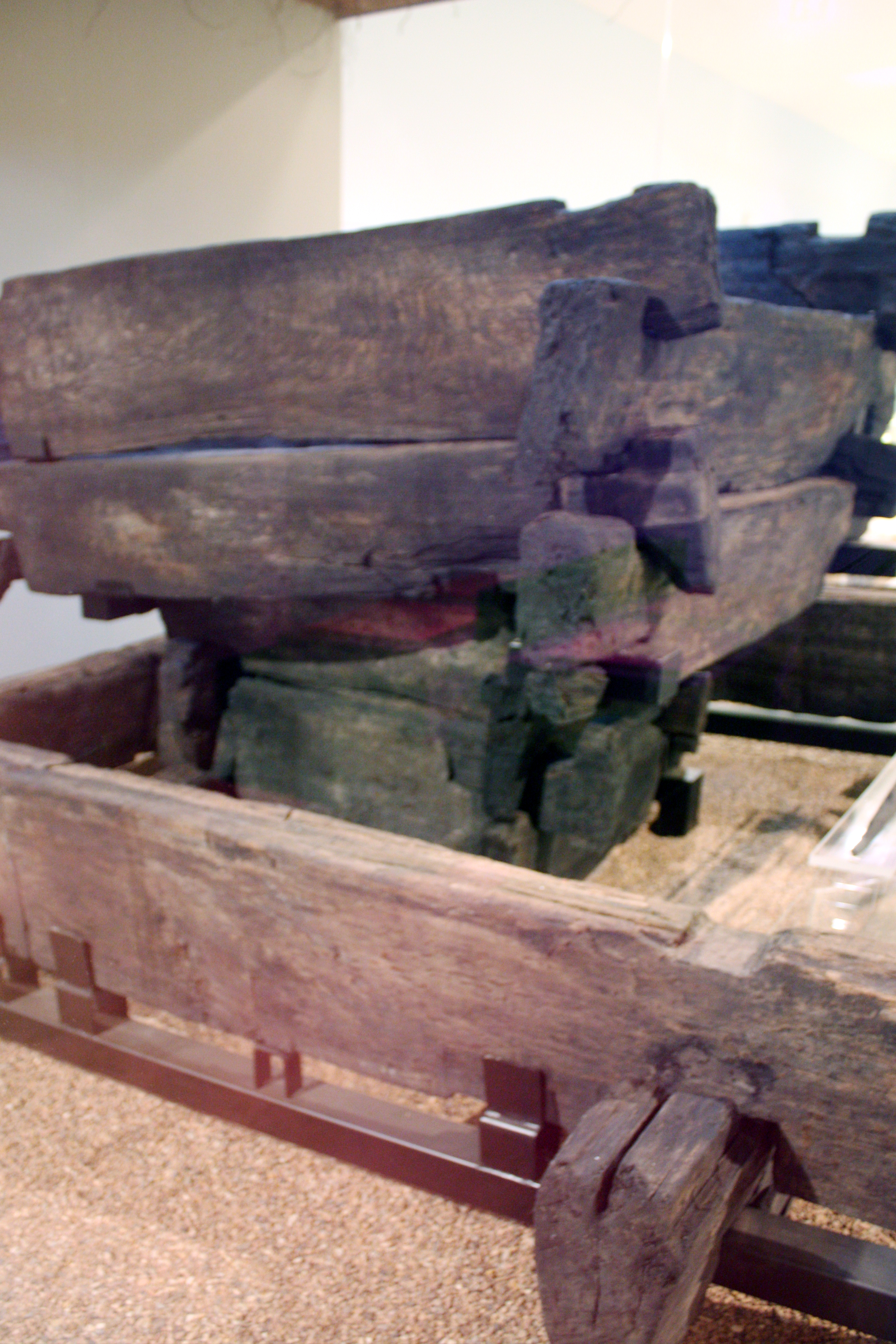
Kückhoven (Erkelenz), LBK-Brunnenbaureste um 5300 v. Ch.

Ein Brunnen ist eine Konstruktion zur Wasserförderung aus einem Grundwasserleiter, damit eröffnete sich für die Siedlungen eine geregelte Wasserversorgung. Bandkeramische Brunnen bestanden aus bis zu 15 Meter tiefen Gruben. Es waren meist im Blockbau zusammengefügte Holzkonstruktionen (sog. Kastenbrunnen) sowie hohle oder ausgehöhlte Stammtrommeln (sog. Röhrenbrunnen) die von der Sohle bis zur Oberfläche aufgerichtet wurden. Jedoch ist es immer noch umstritten, ob ein Brunnen zwingend mit Holz ausgesteift sein musste, da im Lauf der Jahre immer wieder Brunnen ausgegraben worden sind, in denen die Befundsituation keine Rückschlüsse auf Holz zuließ. Im Verlauf der Bauarbeiten wurden die Gruben mit dem Aushub wieder randverfüllt. Bislang gibt es keine Hinweise auf einen sichernden Ausbau der Baugruben (die so genannte Pölzung). Offensichtlich besaßen die dicht gefügten und überdies in aller Regel auch kalfaterten Brunnenkästen zwei Funktionen: Sie bildeten einmal einen Vorratsbehälter für das Grundwasser und spielten zugleich die unverzichtbare Rolle einer Pölzung.
Das wichtigste Werkzeug zur Holzbearbeitung unter anderem für den Brunnenbau war die auf einem Knieholm mit der Schneide quer zur Schlagrichtung geschäftete Dechsel. Parallel geschäftete symmetrische Beilklingen sind für die Linienbandkeramik nicht belegt und traten frühestens fallweise erst im spätesten Mittelneolithikum, regelhaft aber erst im Jungneolithikum auf. Experimente mit Nachbauten von bandkeramischen Dechseln haben deren Effektivität belegt.

### Kulturtechniken, Bevölkerungsdichte und soziokulturelle Organisation
Die Einführung der Landwirtschaft machte Kohlenhydrate für die menschliche Ernährung erheblich einfacher verfügbar. Mit der Nutztierhaltung schuf sie eine weitere Voraussetzung für eine Zunahme der Besiedlungsdichte. Die genannten neuen Techniken waren von weiteren begleitet, etwa dem bandkeramischen Brunnenbau zur Sicherung der Wasserversorgung, oder der Vorratswirtschaft. In bandkeramischen Siedlungen waren ferner Fragen der Land- und Besitzverteilung und -sicherung zu klären.
Die Besiedlungsdichte (einer beliebigen Bevölkerung) kann nicht weiter zunehmen, wenn die Ressourcen der natürlichen Umgebung dieser Bevölkerung erschöpft sind. Genauer wird als maximale Tragfähigkeit (= carrying capacity) eines Lebensraums diejenige Individuenzahl einer Gruppe von Menschen definiert, für die die Gruppe im betrachteten Lebensraum für unbegrenzte Zeit existieren könnte, ohne ihn dauerhaft zu schädigen. Beispiele für erschöpfbare Ressourcen sind Bauholz oder Energieträger wie Brennholz und Nahrung, die auf einer gegebenen Fläche langfristig nur in begrenzter Menge gewonnen werden können. Nach Andreas Zimmermann (2010) lag die geschätzte Bevölkerungsdichte der autochthonen mesolithischen Bevölkerung Mitteleuropas zum Zeitpunkt des Eintreffens der ersten neolithischen Zuwanderer bei circa 0,013 Einwohner/km². Im weiteren Verlauf der LBK-besiedlung stieg die Zahl auf circa 0,5 bis 0,7 Einwohner/km²; dabei befinden sich zwischen den einzelnen Siedlungsclustern unbewohnte oder nur temporär genutzte Areale.
Die Struktur der bandkeramischen Gesellschaften bleibt im Detail ungeklärt. Zumeist wird von einer segmentären, gering arbeitsteiligen und weitgehend egalitären Gesellschaftsform ohne größere soziale Differenzierung ausgegangen. Dieser Standpunkt ist angesichts der Befundinterpretationen nicht unumstritten, zeigen doch archäologische Funde bei Ausgrabungen von Grabstellen, dass die Grabbeigaben hinsichtlich ihres Umfangs und Wertes unterschiedlich waren.
Das soziale Miteinander der frühen Linearbandkeramiker war durch weiträumig verbreitete Familienverbände gestaltet. Diese waren durch eigenständige, typische Silex-Austausch-Netzwerke verbunden geblieben, wie sich dies vor allem an der Rohmaterialversorgung mit Silex zeigen lässt.

#### Soziale Strukturen in bandkeramischen Siedlungen, Residenzformen
Erich Claßen und Andreas Zimmermann (2016) sehen als soziale Grundeinheit der LBK den einzelnen, potentiell autarken Haushalt, der seinen Ausdruck in den mehr oder weniger großen Abständen der einzelnen Häuser bzw. Weiler oder Hofplätze (Gebäudecluster) findet. Wie Grabungsbelege der auf die Anlagen bezogenen Abfälle zeigten, war jeder Haushalt eine Konsumtionseinheit. Das Haus wurde, so die Hypothese, von drei Generationen bewohnt. Ursula Eisenhauer (2003) nimmt unilineare-patrilokale Residenzregeln an.
Die Strontiumisotopenanalyse aus den weiblichen und männlichen Skelettfunden lässt eine patrilineare oder patrilokale Deszendenz annehmen. Das heißt, eine weibliche Folge (Residenzregel) zum Lebensort des Mannes. Die von R. Alexander Bentley et al. analysierten Muster weisen darauf hin, dass Frauen häufiger als Männer aus Gebieten außerhalb der bevorzugten Löss-Siedlungsgebiete stammten. Nach der (rituellen) Paarbildung oder Partnerschaft richtete sich die Gemeinschaft überwiegend am väterlichen Wohnsitz ein.
Dabei war die durchschnittliche Lebenserwartung der weiblichen Linearbandkeramiker niedriger als die der männlichen. Anhand von Untersuchungen der Oberarm- und Unterschenkelknochen männlicher und weiblicher Bandkeramiker zeigten sich ausgeprägte Veränderungen des Oberarms, die typisch für eine starke körperliche Belastung sind. Die bandkeramischen Bäuerinnen leisteten harte, physisch stark fordernde Arbeit. Die Männer gingen auf die Jagd, hüteten das Vieh, betrieben Handel und auswärtige Angelegenheiten, waren bei der Bewirtschaftung der Felder tätig, die Frauen steckten ihre Arbeitskraft unter anderem in das Mahlen des Getreides und in das Töpfern.

## Werkstoffe und ihre Wege

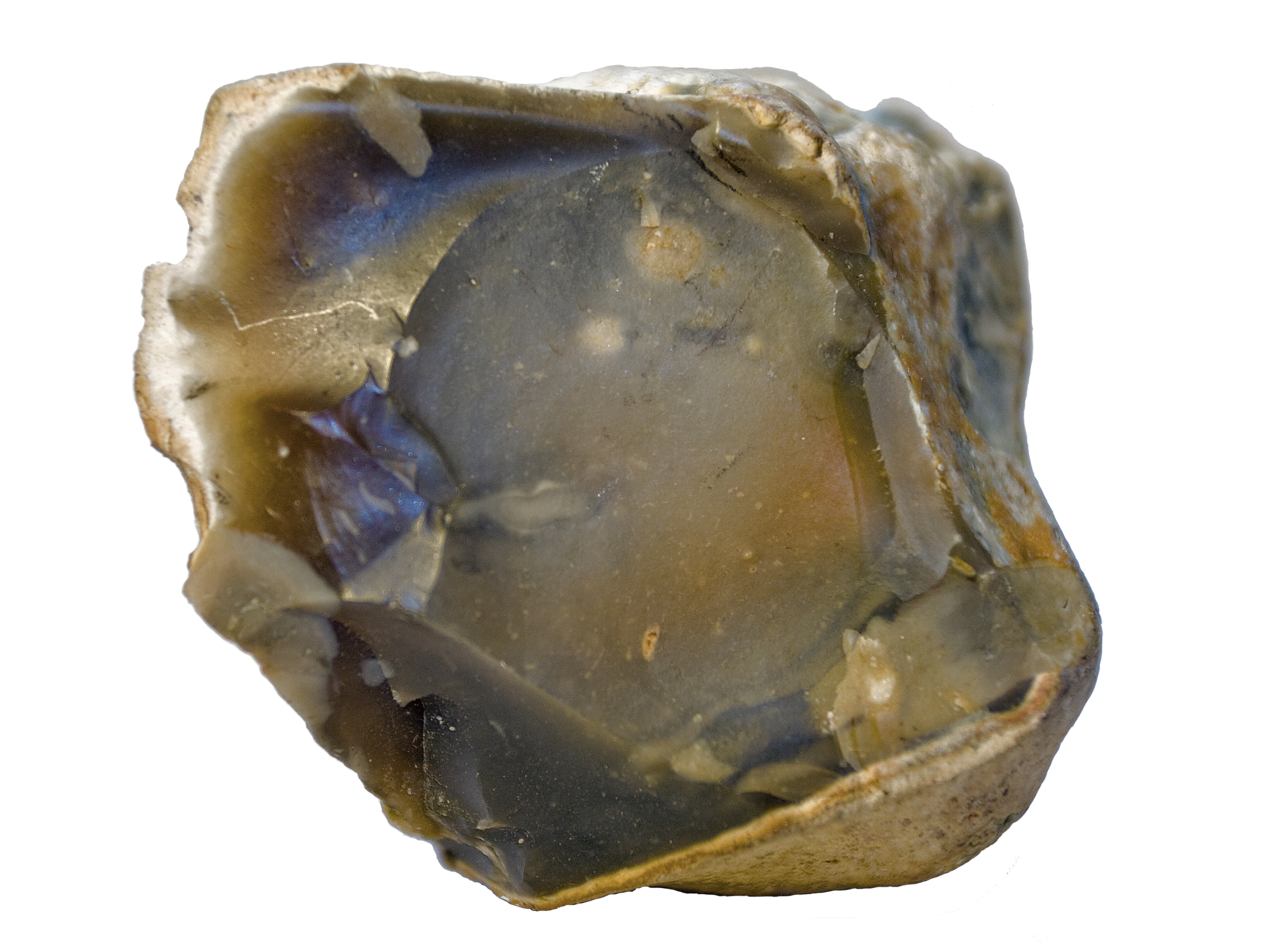
Feuerstein (Silex) ein wichtiger Rohstoff für Felsgesteingeräte

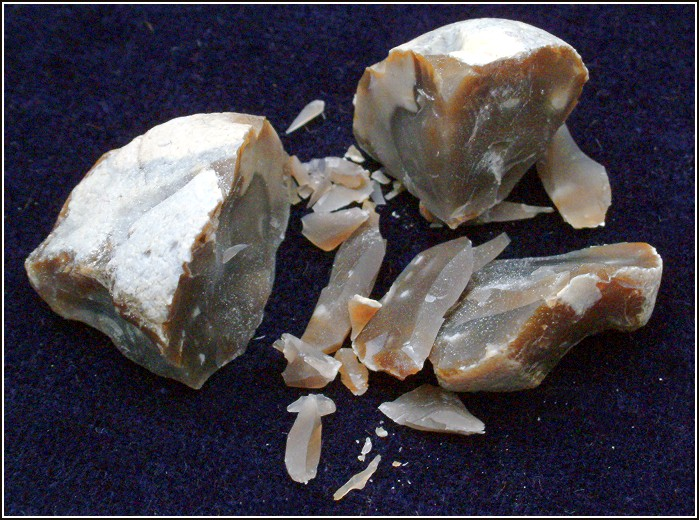
Muscheliger Bruch des Feuersteins, Abschläge

Es gibt einige deutliche Hinweise, dass Mitglieder bandkeramischer Siedlungen eine Form des Bergbaus betrieben. Dies gilt für den Rötel-Abbau ebenso wie für die Suche nach Feuerstein.
Werkstoffe wurden teilweise über große Entfernungen verbracht (mögliche Austauschsysteme). So gelangte Rijckholt-Feuerstein aus der niederländischen Provinz Limburg bis ins Rheinland. Als Rohmaterial bandkeramischer Schuhleistenkeile wurden bevorzugt Amphibolite verwendet, worunter metamorphe Gesteinsarten der Aktinolith-Hornblende-Schiefer-Gruppe (Kürzel: AHS-Gruppe) zusammengefasst werden. Amphibolit gelangte wahrscheinlich aus dem heutigen Böhmen in westlichere Siedlungsräume, so dass von Kontakten zwischen Menschen in noch weiter voneinander entfernten Regionen auszugehen ist.
Im Rheinland, aber nicht nur dort, gab es größere Haupt- oder Zentralsiedlungen der Bandkeramiker wie Langweiler 8 sowie kleinere Nebensiedlungen. Von Siedlung zu Siedlung wurden nachweislich Artefakte aus Feuerstein (synonym: Silexartefakte) weitergegeben, etwa Rohstücke und sogenannte Grundformen (Abschläge, Kerne etc.), aber auch halbfertige Geräte wie Klingen und fertiggestellte wie Bohrer oder Kratzer. Die Fundstücke aus kleineren Siedlungen stammen meist aus benachbarten größeren Ansiedlungen.
Nach Intra-Site-Analysen, also Untersuchungen zu den Vorgängen innerhalb eines Fundplatzes, sind solche Weitergaben auch innerhalb je einer bandkeramischen Siedlung anzunehmen. Sie sind vermutlich auf soziale Differenzierungen innerhalb der Siedlung zurückzuführen.

## Werkzeuge
Im Umfeld der bandkeramischen Kulturen wurden verschiedenste Werkzeuge gefunden. Der Versuch einer vollständigen Rekonstruktion des bandkeramischen Werkzeuginventars stößt auf die Schwierigkeit, dass vermutbare Werkzeug(teil)e fehlen, wenn sie aus organischem Material gefertigt wurden und zersetzt sind.

### Trennende oder schneidende Werkzeuge (lithisches Inventar)

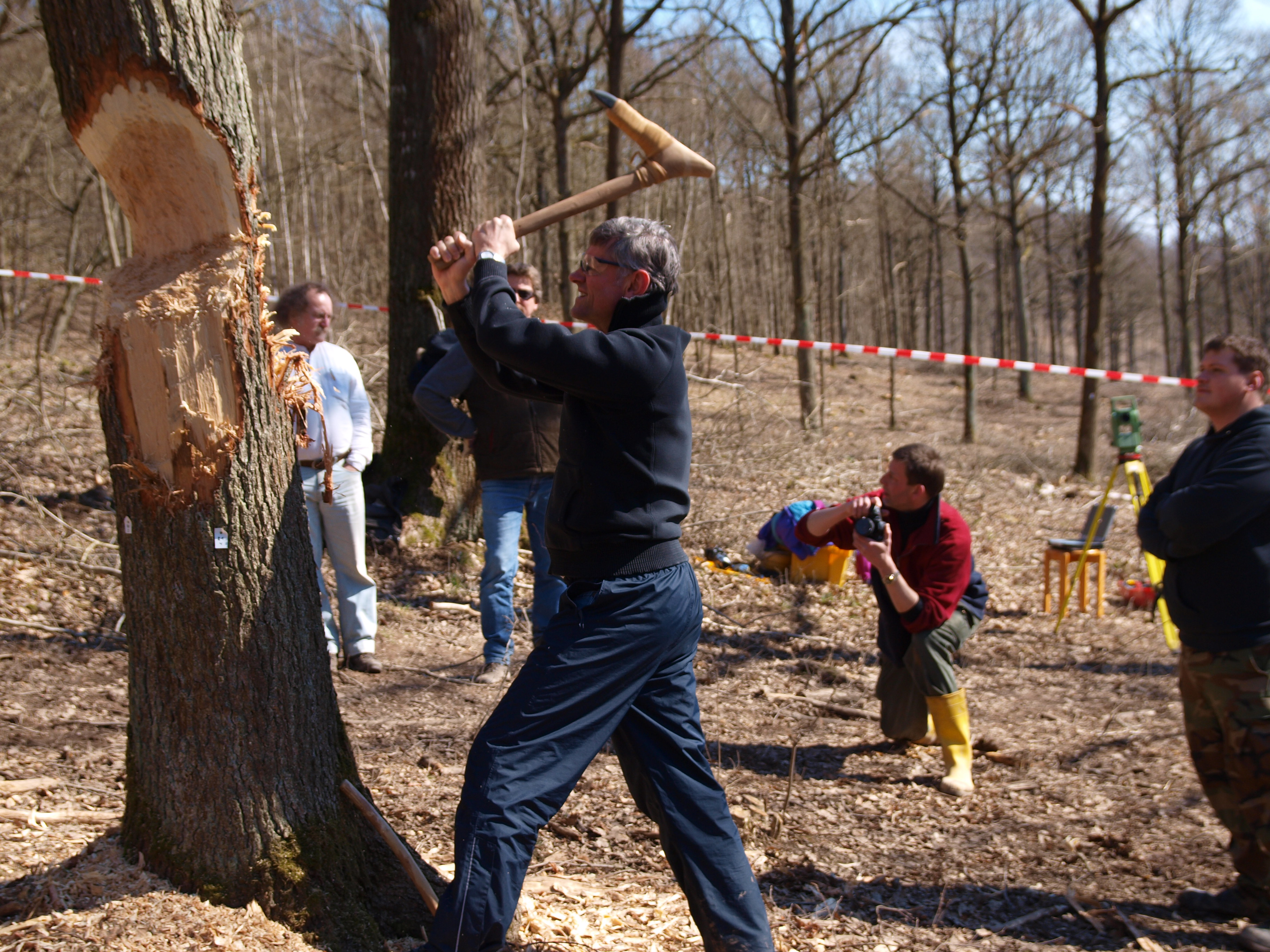
Baumfällversuch mit einer rekonstruierten bandkeramischen Dechsel

Zunächst seien die (steinernen) Dechselklingen erwähnt. Eine Dechsel ist ein quergeschäftetes Hauwerkzeug, das heißt, ihre Klinge ist so in einen Schaft eingefügt, dass deren Schneide rechtwinklig die Ebene eines Hiebs durchläuft. Seltener werden an den Fundplätzen durchbohrte Keulenköpfe gefunden. Die Artefakte der Bandkeramiker zeigen als Voll- oder Hohlbohrung ausgeführte echte Bohrungen; sie sind insofern komplexer gefertigt als die im Mesolithikum verwendeten.

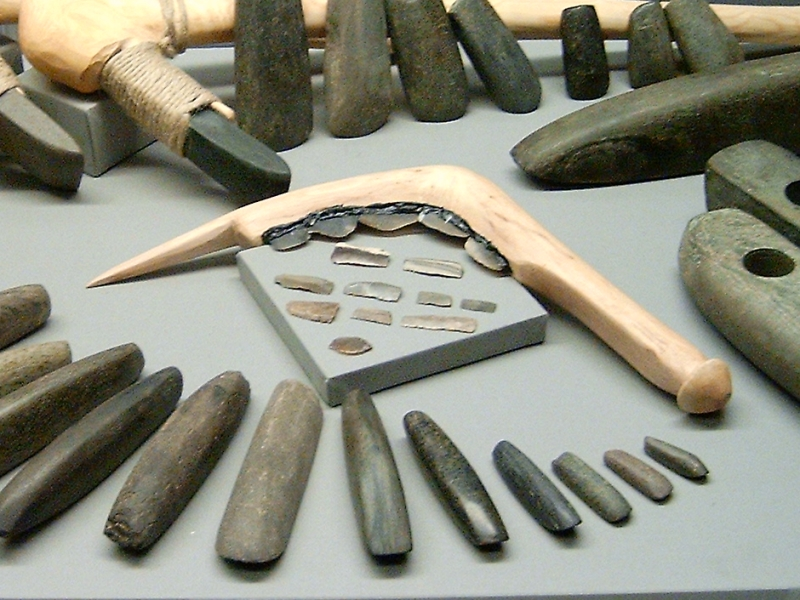
In der Mitte des Bildes ein Erntemesser um 5000 v. Chr., am rechten Bildrand zwei durchbohrte Keulenköpfe, am linken Bildrand verschiedene Dechselklingen (Historisches Museum der Pfalz, Speyer).

Die Bandkeramiker verwendeten häufig einen schmal-hohen Dechseltyp, dessen Klinge in Anlehnung an die Form der Schuhmacherleiste als Schuhleistenkeil bezeichnet wird. Der Begriff beschreibt die flache Unter- und die gewölbte Oberseite der Klinge, die oft einen D-förmigen Querschnitt ergeben. Eine experimentelle archäologische Untersuchung, das „Ergerheimer Experiment“, wies nach, dass sich mit diesen Steinwerkzeugen unter einem gewissen Aufwand Bäume fällen lassen. Eine Klassifikation der Schuhleistenkeile nach Formtyp ist aber nur bedingt möglich, da Gebrauch und Nachschärfung einer Klinge ihre Form verändern können. Auch gab es neben Schuhleistenkeilen bereits in der Bandkeramik flache und breite Klingen; damit ausgestattete Dechseln heißen Flachbeile. Die Hauwerkzeuge wurden auch als Waffe verwendet, wie Verletzungsmuster an Skelettteilen, insbesondere Schädelkalotten, belegen.
Die Bandkeramiker verwendeten auch Sicheln, gefertigt aus einem leicht gekrümmten Stück Holz. In dessen konkave Seite wurden Kerben eingebracht und in den Kerben scharfkantige Klingenabschläge mit Birkenpech befestigt. Vielfach weisen die Funde Sichelglanz auf. Dieser entsteht durch intensiven Gebrauch einer Sichel beim Schneiden von Pflanzen, insbesondere Gräsern, die Kieselsäurepartikel enthalten, denn jene wirken wie ein Schleifmittel auf die Sichel.
Neben dem klassischen Silex wurden weitere Rohmaterialien zur Herstellung geschlagener Artefakte oder Werkzeuge in den Siedlungen verwendet. So fanden sich etwa bei Grabungen in Stephansposching nach Pechtl (2017) folgende mineralische Rohstoffe in dieser linearbandkeramischen Kultur Südbayerns: Jurahornstein, alpiner Radiolarit, Lydit, Quarzit, Rhyolith, Obsidian. Sowohl die sichelartigen als auch beil- und hammerartigen „Holz-Seil-Stein-Werkzeuge“ sind aus physikalischer Perspektive einfache Maschinen.

### Fernwaffen

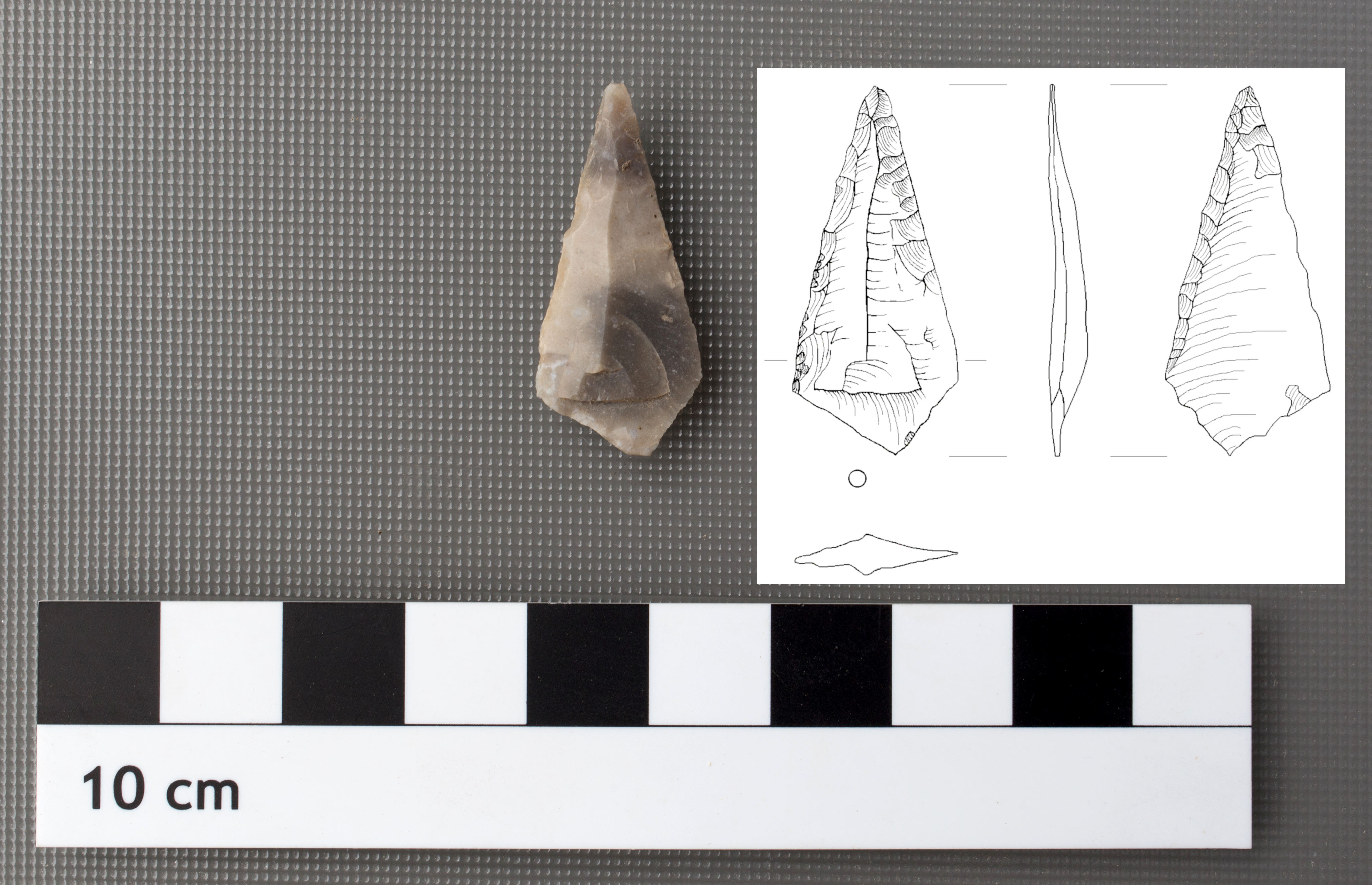
Pfeilspitze der Linearbandkeramik aus Jura-Hornstein, bei archäologischer Ausgrabung in Dengkofen geborgen. Montage mit Zeichnung (E. Maier).

In der bandkeramischen Kultur wurden Hornstein und Flint zur Herstellung von Pfeilspitzen oder Pfeilköpfen verwendet. So weisen Funde im Feuersteinbergwerk von Abensberg-Arnhofen darauf hin, dass besonders in der späten Bandkeramik der Abensberg-Arnhofen-Hornstein ein bevorzugtes Rohmaterial für die Werkzeugherstellung war. Die Pfeilspitzen waren oft relativ klein, ihr Umriss dreieckig, die seitlichen Kanten gerade. Ihre Herstellung war einfach: Von einem pyramidalen Kern wurden Klingen abgebaut, diese wurden gezielt zerbrochen und durch Retusche weiterverarbeitet. Der größte Nachteil von Flintspitzen ist deren Sprödigkeit, denn bei einem Fehlschuss zersplittert die Spitze oft. Bei Aufprall auf einen Knochen im Körper eines Beutetiers oder Feindes geschieht dies ebenfalls, jedoch sind auch die Splitter scharfkantig und glattflächig und werden kaum gebremst. Durch Verlagerung des Schwerpunkts nach vorne sowie durch größenbedingten geringen Luftwiderstand ermöglichen solche Pfeilspitzen hohe Treffsicherheit. Im europäischen Neolithikum wurden Pfeile bevorzugt aus den Schösslingen des Wolligen Schneeballs gefertigt, die wegen des faserigen Aufbaus sehr elastisch und bruchfest sind (Schäftung).

### Fasern, Schnüre und Stoffe
Fasern wurden aus pflanzlichem oder tierischem Material gewonnen, für den Alltagsgebrauch verarbeitet und meist nur auf Zugkraft belastet. Schnüre wurden wahrscheinlich aus Bastfaser gefertigt, wie in anderen neolithischen Kulturen auch. Neben Bast aus Lindenbäumen, der im Neolithikum sehr häufig verwendet wurde, konnten auch Baste anderer Bäume verarbeitet werden. Je nach Baumart mussten sie zuvor verschieden lange in Wasser „gerottet“ werden.
Auch Stängelfasern von Brennnesseln und Lein fanden vermutlich Anwendung, sind aber nicht eindeutig belegt.
Handspindeln aus Ton wurden bei der Ausgrabung der Siedlung Rosdorf „Mühlengrund“ gefunden. Diese Spinnwirtel konnten zur Herstellung von Fäden dienen und damit zur Herstellung von Textilien. Einige Funde weisen darauf hin, dass durch das Spinnen und Weben von Nesseln oder Flachsfasern Stoffe gefertigt wurden. Tönerne Figurinen und figürlich geformte Gefäße lassen sich als Männer oder Frauen anhand der Unterschiede in Barthaar, Frisur, Kopfbedeckungen und Bekleidung identifizieren. Bei beiden Geschlechtern sind hosenartige Beinkleider und Überwürfe über den Oberkörper zu sehen; der Ausschnitt ist jedoch für Frauen spitz, für Männer rund dargestellt.
Ein Rindenbastbeutel wurde in einem Brunnen in Eythra südlich von Leipzig gefunden und in die Zeit um 5200 v. Chr. datiert. Aufgrund der Bedingungen im Grundwasserspiegel war der Beutel fast vollständig erhalten geblieben.

### Haushalts- oder sonstige Werkzeuge

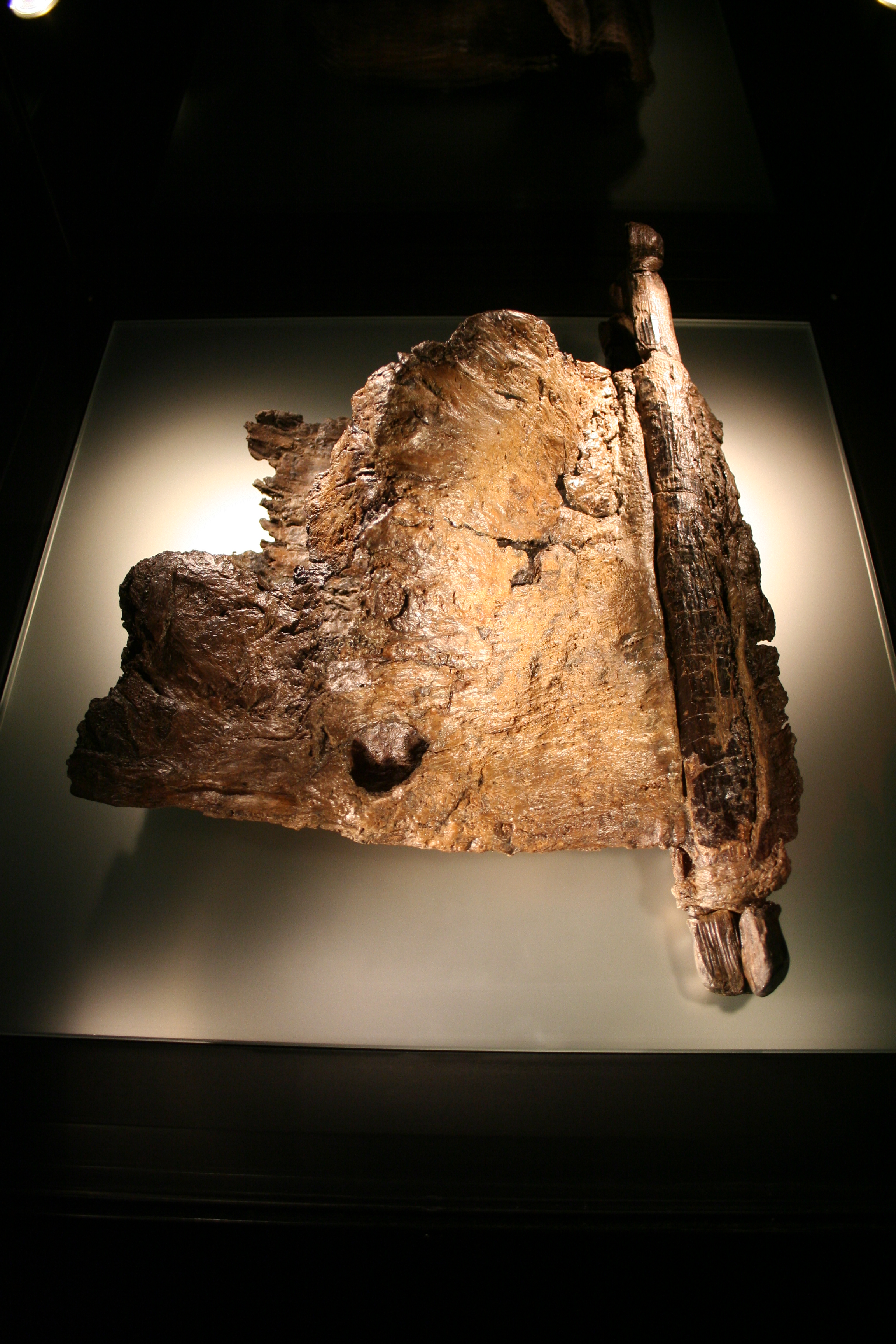
Tasche aus Rinde, Holz und Bast (Fund aus der ehemaligen Gemeinde Eythra, Leipziger Land)

Geerntetes Getreide wurde in Schiebemühlen geschrotet. Eine Schiebemühle besteht aus zwei Mahlsteinen, dem Unterlieger und dem Oberlieger oder Läufer. Um Getreide zwischen den Mahlsteinen zu schroten, kniete eine Person vor dem Unterlieger, ergriff den Läufer und schob ihn vor und zurück. Der nicht unerhebliche Steinabrieb verblieb im Mahlgut. Die Betätigung einer Schiebemühle war eine körperlich anstrengende Arbeit. Da Schiebemühlen häufig als Grabbeigaben bei weiblichen Bandkeramikern gefunden wurden, wurde sie wahrscheinlich eher von Frauen durchgeführt.

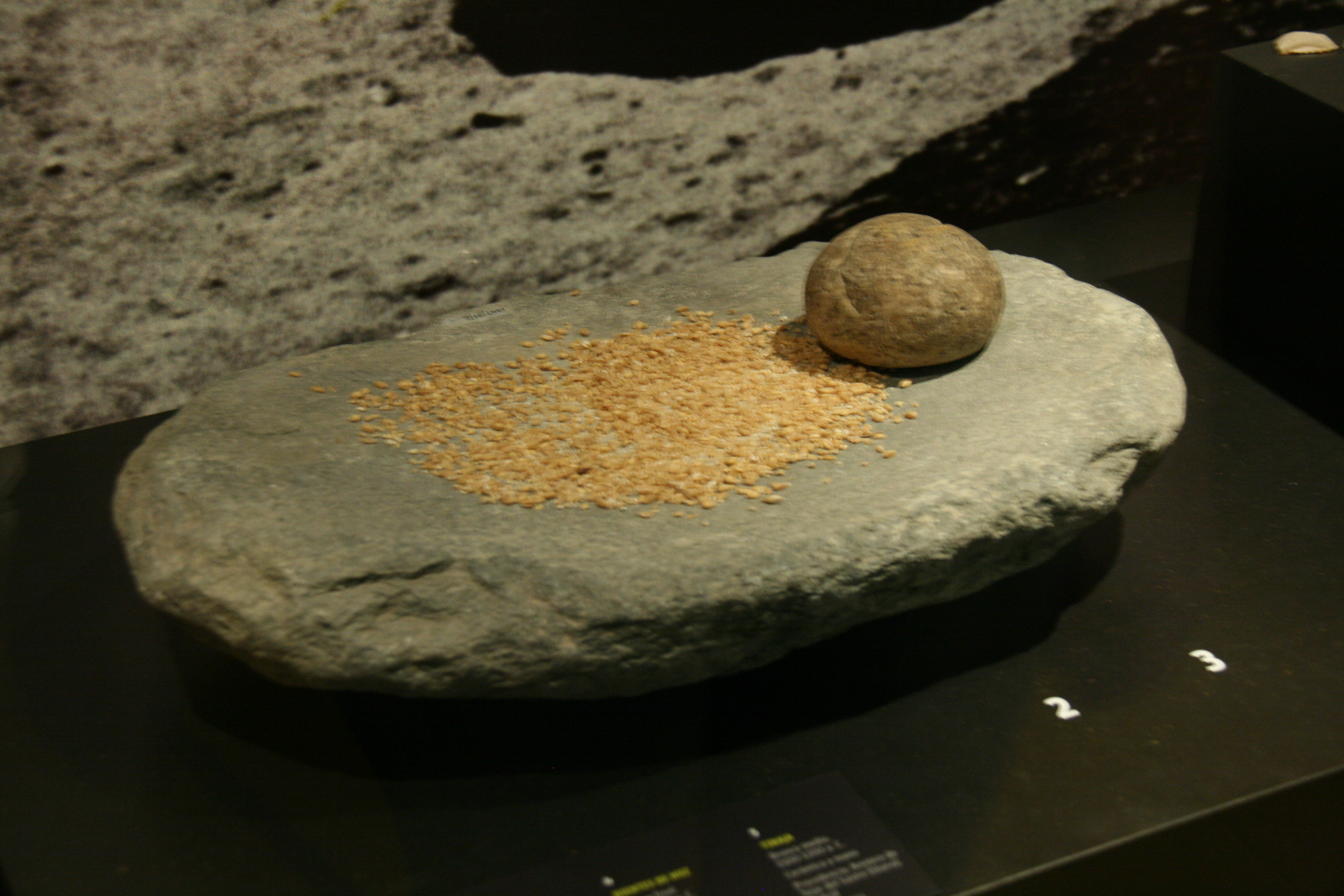
Mahlsteine, sogenannte Schiebemühlen wie diese wurden in Gräbern der Bandkeramiker gefunden. Auf dem Unterleger befinden sich eine Handvoll Getreide und der Läufer.

Jens Lüning nimmt an, dass bereits die Linienbandkeramiker den Pflug nutzten.

### Hölzerne Sitzmöbel und Haushaltsgeräte
Jens Lüning vermutet, dass die auf den Figurinen abgebildeten Sitzmöbel, so eine Bank und Dreibeinschemel, auch im bandkeramischen Alltag Verwendung fanden.
Ausgrabungen aus einem Brunnen in Erkelenz-Kückhoven förderten unter anderem drei aus Ahornholz gefertigte Artefakte zutage, ein becherförmiges Holzgefäß (10,5 × 13 cm), eine Kniehacke mit zungenförmigen Blatt aus einer Astgabel (51 cm Länge), eine massive Schöpfkelle sowie Bruchstücke eines Hackenblattes aus Eichenholz. Das harkenförmige Gerät wies ursprünglich sechs Zinken auf.

### Bootsbau
Dass die Bandkeramiker den Bootsbau beherrschten, ist aufgrund ihrer Siedlungsweise im flussnahen Raum wahrscheinlich, wenn sich auch hierfür nur indirekte Belege finden lassen. Dennoch waren die Voraussetzungen zur Herstellung von Einbäumen gegeben, denn man verfügte über Baumstämme und die handwerklichen Fähigkeiten sowie die Werkzeuge. So sind Korb- oder Fellboote oder eben Einbäume zu vermuten.

### Feuerentzünden
Die Feuererzeugung wurde wahrscheinlich durch Schlagfeuerzeuge (Perkussion) und nicht mit Reibefeuerzeugen (Friktion) bewirkt. Solche Schlagfeuerzeuge bestanden aus drei obligaten Bestandteilen: einem „Funkenspender“ aus einem feinkristallinen Schwefelkies (Pyrit/Markasit), einem „Funkenlöser“, also einem Feuerschlagstein aus einem harten Kieselgestein (Feuerstein, Hornstein, Quarzit oder ähnlichem) und einem „Funkenfänger“, zumeist Zunder aus einem Zunderschwamm (Fomes fomentarius).

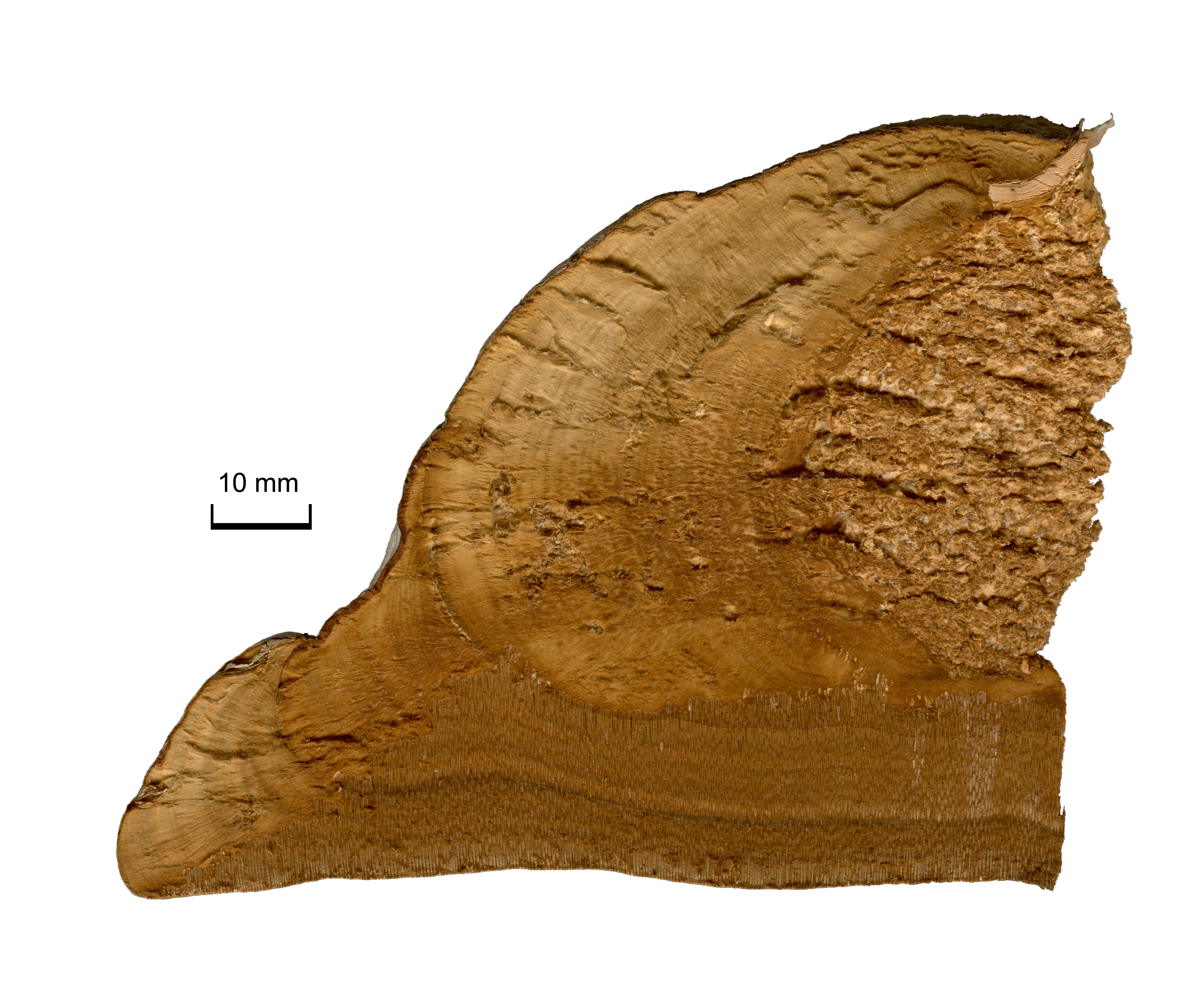
Querschnitt durch einen Zunderschwamm (Fomes fomentarius). Aus der Faserschicht (Trama), die sich auf der Oberseite des Pilzes direkt unter der harten Kruste befindet, erhält man das eigentliche Zundermaterial. Die innen liegende Röhren- oder Porenschicht eignete sich zum Transport der Glut.

Die Standardmethode des Feuerentzündens war das „Schwefelkies-Feuerzeug“, das an diversen Funden auch der bandkeramischen Kultur belegt werden kann. Man bezeichnet sie auch als „Markasit-Feuerzeuge“. Zum Funkenschlag wird ein Stück Pyrit oder Markasit mit einem anderen Stück Pyrit oder einem Feuerstein geschlagen. Die erzeugten Funken fallen dabei in ein leicht entflammbares Material. Der Pyrit mit seinem verbrennenden Schwefelanteil ist dabei der „Funkenspender“, der Feuerschlagstein der „Funkenschläger“. Als Zunderschwamm (Fomes fomentarius) oder Baumschwamm eignet sich neben dem Zunder mit ähnlichen Eigenschaften auch der Birkenporling (Piptoporus betulinus).

## Keramik (keramisches Inventar)

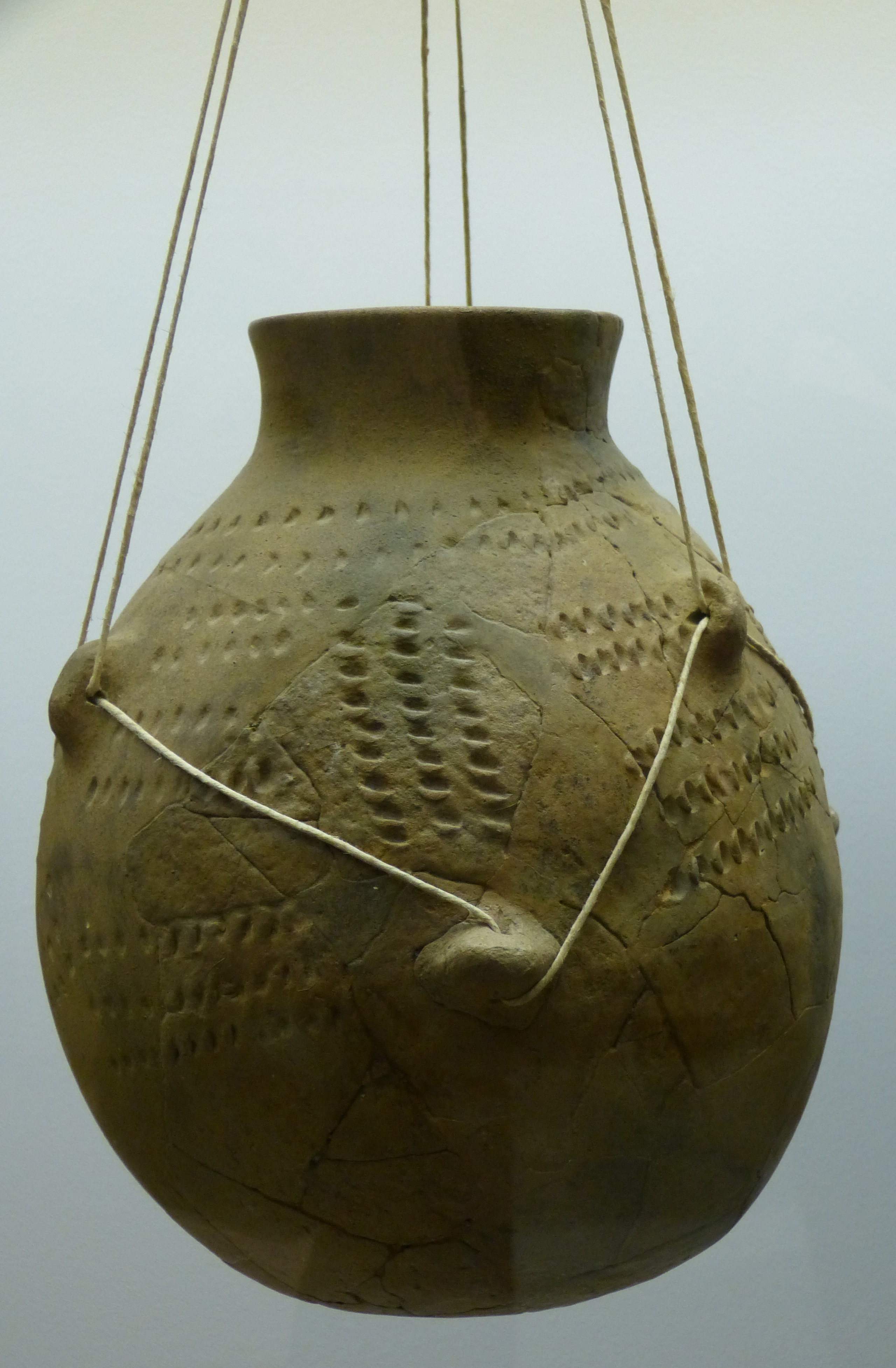
Bandkeramisches Gefäß (keramisches Inventar) mit Ösen und Kordeln aus dem niederbayrischen Aiterhofen (Gäubodenmuseum, Straubing)

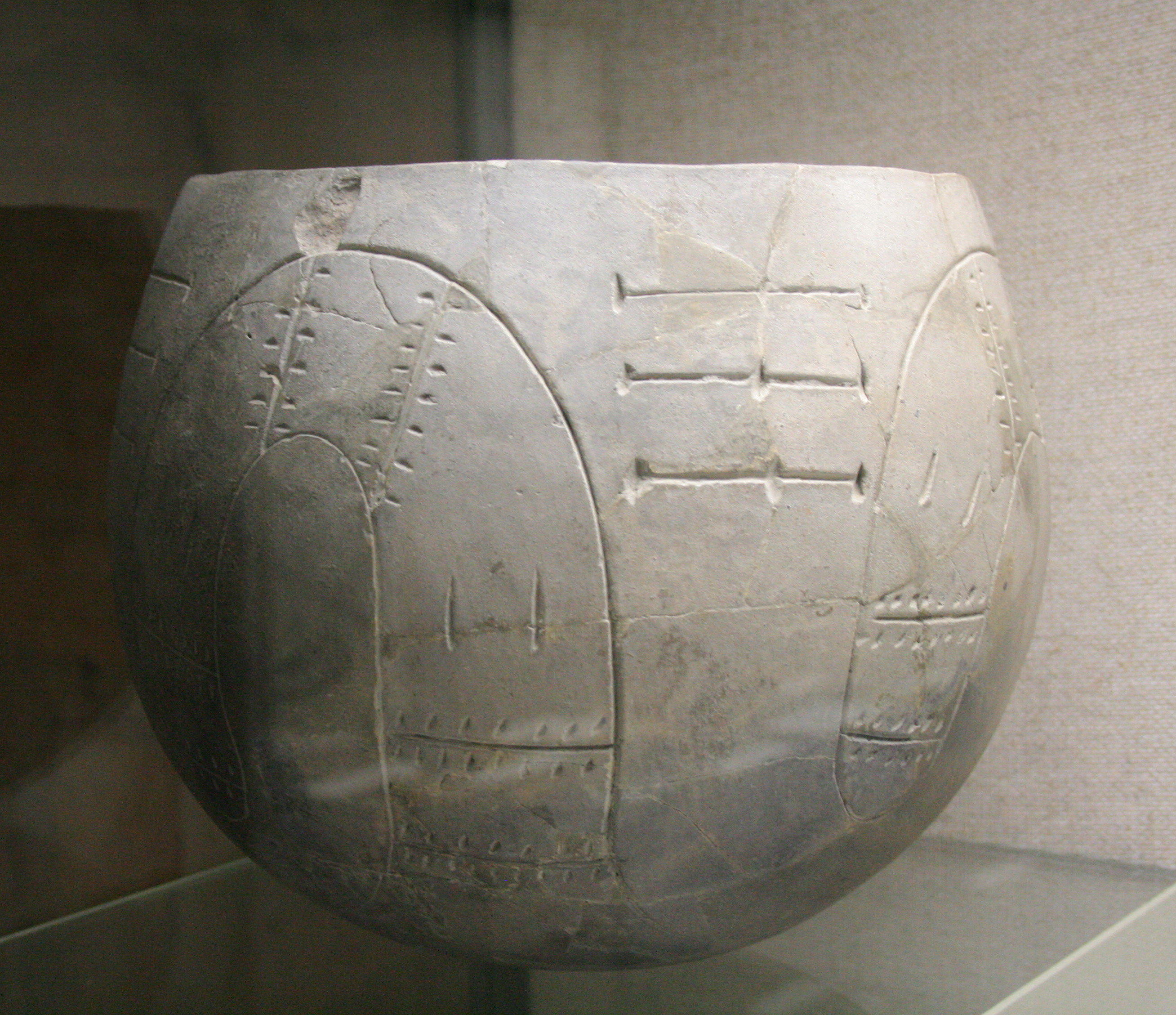
Bandkeramischer Kumpf (Fundort Marburg-Schröck, Grabung 1983)

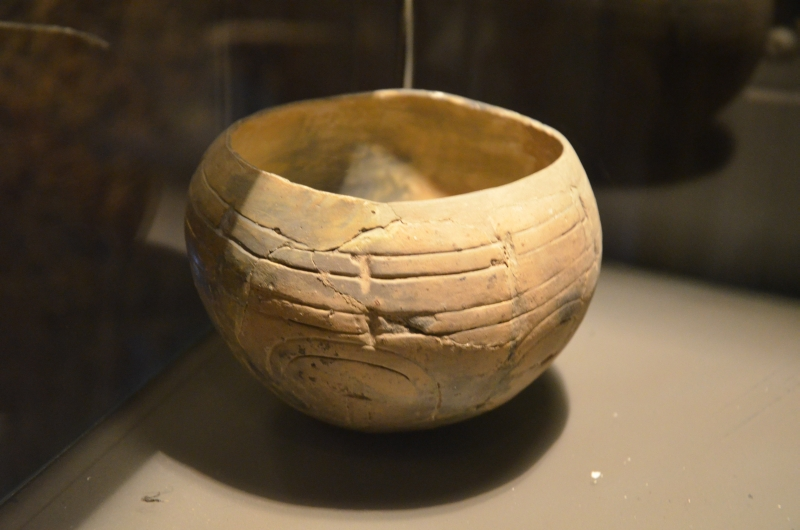
Bandkeramischer Kumpf aus Kleinpolen

Im sogenannten „offenen Feldbrand“ (Brennen) wurden aus Tonmineralen Keramiken hergestellt. Hierzu nutzte man Grubenöfen. Solche Grubenöfen finden sich häufig, es sind unterhalb des Bodenniveaus in ausgehobener Erde angelegte Öfen, deren Feuerraum aus dem anstehenden Erdmaterial herausgegraben wurde. Die zuvor an der Luft getrockneten Artefakte wurden in eine solche Grube über- und nebeneinander aufgereiht oder gestapelt; um diese herum erfolgte der Wärmeeintrag. Sobald sich die Keramiken gleichmäßig erwärmt hatten, wurden die zum Teil abgebrannten Holzscheite näher zu den Keramiken heran geschoben, bis das Ganze komplett bedeckt war und die Stücke zu glühen begannen. Hiernach wurde die Grube abgedeckt, so dass die Töpfereien im Reduktionsbrand weiter brennen konnten. Die Oberflächen der Keramiken wurden schon mittels Tonanguss geglättet. Obgleich die Öfen nicht sehr hohe Temperaturen erzeugten, waren sie ausreichend, um die Gefäße widerstandsfähig zu machen. In einem offenen Feldbrand werden Temperaturen um 800 °C erreicht. Per definitionem spricht man ab einer Brandtemperatur von 600 °C von einer gebrannten Keramik. Ein Feldbrand dauerte circa 5–6 Stunden. Bei einer Reihe der bandkeramischen Keramiken fand man Vorrichtungen in Form von Knubben, Ösen oder Grifflappen, die, so die Vermutungen, zur Befestigung von Schnüren dienten. Die Färbungen des gebrannten Irdenguts reichten von gelblich-grau-beige über rotbraun bis hellgrau und dunkelgrau-schwarz. Solche fleckigen, verschiedene Farbtöne aufweisende Scherben oder Gefäße geben einen Hinweis auf Ungleichmäßigkeiten beim Brand. Prinzipiell gilt, dass oxidierend gebrannte Tonmineralien als Ergebnis helle bis rötliche Keramik ergeben, während reduzierend gebrannte Tone zu dunkleren bis schwarzen Farbmusterungen führen.
Inwieweit bei der Herstellung der Keramiken eine geschlechtsspezifische Arbeitsteilung bestand, kann man nicht direkt belegen. Ethnographische Studien deuten darauf hin, dass auch in den bandkeramischen Kulturen eine solche Arbeitsteilung bestanden haben könnte. Hierbei ist zu berücksichtigen, dass die Herstellung von Keramiken ein mehrteiliger Prozess ist, er umfasst eine Reihe von Arbeitsschritten. So steht die Gewinnung und möglicherweise der Transport des Rohmaterials am Anfang. Danach folgt die Aufbereitung des Rohmaterials zu einer gebrauchsfähigen plastischen Masse. Sodann werden die Gefäße mit der Hand geformt, luftgetrocknet und in lederhartem Zustand verziert. Nachdem die Objekte durchgetrocknet sind, werden sie in der oben beschriebenen Weise gebrannt. Für diese einzelnen Schritte sind unterschiedliche physische und manuelle Fertigkeiten oder Anforderungen zu erfüllen. Gewinnung, Transport und Vorbereitung der Rohmaterialien sind durchaus körperlich anstrengende Tätigkeiten, die neben Ausdauer auch Kraft erfordern. Für den offenen Feldbrand, das Anlegen der Brenngruben und den Brand selbst ist aber vor allem große Erfahrung nötig, ebenso beim Formen der Keramiken sowie dem Anlegen der Verzierung, wo (manuelle) Geschicklichkeit und Erfahrung grundlegend sind.

### Formen und Stilphasen
Die Standardformen bandkeramischer Keramik sind: Kumpf, Flasche, Butte (eine Flasche mit fünf Querhenkeln) und Schale. Es besteht eine große Ähnlichkeit zur Keramik der danubischen Starčevo-Kultur. Es lassen sich unterschiedliche Stile oder besser Stilphasen unterscheiden.
So zunächst einmal eine ältere Bandkeramik 5700–5300 v. Chr. und eine jüngere 5300–4900 v. Chr. Bei der letztgenannten westlichen Bandkeramik kann man im Wesentlichen die Stilphasen des Rubané du Nord-Ouest, Rubané de l’Alsace, Rubané du Neckar und die Rubané du Sud-Ouest unterscheiden. Die Gefäße der ältesten Bandkeramik waren dickwandig und stark organisch gemagert. Man verwendete eine Technik, die Keramiken ohne rotierende Töpferscheibe herzustellen, indem Tonstreifen spiralförmig aufgebaut oder geschichtet und die Stöße anschließend verstrichen wurden.
Es wird zwischen verzierten und unverzierten Keramiken unterschieden, was allerdings eine eher technische Einteilung darstellt, da unverzierte Keramiken zum Teil auch Verzierungen (zum Beispiel Randmuster) aufweisen. Die Gruppe der unverzierten Keramiken besteht hauptsächlich aus Vorratsgefäßen von grober Machart und größerer Wandstärke. Verzierte Keramiken sind hauptsächlich Kümpfe aus feinem Ton mit geringer Wandstärke.

### Verzierung der Keramiken
Die Verzierungen der Keramiken bestehen hauptsächlich aus Parallelbändern mit Ritzmustern, die dieser Kultur ihren Namen geben. Bevor das Gefäß gebrannt wurde, sind diese linearen Mustern in den weichen Ton rund um das Gefäß eingeritzt, gestochen und gerillt worden. Außerdem gab es sogenannte Zwickelmotive, die in den Freiflächen zwischen den Bändern angebracht wurden (siehe Abbildung rechts: zum Beispiel die drei waagerechten Linien auf dem Kumpf). Es ist anzunehmen, dass die Verzierungen, vor allem die Zwickelmotive, nicht nur einen dekorativen Zweck erfüllten, sondern vielmehr als Ausdruck der Zusammengehörigkeit oder als Zeichen für soziale Gruppen zu verstehen sind. Aus dem 1973 begonnenen Projekt „Siedlungsarchäologie der Aldenhovener Platte (SAP)“ (Rheinland) ging ein Merkmalskatalog hervor, der ein Aufnahmesystem für die Bearbeitung der Keramiken bietet und in jüngerer Zeit durch die AG Merkmalskatalog überarbeitet, ergänzt und online zur Verfügung gestellt wurde.
Zusammenfassend können als typische Verzierungen der Epoche die vielfältigen eingeritzten, gerillten, gestochenen und reliefartigen Muster gesehen werden sowie die Linien oder Linienbänder. Typische Motive sind auch Spiralen, Wellen- und Bogenmuster mit verschiedenen Zwickelmustern, Mäandern, Winkelmustern, Zickzackreihen, geraden Linien, kurzen Strichen, Kerben, Kreuzen, Dreiecksreihen und flügelartigen Motiven. In der jüngeren Phase (Zseliz-Ware) kommen auch tierkopfförmige Griffknubben vor (Draßburg, Burgenland).

## Schmuck und künstlerische Darstellungen

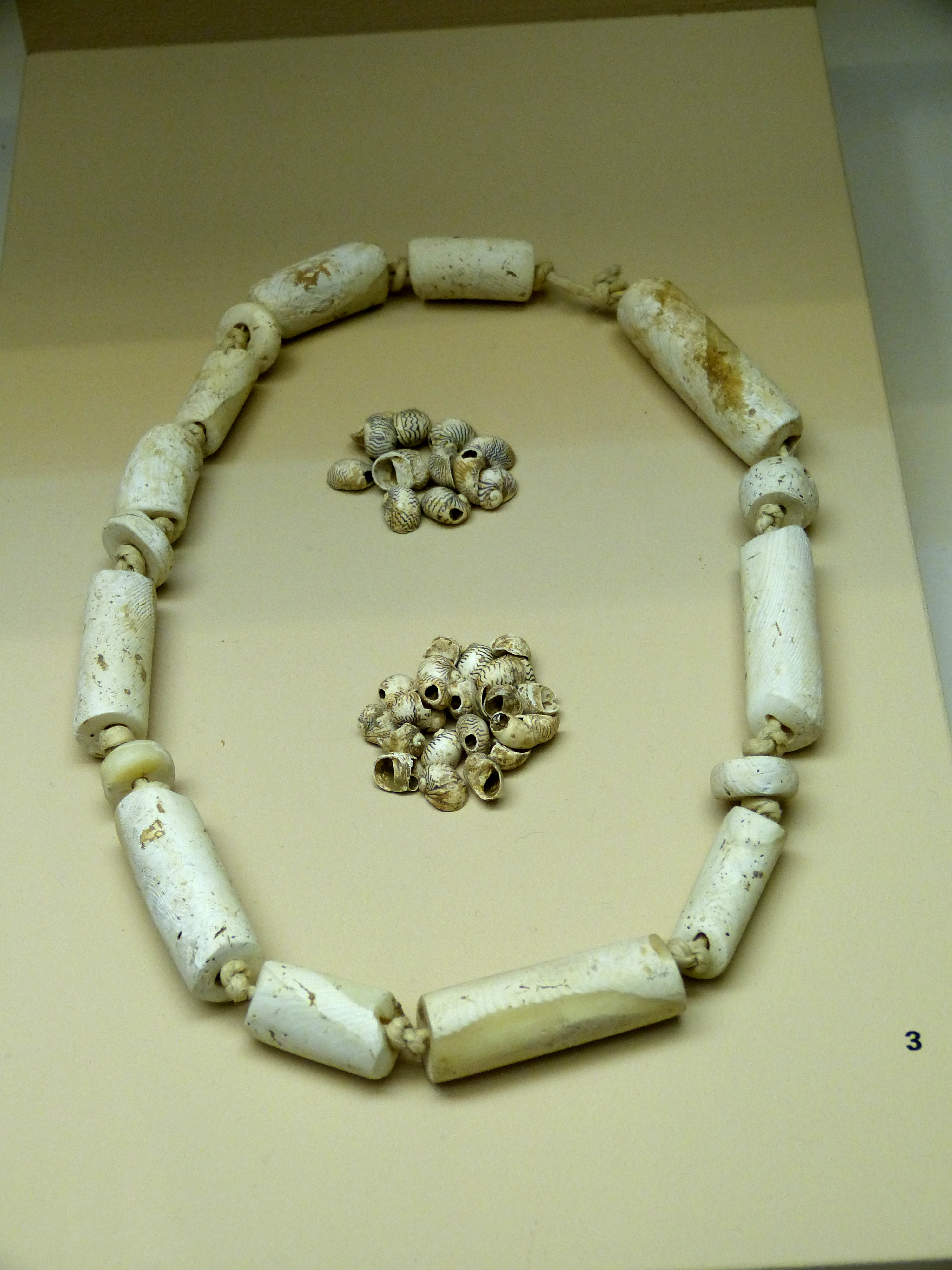
Halsband aus einem Grab des LBK-Friedhofs von Aiterhofen-Ödmühle (Gäubodenmuseum)

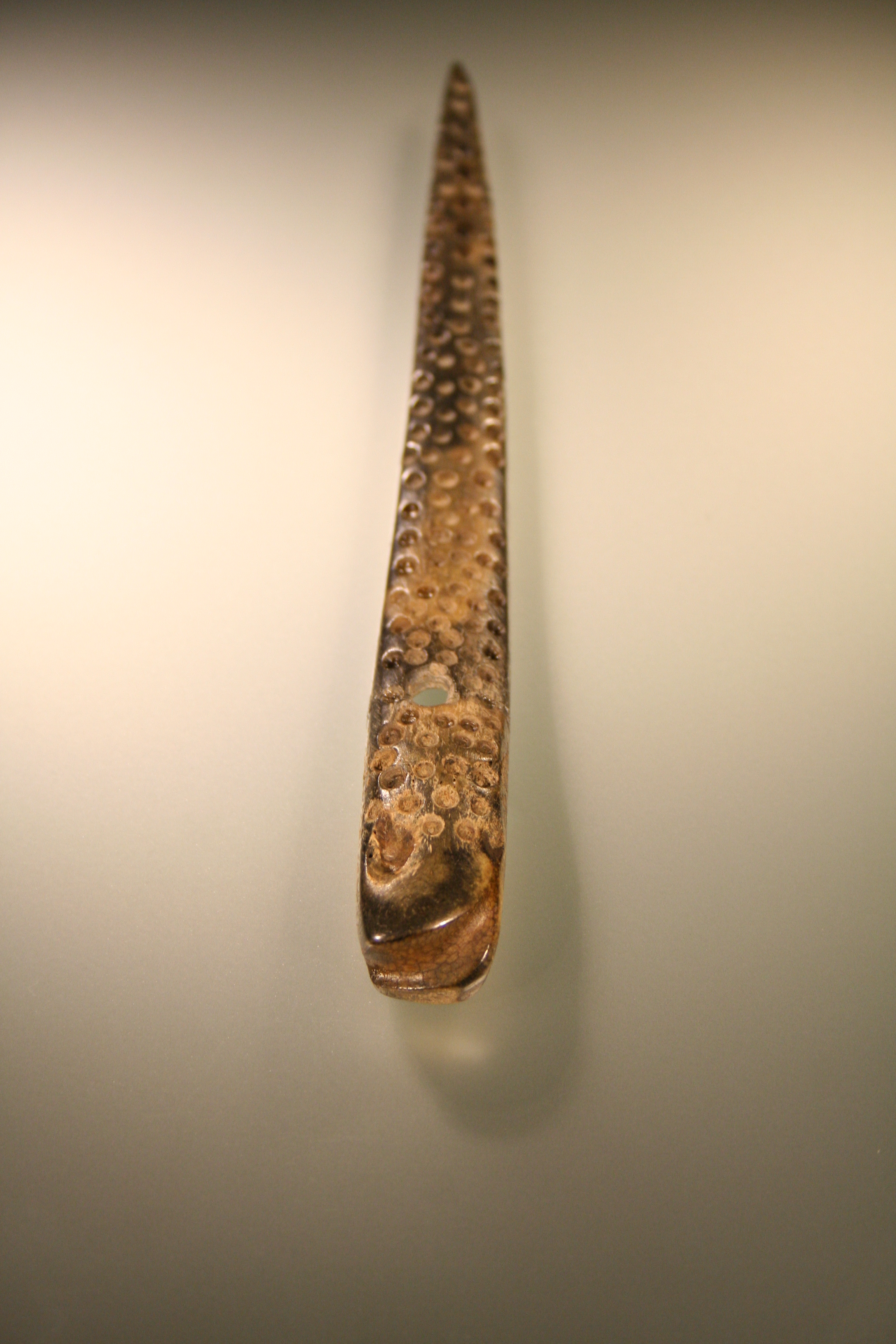
Dekorierte Knochenspitze, gefunden in einem linienbandkeramischen Brunnen in Schkeuditz-Altscherbitz

Die Bandkeramiker verwendeten Muschelschalen der Stachelauster (Spondylus gaederopus, auch Lazarusklapper genannt), die im Schwarzen Meer, im Mittelmeer und im angrenzenden Atlantik vorkommt. Sie fertigten aus den Spondylusschalen Armringe, Gürtelschnallen und Anhänger. Sie finden sich vor allem in Gräberfeldern, hier sind Aiterhofen-Ödmühle in Bayern und Vedřovice in Mähren zu nennen. Die im Binnenland, weit von den Meeresküsten gefundenen Schmuckstücke zeigen die bestehenden Handelsnetze über große Entfernungen an.

### Die anthropomorphe Plastik

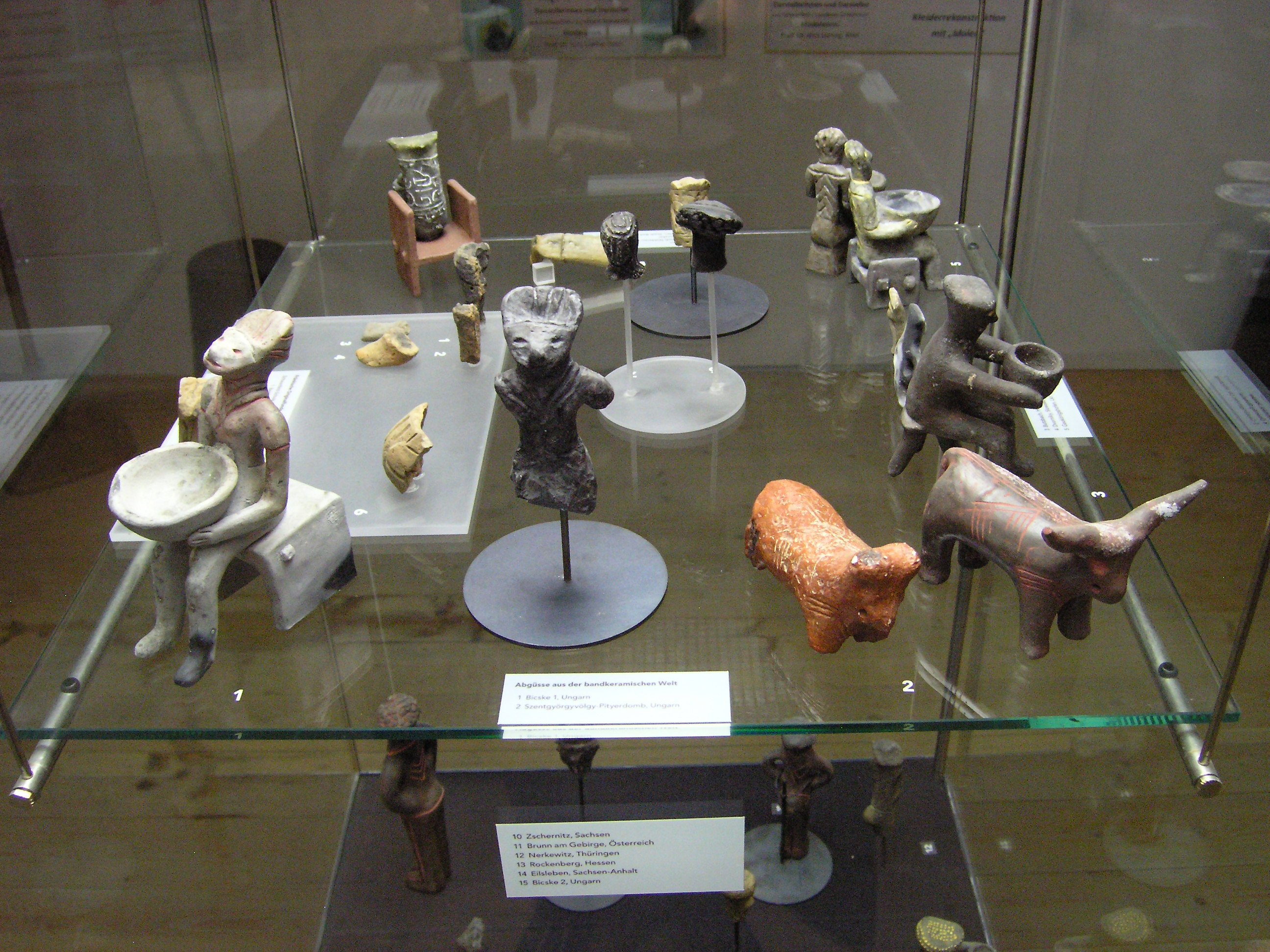
Bandkeramik-Museum Schwanfeld, Repliken von Idolfiguren der Bandkeramischen Kultur, oben rechts zwei Figurinen mit „Hinterkopf-Lockenfrisuren“

Typische Plastiken waren Tonfigurinen von Menschen, Tieren und Tier-Mensch-Mischwesen aber auch figürlich geformte Gefäße. Gefunden wurden sie nicht als Grabbeigaben, sondern ausschließlich im Siedlungsbereich. Viele wurden intentional zerstört, erkennbar daran, dass die zerschlagenen Artefakte nicht an den Schwachstellen des Materials zerbrochen sind. Ferner fanden sich Hackspuren etwa am Torso der Figurinen.
Schon bei den ältesten Bandkeramikern fanden sich die verschiedenartigsten Gattungen anthropomorpher Darstellungen. Oft sind es Voll- oder Hohlplastiken, geritzte menschliche Darstellungen und figürliche Funde aus Knochen. Die Plastiken sind stereotyp und leiten sich von der Kultur ab, aus der die LBK hervorging, der Starčevo-Kultur. Sie begleiten als Kulturerscheinung die Ausbreitung der Bandkeramik in Mitteleuropa, wobei sie sich auf das Siedlungsgebiet der ältesten Bandkeramik beschränken und sich Fundkonzentrationen im ostdeutschen, österreichisch-slowakischen und mainfränkisch-hessischen Raum abzeichnen. Insgesamt sind um die 160 Bruchstücke bekannt, die sich auf etwas mehr als 120 Fundorte verteilen. Innerhalb des bandkeramischen Spektrums zählt die Gruppe der Statuetten somit zu den seltenen Funden.

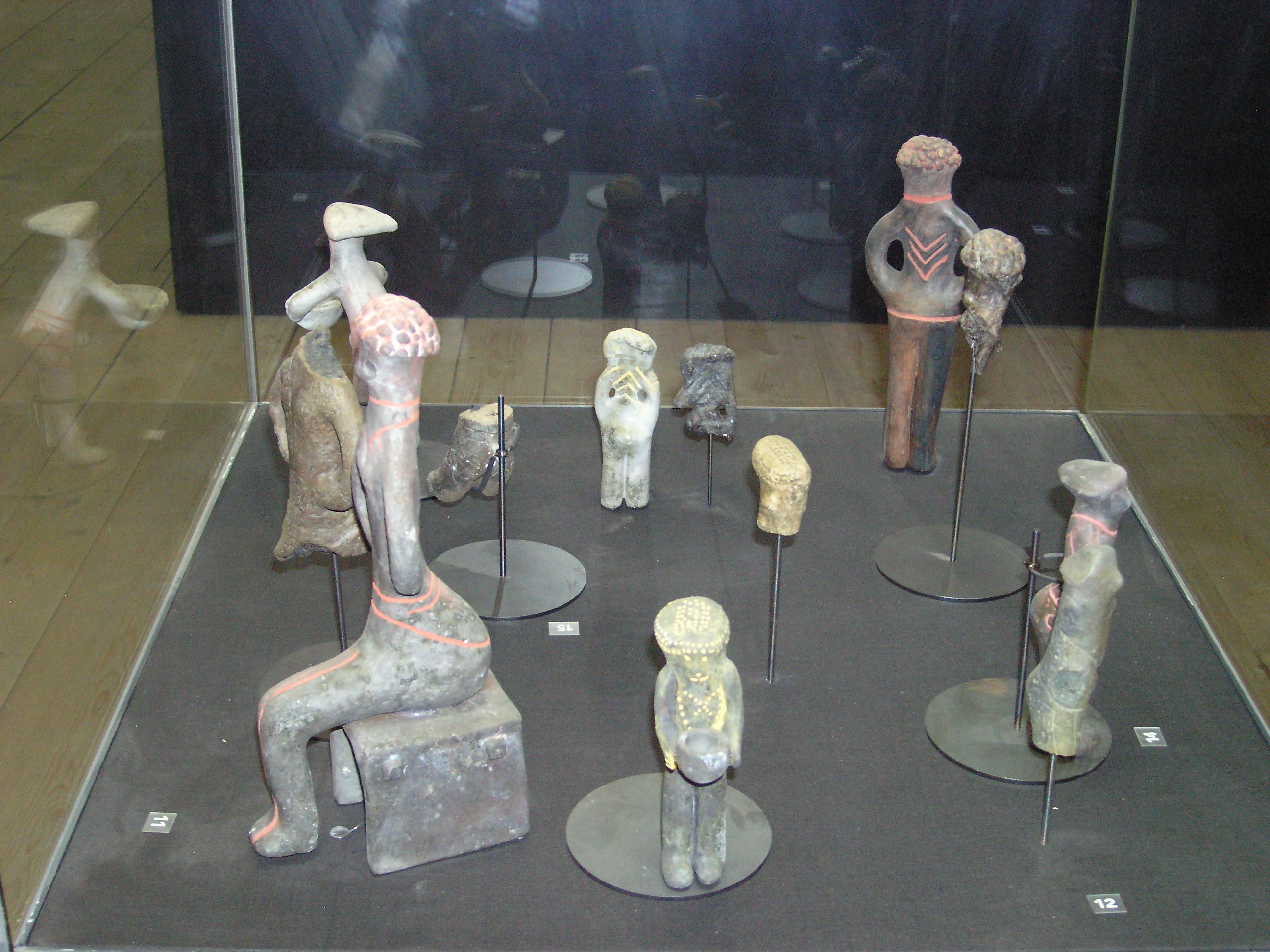
Bandkeramik-Museum Schwanfeld, Repliken von Idolfiguren der linearbandkeramischen Kultur

Figurale Kleinplastiken sind aus Ton gefertigt, von geringer Größe und wurden fast immer zerbrochen aufgefunden. Bandkeramischen Ursprungs sind die Darstellungen der runden Augenhöhlen, das Verzierungselement der ineinander gestellten Winkel, die oft in die Seiten gestemmten Arme und die Lockenfrisur einiger Statuetten. Während von den mittelneolithischen Kulturgruppen im Westen Deutschlands (Großgartacher Kultur, Rössener Kultur, Hinkelstein-Gruppe) keine anthropomorphe Plastik bekannt ist, gibt es einige Figurinen der Stichbandkeramik in Sachsen und Böhmen, sehr vielfältige und zahlreiche Figurinen dagegen in der gleichzeitigen östlichen Lengyel-Kultur.
Vielen Figuren, wie die sitzenden („thronenden“) und reich verzierten Plastiken der älteren LBK von Maiersch, fehlen eindeutige Geschlechtsmerkmale. Jens Lüning deutet diese Ritzverzierung – auch die der tiergestaltigen – als Kleidung, was zumindest bei der Darstellung von Gürteln und Halsausschnitten von Kleidungsstücken in verschiedenen Fällen plausibel ist. Hermann Maurer (1998) fokussiert hingegen stärker auf Ornamente, die an Skelettdarstellungen erinnern und von ihm im Sinne eines kulturübergreifenden „Röntgenstils“ verstanden werden.
Das Bruchstück des in die mittlere bis jüngere LBK datierenden „Adonis von Zschernitz“ stellt neben der Plastik aus Brunn-Wolfsholz die bisher älteste eindeutig männliche bandkeramische Tonfigur dar. Dieter Kaufmann ging 2001 davon aus, dass diese Figürchen absichtlich zerbrochen wurden, die als sogenannte Substitutopfer gedient haben könnten. Dafür spricht, dass die Plastiken nicht nur an herstellungsbedingten Schwachstellen (Kopf, Arme, Beine), sondern auch am Rumpf zerbrochen waren, etwa der besagte „Adonis von Zschernitz“. Alle Plastiken stammen – sofern es keine Lesefunde sind – aus Haus- oder Siedlungsgruben, was eine kultische oder rituelle Bedeutung im Haus nahelegt.

### Figuralgefäße

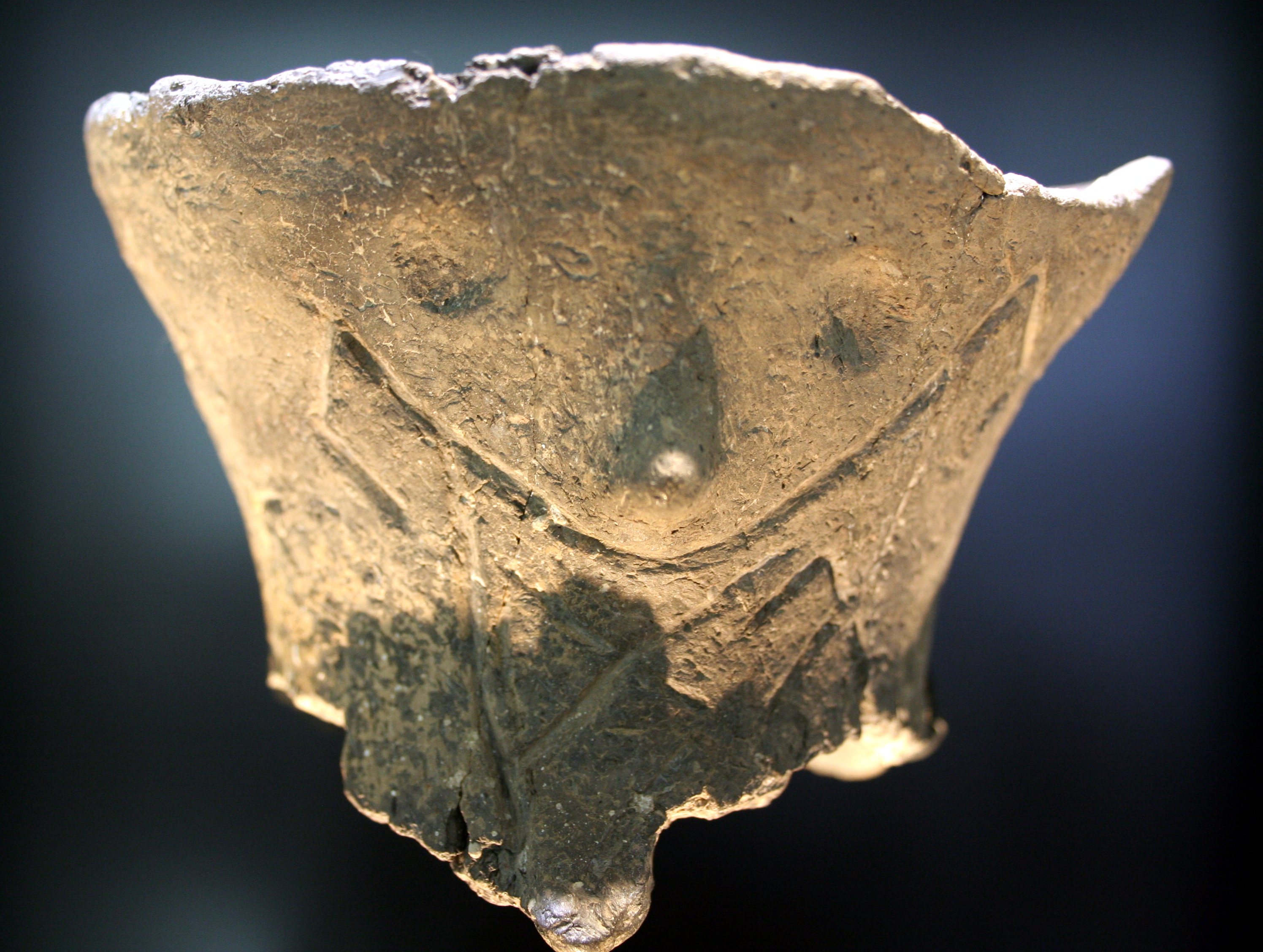
Gesichtsdarstellung auf einer Vorratsflasche, Seelberg, Stuttgart-Bad Cannstatt; Landesmuseum Württemberg, Stuttgart

Neben der Plastik kommen auch menschen- und tierförmige Figuralgefäße vor. Manche Gefäße – etwa die flaschenförmigen der älteren Linearbandkeramik von Ulrichskirchen und Gneidingen – weisen Gesichtsdarstellungen auf, oder sie stehen auf menschlichen Füßen.

### Kleidung (textiles Inventar), Kopfbedeckungen und Haartrachten abgeleitet aus Statuetten
Für Jens Lüning (2005), (2006) stellen die figürlich-anthropomorphen Darstellungen aus Ton ein bedeutsames Quellenmaterial dar, um Haartrachten, Kopfbedeckungen aber auch Kleidungsstücke von Männern und Frauen der seinerzeitigen Kultur zu rekonstruieren. Die auch als Idole bezeichneten Figurinen sind zumeist zwischen 10 und 35 cm hoch und hätten, so die Arbeitshypothese, im Ahnenkult eine wichtige Rolle gespielt. Neben diesen Gegenständen bezeugen Funde aus bandkeramischen Siedlungen, wie etwa die Spinnwirtel und Webgewichte, dass man prinzipiell Fasern, wahrscheinlich Flachs oder Lein und wollartige Fasern verspann. Weitere Indizien sind Funde aus bandkeramischen Brunnen, die man als grobe bis feine Geflechte beschrieb. Ferner existiert der Abdruck eines Leinengewebes auf einem Hüttenlehmbrocken aus Hesserode, Landkreis Melsungen in Nordhessen. Die männlichen Tonfiguren der Bandkeramik weisen überaus häufig vielgestaltige Kopfbedeckungen auf. Lüning vermutet 2006, dass diese aus Leder (Gerben), Geflechten, Leinen oder Filz und auch aus Kombinationen jener Materialien bestanden haben könnten.
Für die Art und Weise, wie Haare getragen wurden, leitete man aus den Darstellungen an den Figurinen verschiedene Haartrachten ab; etwa die sogenannten „Oberkopf-Lockenfrisuren“ und „Hinterkopf-Lockenfrisuren“. Im ersten Falle säßen die Locken auf dem Oberkopfbereich, während im zweiten Falle die Locken am Hinterkopf angeordnet waren, am Vorderkopf hingegen wären dabei die Haare glatt angelegt gewesen. Als eine dritte Form konnte eine „Zopffrisur mit Haarkranz“ abgeleitet werden, sodann eine vierte sogenannte „Bänderhaubenfrisur“ – ein Band teilte die Haare vom Stirn-Oberkopfbereich zum Nacken – und eine fünfte „Schneckenhaubenfrisur“ sowie eine Sechste die (cornrow-ähnliche) „Ährenfrisur“. Inwieweit die auf den Tonfigurinen dargestellten Frisuren aber mit der (Alltags-)Haartracht der Bandkeramiker übereinstimmten bleibt hypothetisch.
Aufgrund der reichen Symbolik auf den Tonfiguren, den Unterschieden in der Form der Haartrachten und der Kopfbedeckungen sowie unterschiedlichen Mustern auf der (figurinen) Kleidung nimmt man an, dass es sich um den Ausdruck entsprechender Kennzeichen der Familien, Lineages und Clans gehandelt haben könnte.

## Gräber und Spiritualität
Die linearbandkeramische Kultur als eine schriftlose Kultur hinterließ keine Aufzeichnungen ihrer Glaubensvorstellungen und ihres Weltbildes. Obgleich schriftlose Kulturen in der Regel über komplexe mündliche Überlieferungen, mündliche Literatur und Erzählungen (Narrative) verfügten, stehen für die wissenschaftlichen Auswertungen aber nur die materiellen Hinterlassenschaften der Bandkeramiker zur Verfügung oder können nur so erschlossen werden. Grundlage einer Rekonstruktion der Religionen können aus diesem Grunde nur (hypothetische) Interpretationen der Ausgrabungsberichte sein. Eine Konstanz und Regelhaftigkeit, etwa bei der Graborientierung wäre ein Hinweis darauf, dass die symbolischen Signifikanten der Ausrichtung in Bezug auf die Himmelsrichtung bzw. Sonnenlauf, die als solche bekannt sein musste, einen signifikatorischen Gehalt haben könnte.

### Umgang mit den Toten

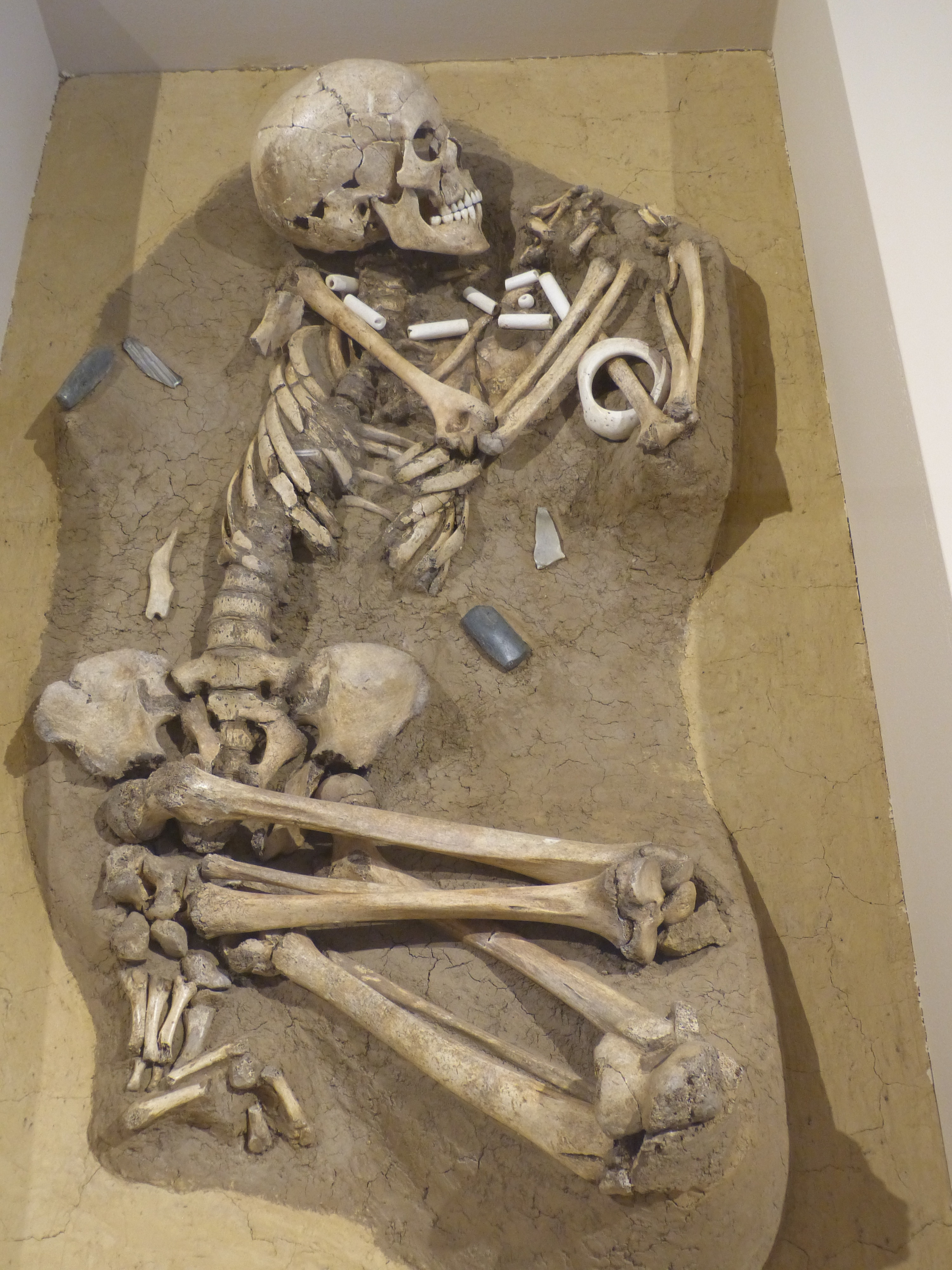
Bestattung im linearbandkeramischen Friedhof von Aiterhofen-Ödmühle (Gäubodenmuseum, Straubing); typischerweise in Nordost-Südwest-Richtung, Blickrichtung oft in östlicher oder südlicher Himmelsrichtung

Für einen Totenkult bzw. ein Begräbnisritual sprechen die im Folgenden aufgeführten Handlungen. Im Zentrum der Trauernden stand der Verstorbene und die ihm mutmaßlich in unterschiedlicher Weise zugutekommenden kollektiven Aktionen.
Es gibt gehäuft auftretende Merkmale, die als charakteristisch für die Bandkeramiker anzusehen sind:
- Anlegen von Bestattungen vorwiegend innerhalb von extramuralen Gräberfeldern, also außerhalb der Siedlungen
- Bestattung nur eines Verstorbenen je Grab
- Ausstattung des Leichnams mit teilweise geschlechtsspezifischen Beigaben
- Bettung des Leichnams in Hockerlage auf der linken Körperseite
- Einhalten einer ungefähren Ausrichtung von Ost nach West[284]

Die Linienbandkeramik kannte Brandbestattungen, Teil- und Körperbestattungen auf Gräberfeldern, in Siedlungen und an anderen Orten. Einzel- und Kollektivbestattungen wurden gefunden, bisweilen beide Bestattungsformen auf demselben Gräberfeld.
Bei den Körpergräbern wurde ein Leichnam zumeist in linker, seltener in rechter Seitenlage hockend gebettet (Hockergrab). Seine Längsachse (anatomisch: Longitudinalachse) entsprach zumeist der Nordost-Südwest-Richtung, die gedachte Blickrichtung oft der östlichen oder südlichen Himmelsrichtung.
Die Toten wurden in Tracht und mit Beigaben bestattet, dabei zeigen sich geschlechtsspezifische Unterschiede. Typische Trachtbestandteile waren Ketten und Kopfschmuck, Armringe und Gürtelschließen. Die Gräber konnten Perlen enthalten, die der Stachelauster (Spondylus gaederopus) entstammten; diese Meeresmuschel ist in der Adria und der Ägäis verbreitet und wurde über weite Strecken gehandelt. Perlen wurden auch aus Stein und Knochen gefertigt. Schmuck aus Schnecken ist im Donauraum belegt, zum Beispiel im großen Gräberfeld von Aiterhofen-Ödmühle. Im Hüft- und Beinbereich lagen oft Knochenknebel mit unklarer Funktion. Von weiteren Beigaben verblieben Mahlsteine, Schuhleistenkeile, Pfeilspitzen, Farbsteine (Rötel, Graphit), Tierknochen, Keramiken, Spondylus- und Quarzitperlen.
Eine zweite Form linienbandkeramischer Grablegungen könnte als Sekundärbestattung gedeutet werden. So fehlten in der Grabenanlage von Herxheim Hand- und Fußwurzelknochen fast vollständig. Scherben vorsätzlich zerstörter Tongefäße zeigten dort Bandmuster aus weit entfernten Siedlungsgebieten; Isotopen-Untersuchungen wiesen sogar menschlichen Zahnschmelz von Nicht-Bandkeramikern nach. Andere Knochenfunde aus Herxheim zeigten jedoch Spuren einer Bearbeitung wie bei Schlachtvieh. Auch die zerstreuten, kleinteiligen Knochenfunde aus der Jungfernhöhle bei Tiefenellern wurden zunächst als Kannibalismus gedeutet; nach detaillierten Untersuchungen ging Jörg Orschiedt für jene jedoch eher von einer Sekundärbestattung aus.
In einer 2021 veröffentlichten Studie wurde über Grabbeigaben – 400 Steinwerkzeuge aus der Zeit vor 7500 bis 7000 Jahren (cal BP) – berichtet, die in Gräbern von insgesamt 621 Verstorbenen gefunden worden waren. Die Autoren der Studie kamen zu dem Ergebnis, dass Männer mit Steinwerkzeugen begraben wurden, die für Holzarbeiten, die Jagd, das Zerlegen von Tieren oder als Waffen verwendet werden konnten, während Frauen mit Steinwerkzeugen begraben wurden, die für die Bearbeitung von Tierhäuten geeignet waren. Dies spiegele vermutlich eine Arbeitsteilung zwischen Männern und Frauen wider.

### Toten- oder Opferritual (Graborientierung)
Nach Norbert Nieszery (1995) lassen sich vier Stufen bandkeramischen Toten- oder Opferrituals nachweisen, die teilweise chronologisch sind:
1. Prothesis und Kulthandlungen am (offenen) Grab (Farbstreuung, Feueropfer, absichtliche Zerscherbung)
2. Manipulation am Leichnam oder an Skeletten (Exhumierung, Leergräber)
3. Zuführung einer endgültigen Deponierungsstelle und häuslicher Kult (archäologisch nicht nachweisbar)
4. Grablegung und Deponierungen, evtl. auch Bauopfer

Dabei finden sich nur Belege (egal welcher Art) für etwa 20 % der zu erwartenden Toten einer Wohnbevölkerung; diese Gruppe hält Nieszery für einen privilegierten Teil der Gesellschaft (siehe Gräberfeld).
So sind unter den Bandkeramikern unterschiedliche Bestattungsformen bekannt, die sich auch hinsichtlich des Beigabeninventars unterscheiden. Durchgängig aber, ob Siedlungsbestattung oder Gräberfeld, weisen die meisten Körpergräber eine gemeinschaftliche Graborientierung oder -sitte auf. Üblicherweise wurden die Toten in linksseitiger Hockerbestattung in Ost-West-Ausrichtung, als in etwa West-Ost-Richtung orientiert und mit Blickrichtung nach Süden beigesetzt bestattet (Graborientierung).
Als Ausdruck dieses Kultes werden von Jörg Orschiedt die Funde aus der Jungfernhöhle, einer neolithischen Kultstätte im Landkreis Bamberg, interpretiert. Rätsel gaben die mindestens 40 meist weiblichen Skelette auf (mindestens 29 waren Kinder unter 14 Jahren), denn alle waren unvollständig. Es kann sich um keine Begräbnisstätte handeln, da die Skelette überdies auch noch verstreut lagen. Alle Schädel waren zertrümmert und einige Röhrenknochen zersplittert, wobei eine Entnahme des Knochenmarks vermutet wurde. In den Kiefern fehlten Zähne.
In der bandkeramischen Sepulkralkultur nahm der Rötelfarbstoff eine bedeutende Rolle ein. Rötelstreuungen innerhalb der Gräber, Einfärbungen der Toten oder Beigaben in Form von geschliffenen Farbsteinen oder mit Rötelpaste gefüllten Gefäßen waren Bestandteil ihres Totenkultes. Rötel taucht überwiegend in den reicher ausgestatteten bandkeramischen Gräbern auf.
So wurden auch am Fundort Herxheim zahlreiche unterschiedliche große Gräberfelder ausgegraben, in denen die Toten in einfachen Erdgruben bestattet worden waren. Wie an anderen Grabungsorten auch wurden die meisten der Leichname für die Bestattung seitlich gelagert, mit angezogenen Armen und Beinen. Insgesamt seltener ist die Anzahl der bestatteten Toten die auf dem Rücken liegend und ausgestreckt oder zuvor verbrannt wurden – wobei die verbrannten Knochenreste dann in eine Grabgrube gelegt wurden.

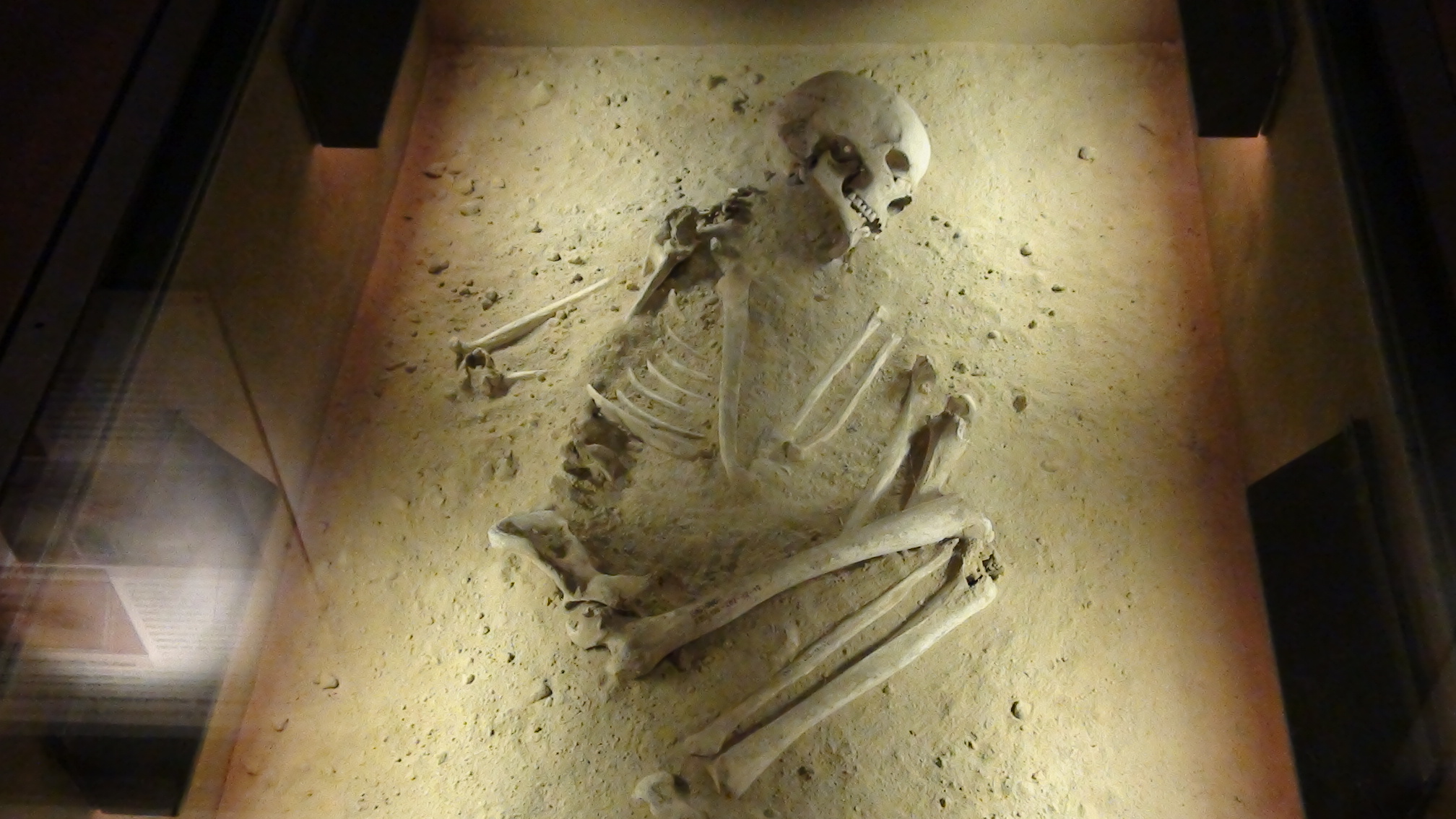
Typische bandkeramische Hockerbestattung, in Linksseitenlage des freigelegten und dokumentierten Befundes aus der Siedlung Herxheim

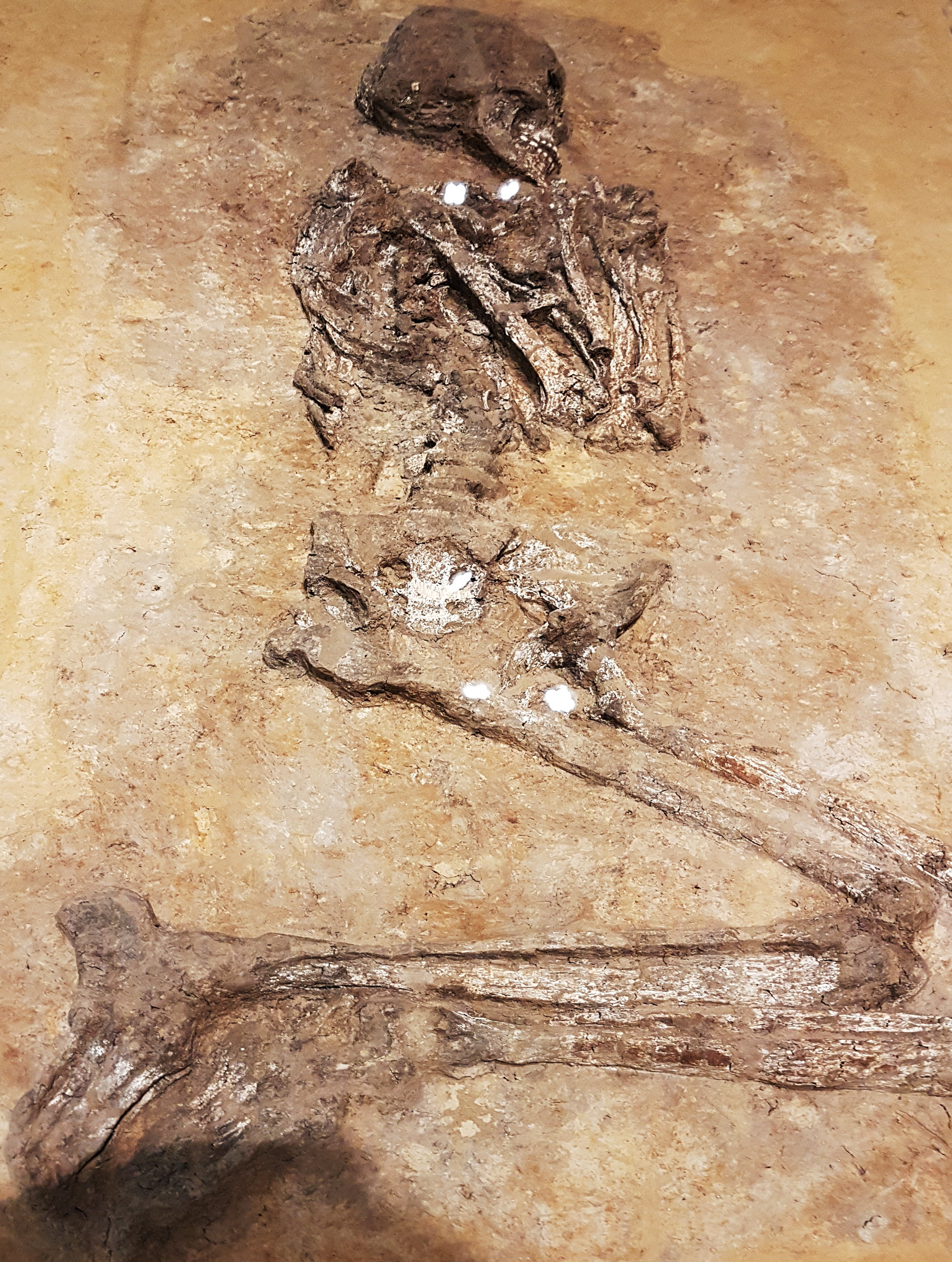
„Lilith“, Skelett einer 20 bis 35 Jahre alten Frau aus der bandkeramischen Epoche des Rheinlandes, Jungsteinzeitliche Siedlung bei Arnoldsweiler

Die Grabbeigaben etwa am Gräberfeld von Stuttgart-Mühlhausen‚ Viesenhäuser Hof waren für die bestatteten Frauen und auch Kinder hinsichtlich ihres Beigabenspektrums vom ubiquitären Rötelfarbstoff abgesehen eher auf Keramiken beschränkt. Hingegen zeigten die Männergräber eine wesentlich variantenreichere Ausgestaltung: Neben Rötel und Keramiken fanden sich Speisebeigaben, Pfeilspitzen, geschliffene Steingeräte, Knochen- und Geweihwerkzeuge, aber auch Ausrüstungsgegenstände zum Beispiel zum Feueranzünden, sowie Spondylusmuschelschmuck und Gewandknebel wurden freigelegt. Ferner gab es noch überdurchschnittlich reiche Grabausstattungen mit Rötelpackungen, Dechseln, Spondylus- und Quarzitperlen sowie Knochenknebeln.
Auffällig ist, dass bei der Untersuchung des Grabbeigabenspektrums in den bandkeramischen Gräberfeldern der Artefaktbestand von Spondylusmuschelschalen, der einem kleinen Kreis von Männern und Frauen vorbehalten schien. Ob diese Fundsituation zu religiösen Funktionsträgern passt, bleibt unbestimmt. Möglicherweise beschränkte sich das Tragen der Muschelschalen aber nicht nur auf eine Funktion als Körperschmuck, etwa aus Gründen des Prestiges. Der Muschelschmuck könnte zugleich Träger magisch-spiritueller Kräfte und das Utensil ritueller Spezialisten gewesen sein.
Das im Jahr 2013 durch ein Grabungsteam des Landesamtes für Denkmalpflege und Archäologie Sachsen-Anhalt aufgefundene Massengrab in Halberstadt kann mit der Radiokarbonmethode (14C) auf den gleichen Zeitabschnitt datiert werden wie die bereits bekannten Gräber aus anderen Teilen Deutschlands und Österreichs. Umfassende Untersuchungen des im Block geborgenen Massengrabs brachten neue Aspekte von kollektiver, tödlicher Gewaltanwendung zum Vorschein. Die Verteilung der Verletzungen an den Schädelkalotten aus Halberstadt unterscheiden sich von denjenigen anderer gleichzeitiger Fundorte. Die Opfer wurden fast nur an einem bestimmten Bereich des Hinterkopfs verletzt, vor allem auf Hinterhauptbein und Scheitelbein. Mit einer Ausnahme handelt es sich um jüngere Männer, die außer den schwerwiegenden Verletzungen, die rund um den Zeitpunkt ihres Todes entstanden waren, kaum andere Gebrechen aufweisen. Kinder fehlen im Massengrab aus Halberstadt völlig. Es wird unter anderen die Hypothese vertreten, dass es sich hier um eine Gruppe von gefangenen Personen fremder Herkunft handelte, die gezielt getötet wurden.

### Hinweise auf Kannibalismus (Herxheim)

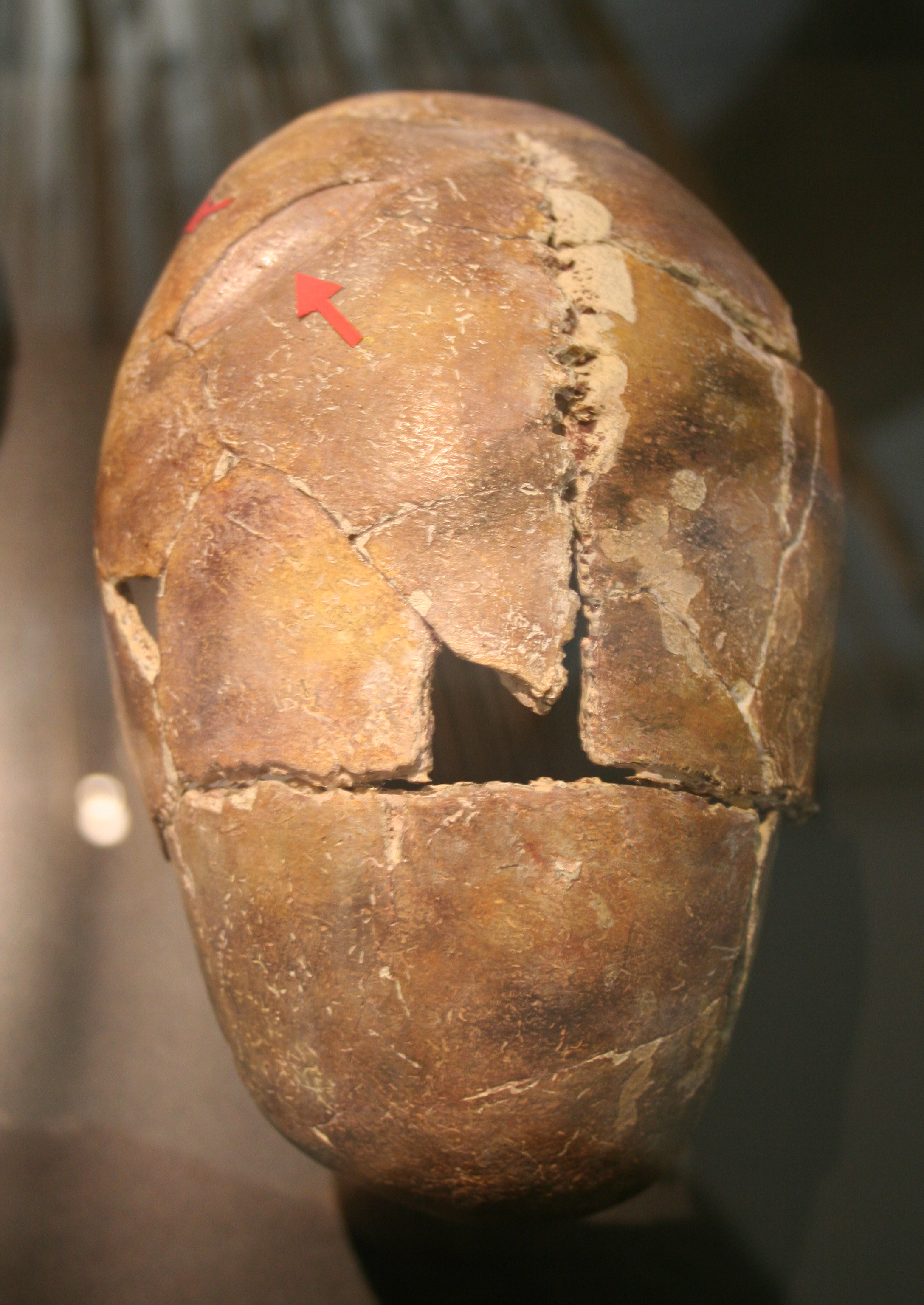
Schädel eines 20 bis 30 Jahre alten Mannes, der im Massaker von Talheim getötet wurde. Landesmuseum Württemberg, Stuttgart

Beim Fundort von Herxheim handelt es sich um eine Siedlung, umgeben von einem doppelten Graben. Die Grundformen der beiden parallelen Gräben sind lange, schmale Erdaushebungen mit teils unterschiedlicher Profilform, so u-förmig, v-förmig, muldenförmig. Zahlreiche dieser langen Gräben wurden, ausgehend von den Verfüllschichten und Fundkonzentrationen in den Gräben, gleichzeitig ausgehoben und fügen sich zu langen Grabensegmenten zusammen. Entgegen anderslautender Interpretationen handelt es sich bei der Anlage von Herxheim eindeutig nicht um ein Massengrab nach kollektiver Gewalt. Damit unterscheidet sich Herxheim auch von anderen jüngeren bandkeramischen Fundplätzen, sei es vom Massengrab von Wiederstedt, sei es von den Massengräbern in Talheim und Schöneck-Kilianstädten, zwei Orten, an denen eine größere Anzahl menschlicher Körper, offenbar Opfer von Gewaltanwendungen (tödliche Schädelverletzungen, Pfeile in Wirbeln etc.) geworden waren und die nicht in der üblichen Bestattungslage der LBK, sondern in Massengräbern beerdigt worden waren.
„Als archäologische Kriterien für Kannibalismus gelten Knochenzertrümmerungen, Hack- und Schnittspuren, Längsspaltung der Röhrenknochen zur Mark- und Öffnung des Schädels zur Gehirnentnahme sowie Feuereinwirkung, die in gleicher oder ähnlicher Weise auch an Tierknochen vorkommen und auf die gleiche Behandlung von Mensch und Tier schließen lassen.“
Ob es denn unter den Bandkeramikern zu einer irgendwie gearteten Form des Kannibalismus kam – Kannibalismus in Extremsituationen (etwa aus Nahrungsmangel) oder aber in seinen rituell oder religiös geprägten Erscheinungsformen – lässt sich aus dem jetzigen Fundmaterial nicht eindeutig belegen. Zwar stammen die Knochen von frisch Verstorbenen, sodass es naheliegt, eine Zerlegung der Körper vor Ort anzunehmen, und weiter deutet die Art der auf dem Knochen hinterlassenen Schnittspuren darauf hin, dass systematisch zerlegt und das Fleisch abgetrennt wurde. Diese Interpretation würde einer Zweitgrablegung im Wesentlichen widersprechen. So ist eine anschließende Ingestion im Sinne von kannibalischen Handlungen damit weder belegt noch nach heutigem Kenntnisstand bewiesen.
Hätte Kannibalismus stattgefunden, wäre zu klären, aus welchen Beweggründen dieser vorgenommen worden wäre. War er die Folge und Konsequenz aus kriegerischen Handlungen, Ausdruck einer krisenhaften Änderung im Verhältnis zwischen Mensch und Umwelt (im Sinne eines ökologischen Erklärungsmodells), war es die Demonstration von Handlungsweisen einer nur lokalen bandkeramischen Kultur, bewegten ausschließlich religiöse Vorstellungen die Menschen in ihrem Tun oder führten die unterschiedlichsten Arten, wie Invasionen, Katastrophen und Epidemien (im Sinne eines nicht-ökologischen Erklärungsmodells) die Bandkeramiker zu solchen Handlungen?
Eine Hypothese ist die der Sekundärbestattung, bei der die Verstorbenen an anderem Ort ein zweites Mal beigesetzt wurden. Einige Archäologen vermuten hierbei ein Totenritual, auf das auch diverse Schäden an den Skeletten hinweisen.
Im Übrigen finden sich nur wenige bandkeramische Fundstellen (Jungfernhöhle, Talheim, Kilianstädten, Halberstadt, Schletz, ohne Gewalteinwirkung das Massengrab von Wiederstedt), in denen anhand der menschlichen Skelette auf einen gewaltsamen Tod der Menschen geschlossen werden kann.

### Hypothesen zu einem spirituellen System
Wie bei allen schriftlosen Kulturen der Vor- und Frühgeschichte können über die Weltsicht oder die spirituellen (religiösen) Vorstellungen der Menschen keine gesicherten Aussagen getroffen werden. Hinweise liefern die menschengestaltigen Plastiken und Ritzzeichnungen, denen in der Forschung stets ein großes Interesse zukam. Sie werden von der Mehrzahl der fachwissenschaftlichen Publikationen in den religiösen Bereich der Bandkeramik eingeordnet (vergleiche Archaische Spiritualität in systematisierten Religionen). Aus den Grabbeigaben schließen einige Autoren, dass die Handlung in einem religiös-spirituellen Narrativ eingebettet sein müsse; eine Position, die nicht unwidersprochen blieb.
Von diesen Erzählungen kann man vermuten, dass sie die natürliche mit einer übernatürlichen Welt verbanden und von Ritualen begleitet waren. Das Narrativ wird dabei nach Clive Gamble durch die Vorstellungskraft menschlicher Gemeinschaften getragen, die es ermöglicht, über das Hier und Jetzt hinaus zu imaginieren und die Inhalte versprachlicht untereinander zu tauschen. Gamble zufolge förderten diese Vorstellungssysteme als integraler Bestandteil des sozialen Lebens nicht nur das Gemeinschaftsgefühl einer einzelnen lokalen Gruppe, sondern schufen über eine größere territoriale Distanz hinweg eine Form von identischer (kultureller) Gemeinschaft.
Ferner sind die zugrundegelegten wissenschaftlichen Konstrukte oder Konzepte zum Matriarchat oder der (religiösen) Verehrung einer Muttergöttin in der wissenschaftlichen Diskussion zum Teil nur schwach belegt oder müssen in einen anderen Deutungsrahmen eingeordnet werden; auf jeden Fall geben sie vielfach Raum zu einer ideologisch gefärbten Diskussion. Hieraus leitet sich schlüssig ab, dass die Schlussfolgerungen, die sich als Fundinterpretation darstellen und eben jene hypothetischen Konstrukte zugrunde legen, nur mit hinreichender Kritik gelesen werden dürfen. Einige Forscher gehen bei der Interpretation der Funde bzw. des Fund- und Siedlungskontextes von der Annahme aus, dass die bandkeramischen Langhäuser einen Hinweis auf eine Matrilokalität gäben. Eine hypothetische Interpretation, die das Wohnen der Frauen in einem bandkeramischen Langhaus als dauerhaft betrachtet, so das mehrere Generationen eines weiblichen Clans (der generativen Zugehörigkeit über eine Mütterlinie) das mütterliche Langhaus nicht verließen.

#### Fruchtbarkeitskult
Die Jahreszeiten mit dem Ansteigen und Abfallen der Wasserstände in den Flüssen, und der Lauf der Gestirne wiederholen sich periodisch, ebenso damit verbunden die Saat und Ernte oder die Geburten der Haus- und Wildtiere. Einige Forscher bringen mit der neuen Produktionsweise (Ackerbau, Viehhaltung) und infolge der Beobachtung vom Werden und Vergehen in der Natur eine Verehrung der Fruchtbarkeit in Verbindung. Als deren Manifestation sei die Frau und ihre Gebärfähigkeit verstanden worden. Daher wird vermutet, dass die bandkeramischen Plastiken Frauen oder Göttinnen darstellten.
Ernst Carl Gustav Grosse teilte 1896 die Wirtschafts- oder Produktionsformen in fünf Kategorien ein, die Bandkeramiker bildeten die Kulturstufe des niederen oder frühen Ackerbaus. In diesen Kulturen hatten die Frauen oder das Weibliche eine auffallend hohe Position, was etwa in den bildlichen Darstellungen zutage tritt. Die Gruppen waren demnach matrilokal organisiert.
Svend Hansen ist dagegen der Auffassung, dass die Verbindung zwischen Frau und Fruchtbarkeit ein Konstrukt des 19. Jahrhunderts sei und keinesfalls auf das Neolithikum übertragen werden könne. Ein entwickelter Kult um eine weibliche Gottheit mit Tempelanlagen und dazugehöriger Priesterschaft lasse sich für das Neolithikum im archäologischen Fundinventar nicht feststellen. Seine Kritik stützt sich vor allem darauf, dass das Geschlecht bei vielen Statuetten nicht eindeutig bestimmbar sei. Daraus folgert er, dass die Zuweisung des weiblichen Geschlechts bei den Statuetten auf bloßer Interpolation beruhte. Mit der Infragestellung des weiblichen Geschlechts bricht seiner Auffassung nach die Theorie vom Kult um eine Fruchtbarkeitsgöttin zusammen.

#### Urmutter
Auf den Keramiken gibt es recht häufig das Motiv von stilisierten Figuren mit erhobenen Armen und meist gespreizten Beinen. Auch wenn das Geschlecht meist nicht erkennbar ist, vertrat die Religionswissenschaftlerin Ina Wunn 2014 die Auffassung, dass es sich um Frauen in Empfängnis- oder Gebärhaltung handle und um ikonografische Darstellungen einer Urmutter, wie sie beispielsweise auch in Çatalhöyük gefunden wurden. Sie soll mit Geburt oder Wiedergeburt und Tod verbunden gewesen sein. Ob es in der Bandkeramik einen Kult um eine „Urmutter“ gegeben hat, kann aus dem Fundgut nicht erschlossen werden. Wunn vermutete 1999, dass es keine „Fruchtbarkeitskulte“ gegeben habe. Kultdramen einer sich im Jahresverlauf wandelnden Gottheit, die mit dem Wandel der Natur in Verbindung gebracht wurde, seien viel späteren Datums und könnten für das Neolithikum nicht belegt werden. Wunn vermutet auch, dass die übrigen Frauenplastiken Ahnen- und Schutzgeister darstellen, einige auch als Amulette getragen worden seien.

#### Ahnenkult
Die Interpretation der Plastiken und Ritzzeichnungen als Ahnenfiguren wurde ebenfalls aus der neolithischen Wirtschaftsweise abgeleitet. So wäre es für ackerbauende Gesellschaften notwendig gewesen, ihren Landbesitz durch die Existenz von Ahnen zu legitimieren. Auch Ina Wunn (2009) vermutet einen Hauskult mit seiner Verehrung der Vorfahren als Bestandteil im religiösen Leben der Bandkeramiker, wobei die Sekundärbestattungen zum einen den Ahnenkult bezeugten und anderseits in diesem Ritual die Feier des Todes als Transformations- und Übergangsstadium zum Ausdruck gekommen sei. Von Vertretern der Ahnenthese wie Jens Lüning wird hauptsächlich auf folgende archäologische Befunde hingewiesen:
- Der Befund in Häusern, vor allem in der Nähe der Herde. Die Vorstellung, dass die Ahnenverehrung an den häuslichen Bereich geknüpft ist, wird in der Archäologie von der Religionswissenschaft übernommen.[325]
- Manche der anthropomorphen Plastiken sind Miniaturgefäße. Diese werden im ethnologischen Zusammenhang mit Speise- und Trankopfern in Verbindung gebracht.[326]
- Maskentragende Plastiken oder maskenhafte Züge einiger Gesichtsdarstellungen. Die Verknüpfung von Masken und Ahnenverehrung leitet sich sowohl aus ethnologischen als auch aus historischen Analogien ab.[327]

Funde von Figurinen oder Idolen, die zumeist zwischen 10 und 35 cm hoch sind, werden in der Arbeitshypothese so gedeutet, dass sie eine wichtige Rolle im Ahnenkult spielten (Bilderverehrung). Alles zusammen ist jedoch der bandkeramischen Kultur nicht explizit oder belegt zuzuordnen.

#### Substitutionsopfer
Dieter Kaufmann deutete 1989 die anthropomorphen Tonstatuetten der Linienbandkeramik als Substitutopfer – als Ersatz für Menschenopfer. Ausgangspunkt seiner Überlegung ist ein von ihm untersuchter und dokumentierter Befund eines Menschenopfers im Graben des jüngstlinienbandkeramischen Erdwerks von Eilsleben, Landkreis Börde, westlich von Magdeburg. In einer Tiefe von 1,25 m (unter Planum) wurde etwa in der Mitte des Grabens eine Feuerstelle freigelegt, die Holzkohle, Lehmbewurf, kalzinierte Feuersteine und das Fragment einer Reibeplatte enthielt. Östlich davon lagen direkt daneben das Bruchstück einer Schleifplatte sowie sieben Fragmente von Reibeplatten, direkt darunter der Oberschädel einer Urkuh mit Schlagverletzung in der Stirn. Unter dem Schädel des Urrindes wurde in einer Tiefe von 1,37 m bis 1,50 m das Skelett einer 17– bis 19-jährigen Frau freigelegt, das derart extrem gehockt war, dass schon bei der Ausgrabung eine Fesselung der Extremitäten vermutet wurde. Der Kopf der Toten war stark nach hinten gedrückt, so dass die Halswirbel eine extreme Krümmung aufwiesen. Im Bereich des ONO (Kopf)- WSW ausgerichteten Skeletts fanden sich jüngst linienbandkeramische Scherben. Eine Holzkohle-Probe aus der Feuerstelle ergab folgendes 14C-Datum: Bln-1431:5903±60 BP; 1 Sigma (68,2 %) = 4900–4720 BC.
Kaufmann (1989, 2002, 2003) vertrat die Auffassung, dass diese Figürchen absichtlich zerbrochen wurden und dass sie als Substitutopfer – als Ersatz für Menschenopfer – gedient haben. Für die symbolische „Tötung“ dieser Plastiken spräche, dass die Tonstatuetten nicht nur an herstellungsbedingten Schwachstellen (Kopf, Arme, Beine), sondern auch am Rumpf zerbrochen wurden.
Die Reibeplatten, offensichtlich bewusst zerschlagen, verweisen auf das rituelle Zermahlen von Getreide. In diesem Kontext wird man ebenfalls den Urrindschädel mit Schlagverletzung in der Stirn kultisch deuten. Diese offensichtlich inszenierte Niederlegung mit der ursprünglich gefesselten Leiche einer jungen Frau im Mittelpunkt deutet Dieter Kaufmann als Menschenopfer, dargebracht im Rahmen einer Opferzeremonie vielleicht durch eine Dorfgemeinschaft, worauf auch die große Zahl von zerbrochenen Reibeplatten verweisen könnte. Seiner Meinung nach wurden anstelle solcher Menschenopfer in der Linienbandkeramik Substitutopfer in Form von anthropomorphen Tonstatuetten verwendet. Auffällig ist nämlich, dass diese Statuetten in der Regel zerbrochen aufgefunden werden, oftmals nicht an den Sollbruchstellen. Der Autor interpretiert den Vorgang als symbolische Tötung der Opfergaben anstelle des Menschenopfers, möglicherweise vorgenommen bei Hausopfern durch Familien oder Hausgemeinschaften.

## Regionalchronologische Gliederung
| Regionen in Mitteleuropa | Köln-Lindenthal, Rheinhessen | Rhein-Maas-Gebiet     | Untermaingebiet | Mitteldeutschland, Sachsen | Mähren, Niederösterreich |
| Bearbeiter               | Buttler/Koehl                | Dohrn-Ihmig/Modderman | Meier-Arendt    | Hoffmann/Quitta            | Tichý                    |
| Älteste LBK              | keine                        | keine                 | Stufe I         | älteste LBK                | Stufe I a                |
| Ältere LBK               | Stufe I Flomborn             | Stufe Ia/b            | Stufe II        | Stufe I                    | Stufe I b                |
| Mittlere LBK             | Stufe II Worms               | Stufe I c/d           | Stufe III       | Stufe II                   | Stufe II a Notenkopf     |
| Jüngere LBK              | Stufe III                    | Stufe II a/b          | Stufe IV        | Stufe III                  | Stufe IIb NKK/Žseliz     |
| Jüngste LBK              | Stufe IV                     | Stufe II c/d          | Stufe V         | Stufe IV                   | Stufe III Šárka          |

## Ende der Bandkeramik
Der Übergang vom Mittel- zum Spätneolithikum (Saarbrücker Terminologie) wird durch den Wandel der Linienbandkeramischen Kultur in kleinräumigere Gruppen gekennzeichnet. Tatsächlich wird dieser Prozess als das Ergebnis regionaler Entwicklungen betrachtet. So ist die LBK schon ab ihrer 3. Stufe (sog. Jüngere LBK) in deutlich unterscheidbare Untergruppen zerfallen: Rhein-, Donau-, Elbe-, Oder-Gruppe (benannt nach den wichtigen Flusssystemen, an denen die LBK sich nach Mitteleuropa hineinentwickelt hat), was angesichts der enormen Größe des ursprünglichen Territoriums nicht verwundern kann.

### Mögliche Ursachen

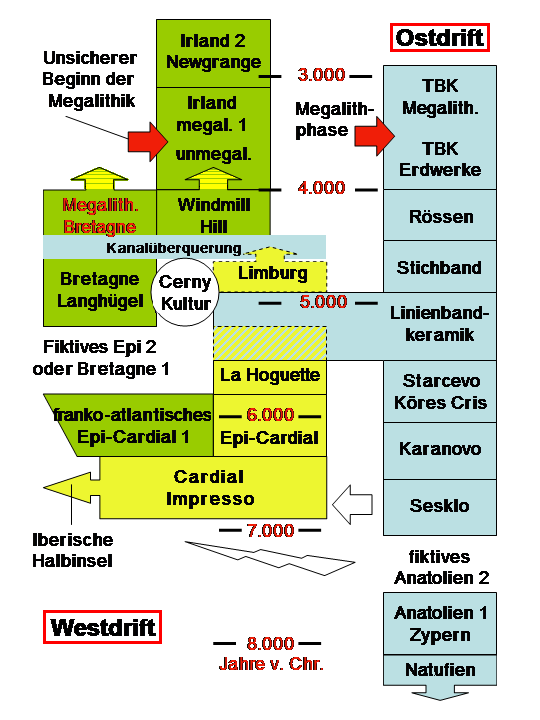
Verbreitungswege vorausgehender und nachfolgender Kulturen

Der Zerfall der linearbandkeramischen Kultur wurde von ansteigenden Temperaturen – dem Optimum 3 des Holozäns – im atlantischen Raum begleitet. Damit entfällt zumindest eine längerfristige Klimaverschlechterung als Ursache. Dennoch könnten, so schrieb Detlef Gronenborn 2007, klimatische Fluktuationen mit Trockenphasen zum Ende der bandkeramischen Kultur prekäre Lebensbedingungen hervorgebracht haben. Verschiedene Klimaproxydaten unterstützen eine solche Hypothese, denn phasenweise trockenere Umweltbedingungen mögen etwa die Ursache für das Aufsuchen von höheren und damit niederschlagsreicheren Siedlungsgebieten gewesen sein.
Teilweise wird über zunehmende Spannungen als Ursache spekuliert. Ein Fund aus Talheim deutet auf Konflikte am Ende der Bandkeramik hin. In Talheim fanden sich die Skelette von 18 Erwachsenen und 16 Kindern und Jugendlichen regellos in ein Massengrab geworfen. Das Fehlen von Grabbeigaben spricht gegen eine reguläre Bestattung; anthropologische Untersuchungen ergaben im Gegenteil, dass fast alle Individuen beim Massaker von Talheim von hinten erschlagen oder erschossen wurden. Bei den Tatwerkzeugen handelte es sich um quergeschäftete Steinbeile und Pfeile. Es ist also anzunehmen, dass die Täter ebenfalls Bandkeramiker waren. Weitere Belege für gewaltsam zu Tode gekommene Menschen innerhalb der Bandkeramik liegen unter anderem vom Massaker von Schletz und aus Herxheim, vom Massaker von Kilianstädten und aus Vaihingen an der Enz vor.
Der Tübinger Ur- und Frühgeschichtler Jörg Petrasch versuchte methodenkritisch, die Rate der Gewalttätigkeiten auf die Gesamtpopulation in der Bandkeramik hochzurechnen und kam zu dem Schluss, dass solche Massaker keine singulären Ereignisse gewesen sein können. Demnach müssen Gewalttätigkeiten in den bandkeramischen Gesellschaften regelmäßig, wenn auch selten, vorgekommen sein.
Befunde wie jene aus Herxheim oder Vráble deuten an, dass nicht unbedingt bzw. überall das Ende der Bandkeramik durch Gewaltäußerungen geprägt ist. Hier scheint sich das vormals standardisierte Bestattungswesen zu verändern und es wurden neue Rituale eingeführt. Am Ende der Linearbandkeramik lassen sich in Vráble jedoch auch Abspaltungtendenzen (Bau einer Grabenwerkes) nachweisen, was als Indiz für innergesellschaftliche Konflikte gewertet werden kann.
Eine weitere Ursache der Spannungen wird in der Bevölkerungs- und Siedlungsdynamik der jüngeren Bandkeramischen Kultur gesehen, in der ein Auseinanderdriften anhand von exemplarischen Siedlungmustern nachgewiesen wurde. Nach Erich Claßen endete die „rheinische Bandkeramik“ um etwa 4950 v. Chr. mit einer Phase niedriger Besiedlungsdichte, so dass es zu einer teilweisen Wiederbewaldung der Siedlungsflächen kam; dies wird als „erste neolithische Krise“ charakterisiert. Nach Claßen handelte es sich jedoch nicht um ein abruptes, katastrophales, durch äußere (klimatische) Einflüsse verursachtes Ereignis, sondern vielmehr um das Ergebnis eines längeren innergesellschaftlichen Entwicklungsprozesses.
Die anhaltende Versorgung mit dem Rohstoff Silex war grundlegend für die Bandkeramiker, da sämtliche schneidenden, kratzenden, sägenden und schlagenden Werkzeuge aus diesem Material gefertigt wurden. In der Endphase der Bandkeramik um 5000 v. Chr. wurde Silex zur Mangelware. Offenbar kam es, so Hermann Parzinger, zu Störungen weitreichender Rohstoffnetzwerke.

### Diskussion der Funde
Eine hohe Anzahl von Gräberfeldern aus der Epoche der LBK zeigt regelhaft ein Fehlen jeglicher Spuren von Traumata und damit physischer Gewalt. Somit wurden zahlreiche Individuen mit physischer Gewalt wahrscheinlich nicht konfrontiert. Deutliche Anzeichen für eine höhere Frequenz von Gewaltakten, und dies auch in einem größeren Ausmaß, liegen hingegen aus der Spätphase der LBK vor.
Manche Forscher sehen in ihnen Kennzeichen einer kollabierenden Gesellschaft, die durch die zunehmende Zersiedelung der Landschaft in eine Ressourcenverknappung geriet. Es wird auch die These vertreten, dass die Massakergräber heftige gesellschaftliche Auseinandersetzungen und Kämpfe um Land-, Weide- und Ackerrechte dokumentieren.
Die These der Ressourcenverknappung kann durch die immer kürzer werdenden Distanzen des importierten Feuersteins nachvollziehbar dokumentiert werden, das heißt, die weitreichenden Handels- oder Transferkontakte nehmen zum Ende der LBK ab. Gleichzeitig setzt ein erstes „professionelles“ Ausbeuten der lokalen Lagerstätten ein (Feuersteinbergwerk von Abensberg-Arnhofen). Das kann als erfolgreiche Maßnahme gegen die „Verknappung“ gedeutet werden.
Auch eine gesteigerte Nutzung der Haustier-Ressourcen (von der „lebendigen Fleischkonserve“ zur spezialisierten Rinderzucht) ist zu bemerken; besonders drastisch in der Hinkelstein-Gruppe (früher: LBK 5), was durch die mächtigen Fleischbeigaben, ganze Rinderviertel und mehr, in den Gräbern belegt ist. Auch hier ist keine „Verknappung“ festzustellen.
Vergleiche der späten LBK-Gefäße mit jenen Kulturen, die auf ihrem Gebiet direkt folgen (Hinkelstein- / Groß-Gartach, Stichbandkeramik, Lengyel), zeigen einen bruchlosen Übergang von der jeweiligen LBK-Gruppe in die Folgekultur.
Die größte LBK-Affinität zeigen jene Gebiete, die dem Ursprungsgebiet der LBK am nächsten liegen: Die Lengyel-Kultur hat einen besonders fließenden Übergang, wohingegen sich die westlichsten Nachfolgegruppen der LBK deutlicher abgrenzen lassen.

### Nachfolgende Kulturen
Die Linienbandkeramik ist die wichtigste Kultur des mitteleuropäischen Frühneolithikums. Ihr Ende markiert (nach der Chronologie von Jens Lüning) zugleich den Übergang zum Mittelneolithikum. Nachfolgekulturen der Linienbandkeramik sind
- in Frankreich: die Gruppe Villeneuve-Saint Germain
- in Südwest- und Mitteldeutschland: der Kulturkomplex Hinkelstein/Großgartach/Rössen
- in Böhmen, Teilen Österreichs und Polens sowie im Elbe-Saale-Gebiet: die Stichbandkeramik
- in Bayern: die Gruppe Oberlauterbach sowie das Südostbayerische Mittelneolithikum (SOB)
- in Ungarn, Mähren, Niederösterreich und Südpolen: die stark aus Südosteuropa beeinflusste Lengyel-Kultur mit ihren Untergruppen
- im Gebiet der Großen Walachei (um Bukarest): die Cucuteni-Kultur entstanden aus einer Verschmelzung unter anderem mit der Vinca

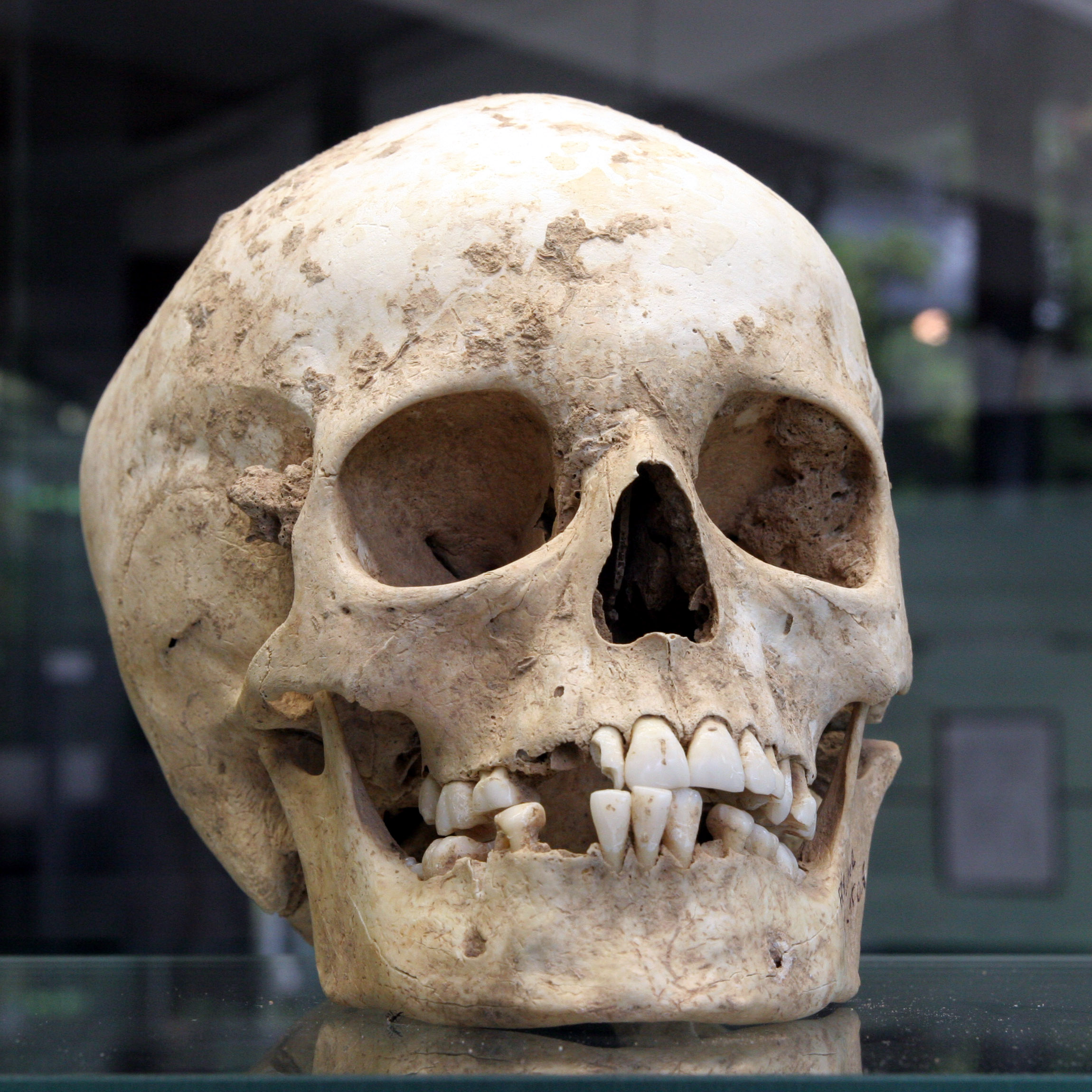
Schädelfund aus der Grubenanlage von Herxheim bei Landau/Pfalz (Museum des Institutes für Geowissenschaften an der Ruprecht-Karls-Universität in Heidelberg)

## Populationsgenetik der Bandkeramiker
aDNA-Studien zeigen, dass die frühen neolithischen europäischen Bauernpopulationen (European Neolithic farmers; ENFs) und damit auch die Linienbandkeramiker in erster Linie genetische Nachkommen der anatolischen neolithischen Bauern (Anatolian Neolithic farmers; ANFs) waren.
Ihre genetische Signatur unterschied sich deutlich von den in Mitteleuropa zuvor ansässigen mesolithischen Jägerkulturen (Westeuropäische Jäger und Sammler; Western Hunter-Gatherers; WHGs). Obwohl das genetische Erbe der anatolischen Bauern in der DNA der Linienbandkeramiker dominierte, kam es auch zu genetischem Austausch zwischen den einwandernden Bauern und den ansässigen Jägern.
Die Bandkeramiker haben – nach dem heutigen Forschungsstand – im Genpool der Europäer nur sehr geringe Spuren hinterlassen. Dabei sind die wissenschaftlichen Interpretationen der gefundenen Ergebnisse hinsichtlich der genetischen Verteilung spezieller Haplotypenvariationen in den bandkeramischen Kulturen noch sehr im Fluss.

## Überlegungen zur Sprache der Bandkeramiker
Die neolithischen Kulturen waren schriftlose Kulturen. Oralität bezeichnet in diesem Zusammenhang die Weitergabe und Schaffung von narrativem Gruppenwissen und damit auch von Erklärungen zu technisch-instrumentellen Fertigkeiten (Hausbau, Töpfertechniken, Steinbearbeitung, Viehhaltung, Brunnenbau usw.), Vorgängen, welche die LBK, deren Gruppenstruktur sowie deren -identität formten.
Dass die Bandkeramiker eine entwickelte und anfangs wohl einheitliche Sprache gesprochen haben, scheint plausibel. Jens Lüning (2003) vermutet, dass zur Errichtung eines Langhauses ein differenziertes sprachliches Begriffssystem nötig gewesen sei, um die benötigten Gegenstände und Arbeitsschritte logistisch sinnvoll aufeinander abzustimmen und einzusetzen.
Zudem weist die LBK innerhalb ihrer weitgezogenen geographischen Grenzen und über die Zeit hinweg eine hohe Einheitlichkeit in ihrem Siedlungs- und Hausbau, in der Fertigung der Keramiken, aber auch in den genutzten Steinwerkzeugen auf. Hätte jede Mikroregion eine eigene Sprache (Dialekt) mit variierter Phonetik und eigenem Wortschatz entwickelt, dann wäre im vertikal-diachronen Kulturtransfer vermutlich auch das anfangs einheitliche Erscheinungsbild der früheren Bandkeramikkultur verloren gegangen. Diese Überlegungen lassen auf eine „einheitliche Sprache“ (vielleicht auch auf gemeinsames religiös-spirituelles Handeln) schließen.
Welcher Sprachfamilie die Bandkeramiker angehört haben, ist Gegenstand vieler Hypothesen. Ein Zusammenhang mit einem Derivat aus der indoeuropäischen Ursprache scheint angesichts der jeweiligen unterschiedlichen Zeitrahmen für die Migrationsbewegungen (Ausbreitung der Indoeuropäer gegenüber der Ausbreitung agrarischer Kulturtechniken) eher unwahrscheinlich. Dennoch werden Belege angeführt, um die Hypothese zu belegen. So nimmt etwa Gerhard Jäger an, dass die indoeuropäische Ursprache vor 9800 bis 7800 Jahren gesprochen wurde. Dies sei mit der sogenannten „anatolischen Theorie“ zum Ursprung des Indogermanischen kompatibel, wonach die ersten Indogermanen anatolische Bauern waren und die Ausbreitung des Indogermanischen mit der Verbreitung der Landwirtschaft verbunden gewesen sei.
Wenn die Bandkeramiker ihren Ursprung in der Starčevo-Körös-Kultur oder in einer anatolischen Kultur hatten, die sich sukzessive in nordwestlicher Richtung nach Mitteleuropa ausbreiteten – dabei ist die allgemeine, geringe Bevölkerungs- oder Besiedlungsdichte zu berücksichtigen –, so muss man mutmaßen, dass die mittelsteinzeitlichen Ortsansässigen mit ihrer mehr als 30.000 Jahre andauernden eigenständigen kulturellen Entwicklung und die der Einwanderer ihre jeweiligen Unterschiedlichkeiten aufrechterhielten. Ferner muss man annehmen, dass die Mitglieder der beiden Bevölkerungsgruppen unterschiedliche Sprachen sprachen.
Die verbliebenen Diffusionisten, die die Aneignung der Kulturtechniken durch die lokale spätmesolithische Bevölkerung verwirklicht sehen, räumen zwar eine vorderasiatische oder innereuropäische Migration ein, sehen aber in den Bandkeramikern die Nachkommen mesolithischer Jäger und Sammler, die das „Agrarpaket“ übernommen hätten. Dann hätten die verschiedenen miteinander in Berührung tretenden Sprachräume über einen Sprachkontakt den komplexen Kulturtransfer ermöglichen müssen. Ein solcher Austausch kann durch direkte Nah- oder Fernkontakte zwischen Vertretern der über die Agrartechniken verfügenden Volksgruppen erfolgt sein, wobei man unter Fernkontakten Beziehungen versteht, die nicht durch räumliche Nähe in der unmittelbaren Heimat erfolgen, sondern zum Beispiel durch Handelsbeziehungen stattfinden.

## Bedeutende Fundorte

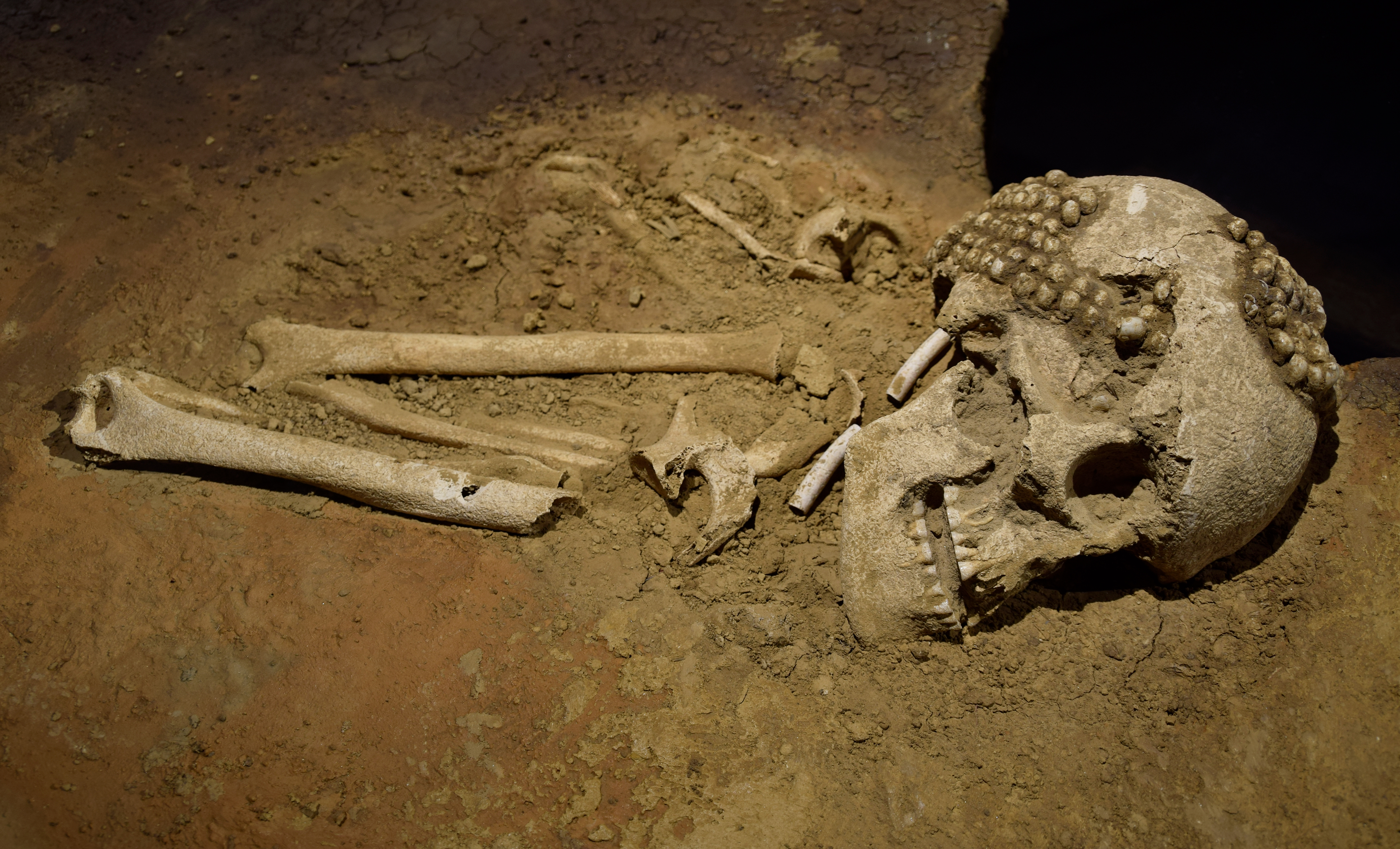
„Die Tote von Niederpöring“, ausgestellt im Museum Quintana

- Ammerbuch-Pfäffingen, Landkreis Tübingen[369][370]
- Jungsteinzeitliche Siedlung bei Arnoldsweiler, Düren, Rheinland
- Blessem (Rhein-Erft-Kreis)
- Borgentreich-Großeneder in der Warburger Börde
- Breiteneich
- Bründeln
- Buchbrunn
- Bylany
- Kreisgrabenanlage Dresden-Nickern
- Eilsleben
- Elsloo[371]
- Erdwerk von Esbeck
- Essenbach (Kreis Landshut)[372][373]
- Eythra[374]
- Grafensulz
- Harsum, Landkreis Hildesheim[375]
- Grabenanlage von Herxheim bei Landau/Pfalz
- Gräberfeld von Kleinhadersdorf
- Massaker von Kilianstädten
- Kückhoven[376]
- Langweiler 8
- Mangolding (Mintraching)[377]
- Maiersch
- Jungsteinzeitliche Siedlung bei Merzenich-Valdersweg[378]
- Niederpöring[379][380][381]
- Mold (Gemeinde Rosenburg-Mold)
- Fundstelle Rannersdorf
- Bandkeramische Siedlung Rössing
- Bandkeramische Siedlung (Mühlengrund in Rosdorf)
- Rosenburg (Gemeinde Rosenburg-Mold)
- Massaker von Schletz
- Schwanfeld
- Schwetzingen[382]
- Massaker von Talheim
- Wetzlar-Dalheim[383][384]
- Wetzleinsdorf
- Vráble
- Zschernitz (Sachsen) – Fundort des Adonis von Zschernitz

### Allgemeines Neolithikum und Bandkeramik
- Anna-Leena Fischer, Johanna Hilpert: Eine neue Verbreitungskarte der Ältesten Bandkeramik (LBK I). In: Tim Kerig, Kathrin Nowak, Georg Roth (Hrsg.): Alles was zählt … Festschrift für Andreas Zimmermann (= Universitätsforschungen zur prähistorischen Archäologie Band 285). Bonn 2016, S. 109–120 (mit Karte und Fundplatzliste). (academia.edu)
- Luc Amkreutz, Fabian Haack, Daniela Hofmann: Something Out of the Ordinary? Interpreting Diversity in the Early Neolithic Linearbandkeramik and Beyond. Cambridge Scholars Publishing, Newcastle upon Tyne 2016, ISBN 978-1-4438-9300-8.
- Lisandre Bedault: Recherches sur les sociétés du Néolithique danubien à partir du Bassin parisien: approche structurelle des données archéozoologiquesmore. Mémoire XLIV de la Société préhistorique française. Presses universitaires de Namur, Paris 2008, S. 221–243 (academia.edu).
- Penny Bickle, Alasdair Whittle: The First Farmers of Central Europe. Diversity in LBK Lifeways (= Cardiff Studies in Archaeology). Oxbow Books, Oxford 2013, ISBN 978-1-84217-914-7.
- Eric Biermann: Alt- und Mittelneolithikum in Mitteleuropa. Untersuchungen zur Verbreitung verschiedener Artefakt- und Materialgruppen und zu Hinweisen auf regionale Tradierungen. Bd. 1, Köln 2001 (überarbeitet 2003) ( auf academia.edu)
- Niels Bleicher, Christoph Herbig: Der Federsee: Landschaft und Dynamik im Neolithikum. In: Irenäus Matuschik, Christian Strahm u. a. (Hrsg.): Vernetzungen. Aspekte siedlungsarchäologischer Forschung. Festschrift für Helmut Schlichtherlezum 60. Geburtstag. Lavori, Freiburg/Breisgau 2010, ISBN 978-3-935737-13-5, S. 95–112 (academia.edu).
- Wolf Dieter Blümel: 20 000 Jahre Klimawandel und Kulturgeschichte – von der Eiszeit in die Gegenwart. In: Wechselwirkungen, Jahrbuch aus Lehre und Forschung der Universität Stuttgart. Universität Stuttgart 2000, S. 3–19 (PDF: 1,7 MB, 18 Seiten auf uni-stuttgart.de (Memento vom 4. März 2016 im Internet Archive) auf web.archive.org).
- Wolf Dieter Blümel: Klimafluktuationen. Determinanten für Kultur- und Siedlungsgeschichte. In: Nova Acta Leopoldina. NF 94, Nr. 346, 2006, S. 13–36 (PDF: 3,2 MB, 29 Seiten auf lv-twk.oekosys.tu-berlin.de).
- Peter Bogucki: Recent research on early farming in central Europe. In: Documenta Praehistorica. Band 28 (XXVIII), 2001, S. 85–97 (PDF-Downloadangebot auf dlib.si).
- Joachim Burger, Mark G. Thomas: The Palaeopopulationgenetics of Humans, Cattle and Dairying in Neolithic Europe. In: Ron Pinhasi, Jay T. Stock (Hrsg.): Human Bioarchaeology of the Transition to Agriculture. John Wiley & Sons, West Sussex (UK) 2011, ISBN 978-0-470-74730-8, S. 370–384 (doi:10.1002/9780470670170.ch15).
- Mihael Budja: The transition to farming in Southwest Europe: perspectives from pottery. In: Documenta Praehistorica. Band 28 (XXVIII), S. 27–47 (PDF: 21,0 MB, 21 Seiten auf uni-lj.si (Memento vom 4. März 2016 im Internet Archive) auf web.archive.org).
- Ivan Cheben, M. Furholt, K. Rassmann, A. Bistakova, M. Wunderlich, N. Müller-Scheeßel: Archaeology in the Žitava valley II. The neolithic landscape of south-western Slovakia, Scales of Transformation in Prehistoric and Archaic Societies 20. Leiden: Sidestone Press. (Online).
- Çiler Çilingiroğlu: The concept of ‘Neolithic Package’: Considering its meaning and applicability. In: Documenta Praehistorica. XXXII, 2005, S. 1–13 (academia.edu).
- Erwin Cziesla: Zur bandkeramischen Kultur zwischen Elbe und Oder. GERMANIA 86, 2008, S. 405–464 ( auf journals.ub.uni-heidelberg.de)
- Pavel Dolukhanov, A. Shukurov u. a.: The Chronology of Neolithic Dispersal in Central and Eastern Europe. In: Journal of Archaeological Science. Nr. 32, 2005, S. 1441–1458 (doi:10.1016/j.jas.2005.03.021; PDF: 622 kB, 18 Seiten auf arheo.ffzg.unizg.hr).
- Frank Falkenstein, Bernhard Hänsel, Aleksandar Medović, Predrag Medović: Neue Materialien des Bayerischen Neolithikums. 2 Tagung im Kloster Windberg vom 18. bis 20. November 2016. Würzburg University Press, Würzburg 2018, ISBN 978-3-95826-099-3 ( auf opus.bibliothek.uni-wuerzburg.de
- Martin Furholt, I. Cheben, J. Müller, A. Bistáková, M. Wunderlich, N. Müller-Scheeßel: Archaeology in the Žitava valley I. The LBK and Želiezovce settlement site of Vráble, Scales of Transformation in Prehistoric and Archaic Societies 09. Leiden: Sidestone Press. (Online).
- Kirstin Funke: Die Bevölkerung der Baalberger Kultur – Eine Anthropologisch-Archäologische Analyse. Philosophische Doktorarbeit Universität Halle-Wittenberg 2007 (PDF: 49 MB, 312 Seiten auf uni-halle.de).
- Hans Grimm: Kraniologische Beschreibung der bandkeramischen Menschenreste von Seehausen in Thüringen. In: Ausgrabungen und Funde. Nachrichtenblatt für Vor- und Frühgeschichte. Band 9, Heft 5, Akademieverlag, Berlin 1964, S. 233–237 (zs.thulb.uni-jena.de TIF-Grafik auf uni-jena.de).
- Detlef Gronenborn: Klimaveränderungen und Kulturwandel in neolithischen Gesellschaften Mitteleuropas 6700–2200 v. Chr. Verlag des Römisch-Germanischen Zentralmuseums, Mainz 2005, ISBN 3-88467-096-4 epic.awi.de
- Detlef Gronenborn: Transregional Culture Contacts and the Neolithization Process in Northern Central Europe. In: Peter Jordan, Marek Zvelebil (Hrsg.): Ceramics before farming: the dispersal of pottery among prehistoric Eurasian hunter-gatherers. Left Coast Press, Walnut Creek CA 2009, ISBN 978-1-59874-245-9, S. 527–550 (academia.edu).
- Detlef Gronenborn: Faszination-Jungsteinzeit. Römisch-Germanisches Zentralmuseum (RGMZ), Mainz 2007, ISBN 978-3-88467-111-5 (PDF: 1,6 MB, 28 Seiten auf rgzm.de).
- Detlef Gronenborn: Climate, Crises, and the »Neolithisation« of Central Europe between IRD-events 6 and 4. In: Die Neolithisierung Mitteleuropas. The Spread of the Neolithic to Central Europe. Sonderdruck, Verlag des Römisch-Germanischen Zentralmuseums Mainz, Mainz 2010, ISBN 978-3-88467-159-7, S. 61–81 (academia.edu).
- Elisabeth Hamel: Das Werden der Völker in Europa. Tenea, Bristol/Berlin 2007, ISBN 978-3-86504-126-5.
- Margarita Javier de Guzman: Bandkeramik pit contents and stratification: a relational analysis investigating structured deposition. Dissertation, Department of Archaeology, University of Durham 2004 (etheses.dur.ac.uk).
- Kirleis, W. Hahn-Weishaupt, A., Weinelt, M. Jahns, S. 2024. Neu (im) Land – erste Bäuer:innen in der Peripherie. Der linienbandkeramische Fundplatz Lietzow 10 im Havelland, Brandenburg. ROOTS Studies 05. Leiden: Sidestone Press. ISBN 978-94-6427-087-7
- C. Knipper, T. Douglas-Price: Strontium-Isotopenanalysen an den menschlichen Skelettresten aus der ältestbandkeramischen Siedlung Schwanfeld, Ldkr. Schweinfurt, Unterfranken. In: J. Lüning (Hrsg.), UPA 196 (Bonn 2011) S. 109–117.
- Nadezhda S. Kotova: The Neolithization of Northern Black Sea area in the context of climate changes. Institute of Archaeology, Kiew, Ukraine 2009 (PDF: 1 MB, 16 Seiten auf uni-lj.si (Memento vom 4. März 2016 im Internet Archive)).
- Thomas Link, Heidi Peter-Röcher: Gewalt und Gesellschaft. Dimensionen der Gewalt in ur- und frühgeschichtlicher Zeit. Internationale Tagung an der Julius-Maximilians-Universität Würzburg 14. – 16. März 2013. Rudolf Habelt, Bonn 2014, ISBN 978-3-7749-3929-5 (PDF: 44 MB, 297 Seiten auf uni-wuerzburg.de).
- Sarunas Milisauskas: European Prehistory: A Survey. Springer Science & Business Media, 2011, ISBN 978-1-4419-6633-9, S. 164/165.
- Hans-Peter Niller: Prähistorische Landschaften im Lößgebiet bei Regensburg. Kolluvien, Auenlehme und Böden als Archive der Paläoumwelt. In: Toni Breuer, Klaus Heine u. a. (Hrsg.): Regensburger geographische Schriften. Heft 31, Institut für Geographie an der Universität Regensburg, 1998, ISBN 3-88246-204-3, S. 17/18 (PDF: 21,7 MB, 452 Seiten auf awi.de).
- Yoanna Parinova: Ältere und mittlere Jungsteinzeit in Österreich. Graz 27. Mai 2010 (academia.edu).
- Manfred Rösch, Otto Ehrmann, Birgit Kury, Arno Bogenrieder u. a.: Spätneolithische Landnutzung im nördlichen Alpenvorland: Beobachtungen – Hypothesen – Experimente. In: W. Dörfler, J. Müller (Hrsg.): Umwelt – Wirtschaft – Siedlungen im dritten vorchristlichen Jahrtausend Mitteleuropas und Südskandinaviens. Offa-Bücher 84, Neumünster 2008, S. 301–315 (PDF: 2 MB, 17 Seiten auf researchgate.net).
- Edward Sangmeister: Zur Bedeutung urgeschichtlicher Kulturgrenzen. Sonderdruck der Albert-Ludwigs-Universität Freiburg. Original erschienen in: Hans Fenske (Hrsg.): Historia integra: Festschrift für Erich Hassinger zum 70. Geburtstag. Duncker & Humblot, Berlin 1977, S. 9–31 (PDF: 855 kB, 24 Seiten auf uni-freiburg.de).
- Wolf Scheuermann: Rekonstruktion prähistorischer Gesichter. Selbstverlag, Hamburg 2015 (PDF: 858 kB, 11 Seiten auf homepage.t-online.de).
- Manfred Schmitzberger: Haus- und Jagdtiere im Neolithikum des österreichischen Donauraumes. Naturwissenschaftliche Doktorarbeit Universität Wien 2009 (PDF: 9 MB, 189 Seiten auf univie.ac.at).
- Hans Christof Strien, Detlef Gronenborn: Klima- und Kulturwandel während des mitteleuropäischen Altneolithikums (58./57. bis 51./50. Jahrhundert v. Chr.). In: Detlef Gronenborn (Hrsg.): Klimaveränderungen und Kulturwandel in neolithischen Gesellschaften Mitteleuropas, 6700–2200 v. Chr. RGZM-Tagungen 1, Mainz 2005, S. 131–149 (academia.edu).
- Hans Christof Strien: Demographische und erbrechtliche Überlegungen zur bandkeramischen Familienstruktur. In: Erich Claßen, Thomas Doppler, Britta Ramminger (Hrsg.): Familie – Verwandtschaft – Sozialstrukturen: Sozialarchäologische Forschungen zu neolithischen Befunden. Welt und Erde, Kerpen-Loogh 2010, ISBN 978-3-938078-07-5, S. 71–81 (academia.edu).
- Ulrich Veit, Tobias L. Kienlin, Christoph Kummel (Hrsg.): Spuren und Botschaften: Interpretationen materieller Kultur. Waxmann, Münster 2003, ISBN 3-8309-6229-0, S. 225.
- Siegfried Vierzig: Mythen der Steinzeit. Das religiöse Weltbild der frühen Menschen. BIS-Verlag der Carl von Ossietzky Universität, Oldenburg 2009, ISBN 978-3-8142-2160-1 (PDF: 4,6 MB, 186 Seiten auf uni-oldenburg.de).
- Bernhard Weninger, Eva Alram-Stern u. a.: Die Neolithisierung von Südosteuropa als Folge des abrupten Klimawandels um 8200 CAL BP. In: Detlef Gronenborn (Hrsg.): Klimaveränderung und Kulturwandel in neolithischen Gesellschaften Mitteleuropas, 6700-2200 v. Chr. Verlag des Römisch-Germanischen Zentralmuseums, Mainz 2005, ISBN 3-88467-096-4, S. 75–117 (PDF: 2,1 MB, 57 Seiten auz awi.de).

### Bandkeramik
- Walter Meier-Arendt: Die bandkeramische Kultur im Untermaingebiet. Dissertation, Universität Bonn 1966, ISBN 3-7749-0282-8.
- Adelheid Bach: Neolithische Populationen im Mittelelbe-Saale-Gebiet. Zur Anthropologie des Neolithikums unter besonderer Berücksichtigung der Bandkeramiker. In: Rudolf Feustel (Hrsg.): Weimarer Monographien zur Ur- und Frühgeschichte. Band 1. Museum für Ur- und Frühgeschichte Thüringens, Weimar 1978 (PDF: 25,4 MB, 177 Seiten auf db-thueringen.de).
- Jaromír Beneš: Paleoecology of the LBK: The earliest agriculturalists and the landscape of Bohemia. Konferenzpapier. EAA Thessaloniki 2002, At BAR, International Series 1304, Band: LBK Dialogues. Studies in the formation of the Linear Pottery Culture. Mai 2004, S. 143–150 (researchgate.net PDF).
- Christoph Bernd: Studien zur Chronologie und Typologie der Bandkeramik und der epibandkeramischen Gruppen in Nordfrankreich und Belgien. Analyse der keramischen Gefäße (= Saarbrücker Beiträge zur Altertumskunde. Band 89). Habelt, Bonn 2016, ISBN 978-3-7749-4017-8.
- Maria Cladders: Die Tonware der ältesten Bandkeramik. Untersuchung zur zeitlichen und räumlichen Gliederung (= Universitätsforschungen zur prähistorischen Archäologie. Band 72). Habelt, Bonn 2001, ISBN 978-3-7749-2990-6.
- Maciej Dębiec, Thomas Saile: Zu den östlichsten Siedlungen der frühen Bandkeramik. In: Praehistorische Zeitschrift. Band 90, Nr. 1/2, Dezember 2015, S. 1–19 (doi:10.1515/pz-2015-0008; uni-regensburg.de PDF 2,5 MB, 24 Seiten).
- Birgit Gehlen: Zum Stand der Neolithisierungsforschung im östlichen Bayern: Fragestellungen, Fundstellen, Perspektiven. Archäologische Arbeitsgemeinschaft Ostbayern/West- und Südböhmen/Oberösterreich. In: Miloslav Chytráček, Heinz Gruber u. a. (Hrsg.): Fines Transire. Jahrgang 18, 2009, Marie Leidorf, Rahden in Westfalen 2009 (academia.edu).
- Detlef Gronenborn: Silexartefakte der ältestbandkeramischen Kultur (= Universitätsforschungen zur prähistorischen Archäologie. Band 37). Habelt, Bonn 1997, ISBN 978-3-7749-2726-1.
- Detlef Gronenborn, Jörg Petrasch (Hrsg.): Die Neolithisierung Mitteleuropas. Internationale Tagung, Mainz 24. bis 26. Juni 2005, Band 4, Verlag des Römisch-Germanischen Zentralmuseums Mainz 2010, ISBN 978-3-88467-159-7.
- Tim Kerig: Hanau-Mittelbuchen. Siedlung und Erdwerk der bandkeramischen Kultur. Materialvorlage – Chronologie – Versuch einer handlungstheoretischen Interpretation (= Universitätsforschungen zur prähistorischen Archäologie. Band 156). Habelt, Bonn 2008 (academia.edu).
- Corina Knipper: Die räumliche Organisation der linearbandkeramischen Rinderhaltung: naturwissenschaftliche und archäologische Untersuchungen. (= BAR / International series. Nr. 2305). Naturwissenschaftliche Doktorarbeit Universität Tübingen 2009. Archaeopress, Oxford 2011, ISBN 978-1-4073-0882-1 (researchgate.net).
- Clemens Lichter (Hrsg.): How did farming reach Europe? Anatolian-European relations from the second half of the 7th through the first half of the 6th millenium cal BC. Proceedings of the international workshop, Istanbul, 20–22 May 2004 (= Byzas. 2). Ege Yayınları, Istanbul 2005, ISBN 975-8071-06-8.
- Jens Lüning (Hrsg.): Die Bandkeramiker. Erste Steinzeitbauern in Deutschland. Bilder einer Ausstellung beim Hessentag in Heppenheim/Bergstraße im Juni 2004. Leidorf, Rahden in Westfalen 2005, ISBN 3-89646-027-7.
- Jens Lüning: Einiges passt, anderes nicht: Archäologischer Wissensstand und Ergebnisse der DNA-Anthropologie zum Frühneolithikum. Archäologische Informationen, Early View. DGUF-Tagung Erlangen 2013 (Memento vom 7. November 2014 im Internet Archive) (PDF).
- Jens Lüning, Christiane Frirdich, Andreas Zimmermann (Hrsg.): Die Bandkeramik im 21. Jahrhundert. Symposium in der Abtei Brauweiler bei Köln vom 16.9.–19.9.2002. Internationale Archäologie – Arbeitsgemeinschaft, Symposium, Tagung, Kongress. Marie Leidorf, Rahden in Westfalen 2002 (ISSN 1434-6427).
- Hermann Maurer: Zur ältesten Linearkeramik im niederösterreichischen Waldviertel. In: Mitteilungsblatt der Gesellschaft für Vor- und Frühgeschichte. Bonn 21.1990, S. 35–45.
- Hermann Maurer: Eine frühneolithische Plastik mit Röntgenstilmerkmalen aus der Slowakei. In: Mannus. Nr. 49. Bonn 1983, S. 55 ff.
- Ivan Pavlů, Petr Květina: Die kulturelle Entwicklung in Böhmen am Ende des 6. Jahrtausends v. Chr. In: Andrea Zeeb-Lanz (Hrsg.): Krisen – Kulturwandel – Kontinuitäten. Zum Ende der Bandkeramik in Mitteleuropa. Beiträge der Internationalen Tagung in Herxheim bei Landau (Pfalz) vom 14.–17. 06. 2007. Marie Leidorf, Rahden in Westfalen 2009, ISBN 978-3-89646-440-8, S. 283–302 (bylany.com PDF).
- Juraj Pavúk: Zur relativen Chronologie der älteren Linearkeramik. Jósa András Múzeum Évkönyve 1994, S. 135–158 (epa.niif.hu PDF).
- Roland Prien: Variationen eines Themas: Die Ausbreitung der ältesten linienbandkeramischen Kultur in Mitteleuropa als Beispiel für eine neolithische Wanderungsbewegung. In: Varia neolithica V (Langenweißbach 2010, ISBN 3-937517-43-X, S. 31–37.
- Hans Quitta: Zur Frage der ältesten Bandkeramik in Mitteleuropa. In: Prähistorische Zeitschrift. (1960) 38, S. 1–38 und 153–188.
- Katja Schmidt, Christian Jeunesse: Bandkeramische Erdwerke – Verteidigungsanlagen? Varia Neolithica 01/2006; 004:63//81. In: Hans-Jürgen Beier u. a. (Hrsg.): Neolithische Monumente und neolithische Gesellschaften. Varia neolithica V (= Beiträge zur Ur- und Frühgeschichte Mitteleuropas. Band 56). Beier & Beran, Langenweißbach 2007, ISBN 978-3-941171-27-5, S. 83 ff.
- Harald Stäuble: Die ersten Bauern in Sachsen. Hunderte Siedlungen in nur drei Regionen. In: Archæo. Nr. 8, 2011 [!], S. 4–13 (PDF: 8,4 MB, 11 Seiten auf researchgate.net).
- Hans-Christoph Strien: Westexpansion und Regionalisierung der Ältesten Bandkeramik. Kommunikation und Wandel. Monographien zu Entwicklungen in der Urgeschichte. Bd. 1, Welt und Erde Verlag, Kerpen-Loogh 2018, ISBN 978-3-938078-18-1.
- Ulrich Veit: Studien zum Problem der Siedlungsbestattung im europäischen Neolithikum (= Tübinger Schriften zur ur- und frühgeschichtlichen Archäologie. Band 1). Waxmann Verlag, Münster/Westfalen 1998, ISBN 3-8309-5385-2.
- Andrea Zeeb-Lanz: Gewalt im Ritual – Gewalt an Toten. Die Krise am Ende der Bandkeramik im Spiegel außergewöhnlicher Befunde. In T. Link, H. Peter-Röcher (Hrsg.): Gewalt und Gesellschaft. Dimensionen der Gewalt in ur- und frühgeschichtlicher Zeit. Internationale Tagung vom 14.–16. März 2013 an der Julius-Maximilians-Universität Würzburg. Universitätsforschungen zur Prähistorischen Archäologie 259 (Bonn 2014) 257–270 (projekt-herxheim.de).

### Siedlungswesen
- Cornelia Catharina Bakels: Four Linearbandkeramik settlements and their environment: a paleoecological study of Sittard, Stein, Elsloo and Hienheim (= Analecta praehistorica Leidensia, 11.1). Leiden University Press, Leiden 1978, ISBN 90-6021-427-7.
- Rainer Bartels, Wolfgang Brestrich, Patrice de Vries, Harald Stäuble: Ein neolithisches Siedlungsareal mit Kreisgrabenanlagen bei Dresden-Nickern. Eine Übersicht. In: Sächsische Bodendenkmalpflege. Band 45, Jahr 2003, S. 97–133 (archaeologie.sachsen.de PDF, 12,4 MB, 37 Seiten).
- Axel Berger: Das Fisher-Skellam-Modell für die Ausbreitung des Neolithikums und Vergleich mit Datierungen für die Linearbandkeramik. Diffusionäre Prozesse im Neolithikum Mitteleuropas. Institut für Ur- und Frühgeschichte, Universität Köln, Andreas Zimmermann, Wintersemester 2008/2009 (axel.berger-odenthal.de PDF).
- Eric Biermann: Überlegungen zur Bevölkerungsgröße in Siedlungen der Bandkeramik. Köln/Düren 2001, S. 1–11 (academia.edu).
- Eric Biermann: Steinerne Keulenköpfe – Die Mesolithische Revolution und die Bandkeramik. In: Hans-Jürgen Beier, Ralph Einicke, Eric Biermann (Hrsg.): Dechsel, Axt, Beil & Co – Werkzeug, Waffe, Kultgegenstand? Aktuelles aus der Neolithforschung. Sonderdruck aus: Varia neolithica. Band 7 (= Beiträge zur Ur- und Frühgeschichte Mitteleuropas. Band 63). Beier & Beran, Langenweißbach 2011, ISBN 978-3-941171-54-1, S. 9–27 (academia.edu).
- Eric Biermann: Alt- und Mittelneolithikum in Mitteleuropa. Untersuchungen zur Verbreitung verschiedener Artefakt- und Materialgruppen und zu Hinweisen auf regionale Tradierungen. Verlag? Köln 2001, mit Überarbeitungen 2003 (PDF: 11 MB, 683 Seiten auf rheinland-archäologie.de).
- Eric Biermann: Bandkeramische Langhäuser: Die ersten Großbauten Mitteleuropas. Überlegungen zu Bewohnerzahl und Nutzung. In: Beiträge zur Ur- und Frühgeschichte Mitteleuropas. Band 56, 2009, S. 29–41 (academia.edu PDF).
- Bettina Birkenhagen: Studien zum Siedlungswesen der westlichen Linearbandkeramik (= Saarbrücker Beiträge zur Altertumskunde. Band 75). Bonn 2003.
- Ivan Cheben, M. Furholt, K. Rassmann, A. Bistakova, M. Wunderlich, N. Müller-Scheeßel: Archaeology in the Žitava valley II. The neolithic landscape of south-western Slovakia, Scales of Transformation in Prehistoric and Archaic Societies 20. Leiden: Sidestone Press. (Online).
- Jérôme Dubouloz: Impacts of the Neolithic Demographic Transition on Linear Pottery Culture Settlement. In: Jean-Pierre Bocquet-Appel, Ofer Bar-Yosef (Hrsg.): The Neolithic Demographic Transition and its Consequences Springer, Berlin/Heidelberg/New York 2008, ISBN 978-1-4020-8538-3, S. 207–235.
- Renate Ebersbach, Christoph Schade: Modelle zur Intensität der bandkeramischen Landnutzung am Beispiel der Altsiedellandschaft Mörlener Bucht/Wetterau. In: Jens Lüning, Christiane Frirdich, Andreas Zimmermann (Hrsg.): Die Bandkeramik im 21. Jahrhundert. Symposium in der Abtei Brauweiler bei Köln vom 16.9-19.9.2002. Internationale Archäologie Arbeitsgemeinschaft, Symposium, Tagung, Kongress. Band 7, Marie Leidorf, Rahden in Westfalen 2005, S. 259–273.
- Klaus Fehn, Helmut Bender u. a. (Hrsg.): Siedlungsforschung Archäologie-Geschichte-Geographie. Band 14 in Verbindung mit dem Arbeitskreis für genetische Siedlungsforschung in Mitteleuropa. Verlag Siedlungsforschung, Bonn 1996 (ISSN 0175-0046; kulturlandschaft.org PDF).
- Lutz Fiedler: Jungsteinzeit. Bandkeramische Kultur in Hessen. In: Geschichtlicher Atlas von Hessen. Arbeitsgemeinschaft der Historischen Kommissionen in Hessen, Marburg 1960–1978, ISBN 3-921254-97-3, S. 19–22 (Auszug. (PDF: 2,1 MB, 4 Seiten) In: Landesgeschichtliches Informationssystem Hessen (LAGIS).).
- Martin Furholt, I. Cheben, J. Müller, A. Bistáková, M. Wunderlich, N. Müller-Scheeßel: Archaeology in the Žitava valley I. The LBK and Želiezovce settlement site of Vráble, Scales of Transformation in Prehistoric and Archaic Societies 09. Leiden: Sidestone Press. (Online).
- Michael Francken: Familien- und Sozialstrukturen – Anthropologische Ansätze zur Binnengliederung linearbandkeramischer Populationen in Südwestdeutschland. Dissertation, Universität Tübingen 2016, urn:nbn:de:bsz:21-dspace-718472.
- Christian Grube: The Wells of the Linear Pottery – definitions, features, chronology. In: Proceedings of the 11th Annual Symposium Onderzoek Jonge Archeologen. 12. April 2013. Groningen August 2014, S. 33–38 (view.joomag.com FLASH-Präsentation).
- Daniela Hofmann: Soziale Beziehungen und Verwandtschaft in der Bandkeramik. Struktur der Flexibilität? In: Erich Claßen, Thomas Doppler, Britta Ramminger (Hrsg.): Familie – Verwandtschaft – Sozialstrukturen: Sozialarchäologische Forschungen zu neolithischen Befunden (= Berichte der AG Neolithikum. Band 1). Welt und Erde Verlag, Kerpen-Loogh (Eifel) 2010, ISBN 978-3-938078-07-5, S. 31–42.
- Daniela Kern: Eine linearbandkeramische Siedlung von Thomasl, Niederösterreich. In: Archaeologia Austriaca. Nr. 67. Wien 1983, ISSN 0003-8008, S. 97 ff.
- A. M. Kreuz: Die ersten Bauern Mitteleuropas. Eine archäobotanische Untersuchung zu Umwelt und Landwirtschaft der ältesten Bandkeramik (= Analecta praehistorica Leidensia, 23). Universität Leiden, Leiden 1990, ISBN 90-73368-03-0 (de.scribd.com).
- Frank Lorscheider, Sabine Schade-Lindig: Jungbandkeramische Siedlung mit Erdwerk und Brunnen bei Wetzlar-Dalheim (2006). Hessen Archäologie, 2006, Theiss 2007, ISBN 978-3-8062-2130-5
- Jens Lüning: Einiges passt, anderes nicht: Archäologischer Wissensstand und Ergebnisse der DNA-Anthropologie zum Frühneolithikum. Archäologische Informationen, Early View DGUF-Tagung Erlangen 2013, S. 1–10. (Memento vom 7. November 2014 im Internet Archive)
- Michael Meyer, Dirk Raetzel-Fabian: Neolithische Grabenwerke in Mitteleuropa. Ein Überblick. In: Journal of Neolithic Archaeology. [S.l.] 15. Dezember 2006, S. 1–54 (doi:10.12766/jna.2006.20; PDF: 1,7 MB, 54 Seiten auf uni-kiel.de).
- Alexander Minnich: Untersuchungen zur Topographie Linearbandkeramischer Großbauten. Masterarbeit, Universität Wien 2014 (othes.univie.ac.at PDF).
- Jörg Petrasch: Gewalttätigkeiten in der Steinzeit – Archäologisch-kulturgeschichtliche Analysen zur Ermittlung ihrer Häufigkeiten. In: Jürgen Piek, Thomas Terberger (Hrsg.): Frühe Spuren der Gewalt – Schädelverletzungen und Wundversorgung an prähistorischen Menschenresten aus interdisziplinärer Sicht (= Beiträge zur Ur- und Frühgeschichte Mecklenburg-Vorpommerns. Band 41). Workshop Rostock-Warnemünde 28.-30.11.2003. Schwerin 2006, S. 155–162 (PDF: 1,8 MB, 11 Seiten auf uni-tuebingen.de).
- Thomas Plath: Zur Problematik der Nutzungsinterpretation mittelneolithischer Kreisgrabenanlagen. Doktorarbeit, Universität Hamburg 2011 (PDF: 9,5 MB, 227 Seiten auf d-nb.info).
- Oliver Rück: Zwei Grundrisse aus der bandkeramischen Siedlung Wittislingen „Am Wiesenberg“, Lkr. Dillingen, Bayerisch-Schwaben. Magisterarbeit Tübingen 1999. In: Archäologische Informationen. Band 24, Nr. 1, 2001, S. 141–154 (journals.ub.uni-heidelberg.de).
- Oliver Rück: Neue Aspekte und Modelle in der Siedlungsforschung zur Bandkeramik. Die Siedlung Weisweiler 111 auf der Aldenhovener Platte, Kr. Düren (= Internationale Archäologie. Band 105). Rahden in Westfalen 2007, ISBN 978-3-89646-377-7. (academia.edu)
- Thomas Saile: Siedlungsarchäologische Untersuchungen zum Frühneolithikum im südlichen Niedersachsen. In: Beiträge zur Ur- und Frühgeschichte Mitteleuropas. Band 56, 2009, S. 43–53 (uni-regensburg.de PDF).
- Edward Sangmeister: Zum Charakter der bandkeramischen Siedlung. Sonderdruck der Albert-Ludwigs-Universität Freiburg in: Deutsches Archäologisches Institut Berlin, West / Römisch-Germanische Kommission: Bericht der Römisch-Germanischen Kommission. Band 33: 1943–1950. 1951, S. 89–109 (PDF: 1,1 MB, 22 Seiten auf uni-freiburg.de).
- Andreas Schäfer: Eine Altsiedellandschaft gibt ihr Geheimnis preis. Die Entdeckung einer Bandkeramischen Siedlung mit Erdwerk im Lahntahl bei Wetzlar (2002). Hessen Archäologie 2002 (2003), S. 33–36 (zenon.dainst.org PDF).
- Judith Schwarzäugl: Die Bauabfolge des zentralen Bereiches der linearbandkeramischen Siedlung von Mold. Die Häuser 5-10 und 12. Diplomarbeit. Universität Wien, 2011 (othes.univie.ac.at).
- Stephen Shennan: The spread of farming into Central Europe and its consequences: evolutionary models. AHRC Centre for the Evolutionary analysis of Cultural Behaviour and Institute of Archaeology, S. 1–18 (PDF: 276 kB, 18 Seiten auf wustl.edu (Memento vom 13. September 2014 im Internet Archive)).
- Harald Stäuble: Häuser und absolute Datierung der Ältesten Bandkeramik (= Universitätsforschungen zur Prähistorischen Archäologie. Band 117). Habelt, Bonn 2005, ISBN 978-3-7749-3199-2.
- Neue Fragen zur Bandkeramik oder alles beim Alten?! Internationale Tagung, Leipzig, 23.–24. September 2010 (Abstracts).
- Hans-Christoph Strien: Besiedlungsgeschichte des Zabergäus 5500–5000 v. Chr. Sonderdruck aus: Christhard Schrenk, Peter Wanner (Hrsg.): heilbronnica 5 – Beiträge zur Stadt- und Regionalgeschichte Quellen und Forschungen zur Geschichte der Stadt Heilbronn. Nr. 20 (= Jahrbuch für schwäbisch-fränkische Geschichte. Band 37). Stadtarchiv Heilbronn, 2013, S. 35–50 (PDF: 932 kB, 17 Seiten auf heilbronn.de).
- Andreas Zimmermann, Karl Peter Wendt: Wie viele Bandkeramiker lebten 5.060 v. Chr.? Techniken Geographischer Informationssysteme zum Schätzen von Bevölkerungsdichten. In: Archäologische Informationen. Band 26, Nr. 2, 2003, S. 491–497 (journals.ub.uni-heidelberg.de).

### Austauschsysteme
- Alexander Binsteiner: Jungsteinzeitliche Hornsteinimporte aus Bayern in Oberösterreich (= Linzer Arch. Forsch., Sonderheft. Band 53). Linz 2015, ISBN 978-3-85484-601-7.
- Alexander Binsteiner: Die Lagerstätten und der Abbau bayerischer Jurahornsteine sowie deren Distribution im Neolithikum Mittel- und Osteuropas. In: Jahrbuch des Römisch-Germanischen Zentralmuseums Mainz. Nr. 52, 2005, S. 43–155.
- Anne-Mette Christensen, P.M. Holm, U. Schüßler, J. Petrasch: Indications of a major Neolithic trade route? An archaeometric geochemical and Sr, Pb isotope study on amphibolitic raw material from present day Europe. In: Applied Geochemistry. Band 21, 2006, S. 1635–1655 (PDF: 220 kB, 14 Seiten auf uni-tuebingen.de).
- Detlef Gronenborn: Fernkontakte aus dem nördlichen Europa während der Bandkeramischen Kultur. In: Panta Rhei. Studies in chronology and cultural development of South-eastern ans Central Europe in earlier prehistory presented to Juraj Pavúk on the occasion of his 75. birthday. Comenius-Universität, Bratislava 2010, ISBN 978-80-223-2979-8, S. 561–574 (PDF aus archive.org (Memento vom 14. Juli 2014 im Internet Archive)).
- Petra Kieselbach: Metamorphose des Steins – Vom Rohmaterial zum Kulturgut. Dissertation, Universität Tübingen 2008 (publikationen.uni-tuebingen.de).
- Guido Nockemann: Different types of economies within the LBK settlement Erkelenz-Kückhoven. In: Axel Posluschny, Karsten Lambers, Irmela Herzog (Hrsg.): Layers of Perception. Proceedings of the 35th International Conference on Computer Applications and Quantitative Methods in Archaeology (CAA), Berlin, April 2–6, 2007. In: Koll. Vor- u. Frühgesch. Band 10, Bonn 2008, S. 373 (Abstract: archiv.ub.uni-heidelberg.de PDF).
- Kathrin Nowak: Mittelneolithische Silexaustauschsysteme auf der Aldenhovener Platte und in ihrer Umgebung. Dissertationsschrift Universität zu Köln, Köln 2013 ( auf kups.ub.uni-koeln.de) hier S. 5 f., 34.
- A. Zimmermann: Austauschsysteme von Silexartefakten in der Bandkeramik Mitteleuropas (= Universitätsforschungen zur prähistorischen Archäologie. Band 26). Bonn 1995, ISBN 3-7749-2574-7.

### Kult und Religion
- Eszter Bánffy: Archaeological data on symbolic thinking in the European neolithic. Archaeological Institute of the HAS, Budapest, 13. April 2004 semioticon.com
- Valeska Becker: Idole des südosteuropäischen Frühneolithikums und der Linienbandkeramik – Wanderung einer Glaubensvorstellung. In: Varia Neolithica V. Langenweißbach 2010, ISBN 3-937517-43-X, S. 39–48.
- Valeska Becker: Anthropomorphe Plastik der westlichen Linearbandkeramik (= Saarbrücker Beiträge zur Altertumskunde. Band 83). 2 Bände. Habelt, Bonn 2011, ISBN 978-3-7749-3724-6.
- Claudia Gerling: Der Tod in der jüngeren Bandkeramik. Das Gräberfeld von Schwetzingen. Universität Heidelberg, S. 159–163 (PDF: 256 kB, 5 Seiten auf uni-heidelberg.de).
- Jens Lüning: Haare, Hüte, Hosenanzüge. Trachten der Bandkeramik und ihre Rolle im Ahnenkult. In: Erwin Keefer (Hrsg.): Lebendige Vergangenheit. Vom archäologischen Experiment zur Zeitreise. In: Archäologie in Deutschland. Sonderheft 2006, S. 52–64 (PDF: 3,9 MB auf academia.edu).
- Hermann Maurer, Norbert Jama: Linearbandkeramische Kultgefäße aus dem nördlichen Niederösterreich. In: Archäologie Österreichs. Wien 17.2006, 1, ISSN 1018-1857, S. 18–20.
- Hermann Maurer: Archäologische Zeugnisse religiöser Vorstellungen und Praktiken der frühen und mittleren Jungsteinzeit in Niederösterreich. In: Friedrich Berg, Hermann Maurer: IDOLE. Kunst und Kult im Waldviertel vor 7000 Jahren. Horn 1998, S. 23–138.
- Hermann Maurer: Steinzeitlicher Kult. In: Horner Schriften zur Ur- und Frühgeschichte. Band 7/8. Horn 1983, S. 7–46.

### Zu einzelnen Fundplätzen
- Lee Clare, Kristin Heller u. a.: Die Bandkeramik im Altdorfer Tälchen bei Inden. Philipp von Zabern in Wissenschaftliche Buchgesellschaft, Darmstadt 2015, ISBN 978-3-8053-4879-9.
- Margarete Dohrn-Ihmig: Untersuchungen zur Bandkeramik im Rheinland. Rheinland Verlag, Köln 1974.
- Klaus Eckerle: Bandkeramik aus dem Badischen Frankenland, (Tauberbischofsheim und Messelhausen). Otto Kehrer, Freiburg 1963.
- Martin Furholt, I. Cheben, J. Müller, A. Bistáková, M. Wunderlich, N. Müller-Scheeßel: Archaeology in the Žitava valley I. The LBK and Želiezovce settlement site of Vráble, Scales of Transformation in Prehistoric and Archaic Societies 09. Leiden: Sidestone Press. (Online).
- Dmytro Gaskevych: Vita-Poshtova 2 — New The Easternmost Site of The Linear Band Pottery Culture. Sprawozdania Archeologiczne, (2006), Vol. 58, S. 205–221 (academia.edu).
- Claudia Gerling, Michael Francken: Das linearbandkeramische Gräberfeld von Schwetzingen. In: Archäologische Informationen. 30/1, 2007, S. 43–50 Bulletin de la Société Suisse d’Anthropologie 13 (1), 2007 Bulletin der Schweizerischen Gesellschaft für Anthropologie 13 (1), 2007 (journals.ub.uni-heidelberg.de).
- Fabian Haack: Die frühneolithische Grabenanlage von Herxheim bei Landau: Architektur, Verfüllungsprozesse und Nutzungsdauer. Dissertation, Freie Universität Berlin, Berlin 2014 (diss.fu-berlin.de).
- Anne Hauzeur: Houses of the Linear Pottery Culture: Orientation and use of landscape in cultural context. Case studies of the Great-Duchy of Luxembourg. In: Antonio Guerci, Stefania Consigliere, Simone Castagno (Hrsg.): Il processo di umanizzazione Atti del XVI Congresso degli Antropologi Italiani (Genova, 29-31 ottobre 2005). Edicolors Publishing, Mailand 2006, S. 561–570 (beeksverleden.nl PDF).
- Eva M. Hillemeyer, Britta Ramminger: Die Tonware der Ältesten Bandkeramik in Wang, Landkreis Freising / Zur bandkeramischen Besiedlung im Unteren Niddertal. Studien zur Siedlungsarchäologie, Rudolf Habelt, Bonn 2003, ISBN 3-7749-3153-4.
- Christian Jeunesse, Philippe Lefranc, Samuel van Willigen: Die pfälzische Bandkeramik: Definition und Periodisierung einer neuen Regionalgruppe der Linearbandkeramik. In: Andrea Zeeb-Lanz (Hrsg.): Krisen – Kulturwandel – Kontinuitäten. Zum Ende der Bandkeramik in Mitteleuropa. Beiträge der Internationalen Tagung in Herxheim bei Landau (Pfalz) vom 14.–17. 06. 2007. Marie Leidorf, Rahden in Westfalen 2009, ISBN 978-3-89646-440-8, S. 61–77 (academia.edu).
- Claus J. Kind (Hrsg.): Ulm-Eggingen. Bandkeramische Siedlung und mittelalterliche Wüstung. Landesdenkmalamt Baden-Württemberg, Konrad Theiss, Darmstadt 1989, ISBN 3-8062-0796-8.
- Claus J. Kind: Die Ausgrabungen in der bandkeramischen Siedlung bei Ulm-Eggingen., S. 168–173. (journals.ub.uni-heidelberg.de).
- Jürgen Kneipp: Bandkeramik zwischen Rhein, Weser und Main: Studien zu Stil und Chronologie der Keramik. Rudolf Habelt, Bonn 1998, ISBN 3-7749-2862-2.
- Hans P. Kraft: Linearbandkeramik aus dem Neckarmündungsgebiet und ihre chronologische Gliederung. Rudolf Habelt, Bonn 1977, ISBN 3-7749-1416-8.
- Petr Květina, Markéta Končelová: Neolithic LBK Intrasite Settlement Patterns: A Case Study from Bylany (Czech Republic). Journal of Archaeology, Volume 2013 (2013), Article ID 581607, doi:10.1155/2013/581607.
- Eva Lenneis (Hrsg.): Rosenburg im Kamptal, Niederösterreich. Ein Sonderplatz der älteren Linearbandkeramik (= Universitätsforschungen zur prähistorischen Archäologie. Band 164). Rudolf Habelt, Bonn 2009, ISBN 978-3-7749-3575-4 (homepage.univie.ac.at PDF, 10 MB, 42 Seiten).
- Jens Lüning: Schwanfeld, Studien zur Ältesten Bandkeramik. Rudolf Habelt, Bonn 2011, ISBN 978-3-7749-3683-6.
- Jens Lüning: Ein Siedlungsplatz der Ältesten Bandkeramik in Bruchenbrücken, Stadt Friedberg, Hessen. Rudolf Habelt, Bonn 1997, ISBN 3-7749-2735-9.
- Walter Meier-Arendt: Die bandkeramische Kultur im Untermaingebiet. Rudolf Habelt, Bonn 1966, ISBN 3-7749-0282-8.
- Andrea Neth, Hans Ch. Strien: Eine Siedlung der frühen Bandkeramik in Gerlingen. Landesdenkmalamt Baden-Württemberg, Konrad Theiss, Darmstadt 1999, ISBN 3-8062-1438-7.
- Robin Peters: Demographisch-kulturelle Zyklen im Neolithikum. Die Bandkeramik im Rheinland und die Pfyner Kultur am Bodensee. In: Archäologische Informationen. Band 35, 2012, S. 327–335 (Zusammenfassung eigener Magisterarbeit Universität Köln 2011; online auf journals.ub.uni-heidelberg.de).
- Franz Pieler: Die Bandkeramik im Horner Becken (Niederösterreich): Studien zur Struktur einer frühneolithischen Siedlungskammer. Rudolf Habelt, Bonn 2010, ISBN 978-3-7749-3666-9.
- Elisabeth Ruttkay, Godfrid Wessely, Petra Wolff: Eine Kulturschicht der ältesten Linearbandkeramik in Prellenkirchen, p. B. Brück, Mederösterreich. Ein Beitrag zur Frage der Entstehung der Linearbandkeramik. In: Ann. Naturhistor. Mus. Wien. Nr. 80, Wien November 1976, S. 843–861 (zobodat.at [PDF; 6 MB]).
- Christoph C. Schade: Die Besiedlungsgeschichte der Bandkeramik in der Mörlener Bucht / Wetterau: Zentralität und Peripherie, Haupt- und Nebenorte, Siedlungsverbände. Rudolf Habelt, Bonn 2004, ISBN 3-7749-3119-4.
- Elke Schmidgen-Hager: Bandkeramik im Moseltal. Rudolf Habelt, Bonn 1993, ISBN 3-7749-2445-7.
- Kurt Schietzel: Müddersheim. Eine Ansiedlung der jüngeren Bandkeramik im Rheinland. Böhlau-Verlag, Wien/Köln/Weimar 1998, ISBN 3-412-03765-6.
- Hans-Christoph Strien: Untersuchungen zur Bandkeramik in Württemberg (= Universitätsforschungen zur prähistorischen Archäologie. Band 69). Habelt, Bonn 2000, ISBN 978-3-7749-3021-6.
- Andrea Zeeb-Lanz: Spannende Geschichte(n) rund um die ersten Ackerbauern in der Pfalz. Referate der Tagung des Historischen Vereins der Pfalz. Die ersten Ackerbauern in der Pfalz in der Jungsteinzeit in Herxheim bei Landau am 26. und 27. Oktober 2012 (PDF: 3,1 MB auf hist-verein-pfalz.de).

### Ausstellungskataloge
- Jürgen Kunow, Thomas Otten, Michael Rind, Marcus Trier (Hrsg.): Revolution Jungsteinzeit. Archäologische Landesausstellung Nordrhein-Westfalen, Theiss, 2016.

## Dokumentationen
- Gabriele Wengler: Tatort Steinzeit: Deutschland vor 7000 Jahren. In: Terra X. ZDF & arte, Deutschland 2019 (43:30 Minuten; Entwicklung und Ende der Bandkeramischen Kultur Info).
- Ingrid Eckerle: Akte Jungsteinzeit. In: Archäologie erleben. Südwestrundfunk 2018 (44:44 Minuten; wieso wurden vor 7.500 Jahren die Menschen im Südwesten sesshaft? Info)
- Eric Biermann: When did eternity end? The so called downfall of Linear Pottery culture. Köln/Cologne, Germany, 22nd Annual Meeting of the EEA 31st August – 4th September 2016 Vilnius; AnnualMeetingoftheEEA: Video auf YouTube, 16. Dezember 2016, abgerufen am 14. März 2021 (14:06 Min.).
- Joachim Burger: Mensch, Milch, Kuh. Die Besiedelung Europas nach der Eiszeit. Forum Fachdidaktik Biologie, Universität Köln, präsentierte am 8. November 2012; UniversitaetzuKoeln: Video auf YouTube, 12. November 2012, abgerufen am 14. März 2021 (40:11 Min.).

### Grafiken
- Detlef Gronenborn: Ausbreitung der Landwirtschaft. In: Archaeologie-online.de. (Aus: Woher kommen wir? Karpatenbecken als Wiege unserer Kultur vermutet. Universität Mainz, 21. Dezember 2009).
- Jens Lüning: In einem Langhaus. In: Schwanfeld.de. (Versuch einer zeichnerischen Rekonstruktion des bandkeramischen Alltags).
- Museum Herxheim: Bandkeramisches Haus 1. In: Landschaftsmuseum.de. (Rekonstruktion eines Hauses der Linienbandkeramik nach einem Grundriss von Straubing-Lerchenhaid; aus: Die Bandkeramik – erste Bauernkultur in Deutschland).
- Die grafische Rekonstruktion erfolgte mit künstlerischer Freiheit orientiert an wissenschaftlichen Erkenntnissen durch Karol Schauer: Frühneolithischer Hirte. Die Körperbemalung orientierte sich an einem Idol, Adonis von Zschernitz aus Zschernitz (Sachsen).  Lebensbild aus einer bandkeramischen Siedlung. Für die Bandmuster auf den Hauspfosten liegen Vergleichsfunde vor; die Hämatineinfärbungen waren weit verbreitet.  In: Thomas Otten, Jürgen Kunow, Michael Rind, Marcus Trier (Hrsg.): Revolution jungSteinzeit. Archäologische Landesausstellung Nordrhein Westfalen. 2. Auflage, Konrad Theis, WBG, Darmstadt 2016, ISBN 978-3-8062-3493-0, S. 25–26; H. Meller, F. Knoll, J. Filipp: Rot – vom Leben bis zum Tod. Prähistorische Rötel- und Hämatitfunde aus Mitteldeutschland. In: Harald Meller, C.-W. Wunderlich, Franziska Knoll (Hrsg.): Rot – Die Archäologie bekennt Farbe. 5. Mitteldeutscher Archäologentag vom 4. bis 6. Oktober 2012 in Halle (Saale). Tagungen Landesmuseum, Vorgesch. Halle 10 (Halle [Saale] 2013). ( auf researchgate.net) hier S. 152–153
- Michael Voselek, Ulrich Kiesow, Roland Seidel: Luftbildarchäologie – Geologie – Thermografie, (Linearbandkeramik – Langhaus (Rekonstruktionsversuch) auf archaeoflug.de bzw. archaeopro.de)